# 第一次鸦片战争
第一次鸦片战争（英語：First Opium War），又称鸦片战争:275、中英战争（英語：The Anglo-Chinese War），是公元1840年至1842年（道光二十年至二十二年）期间，大清帝国和大英帝国之间的一系列军事冲突。此场战争是近代西方国家对中国发起的第一次大规模战争，船堅砲利迫使清政府打開閉關锁国的大门，被认为是中国近代史的开端。:35
此战的远因近因，十分复杂，总括而言，其远因是近代中国的闭关政策不合时宜，与英国的自由贸易政策产生冲突，令英方蒙受巨额贸易亏损，但中方封贡体系造成的外交隔阂使英方无从交涉贸易失衡问题:100；其近因是清朝官吏处理鸦片贸易的手段从朋比为奸，突转为强制禁锢，忽严忽弛、无所适从，被英方视为对其外交底线和国计民生的践踏:100。
英國政府對如何反應爭辯多時，反對派認為販賣鴉片有損英國臉面，但倒閣以九票之差失敗，对华強硬派之輝格黨墨爾本內閣險勝。艦隊來到中國談判不果後，战争以英国对华出兵（但未宣戰）後全面爆发，最后以清朝在江浙战败、割讓香港島、签订《南京条约》而告終。

## 背景

### 外交衝突

#### 中西文化隔閡
公元19世紀以前，中西沒有邦交，其原因有二:2。首先，在經濟層面，中國地大物博，國內市場以自给自足的小农经济为主，而中央政府对于国际贸易更是极为轻视:19，對外通商只是「嘉惠遠人」的懷柔政策。從唐末到南宋，中西陸路關係已中斷四百餘年，而蒙古人西征旨在搜刮掠奪，無意且無力將西方文化帶入中國:5；至十五世紀中葉，西方的地緣政治變動阻斷了以往通过阿拉伯半島的陆路贸易路线:6，此後中西貿易必須繞過非洲南端的好望角，從倫敦到廣州最快也需三個月，因此商業發展有限:2。
其次，在政治層面，中國自視為天朝上國（宗主國），視外國為蠻夷（藩屬國），認為洋人到來都是傾心慕化和納貢稱臣；其時中國不承認他國的平等地位，要求來華的西洋人必須尊中國為上國、以藩屬自居:2。當時中國認為沒有必要聯絡外邦，並無「外交」的觀念，對外政策無非「剿夷」或「撫夷」:2。封貢體系的理論與實踐，反映了古代中國自視為「天下中央之國」的世界觀，這在極大程度上制約了中國王朝與西方的平等外交:129。
明代君主有言「中國居內以制夷狄，夷狄居外以奉中國」，充分表露出狹隘的漢族至上意識，沿邊遍置關隘，顯然不是進取之象:5。明朝雖然曾對南海諸國加以招撫，但仍抱持戒備態度，後來明廷以倭寇之故，實施海禁，禁止對外貿易，重施鎖國退守政策:5。千餘年來，中國視海上貿易為財源，到了明朝則視為禍患，終明一代海禁甚嚴，中國遂真正進入閉關時代，認為與外族接觸弊多於利，甚至有弊無利:6。

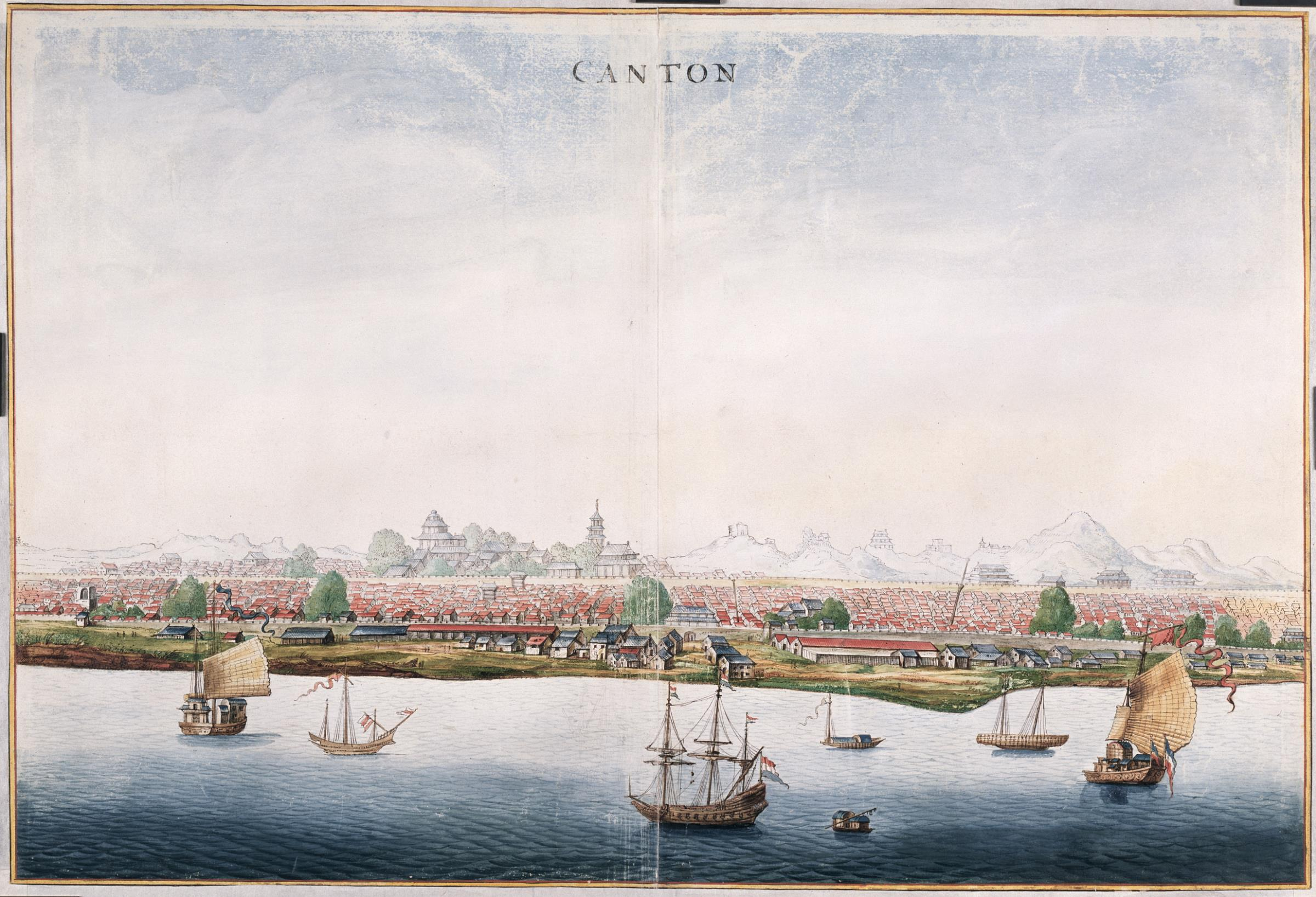
1665年 來自荷蘭東印度公司的商船行駛在廣州城外

自十五世紀末起，歐洲的航海技術日益昌明，各國政府大多鼓勵航海事業，尤其是葡萄牙政府:694。自1514年（正德九年）起，葡人多次前往廣東屯門（今香港及深圳一帶）經商，獲利頗厚，其後葡人訪華者日增，多居於澳門、泉州、寧波等地，惟葡萄牙遣使與明廷締約通商不果，葡人陸續遭武力驅逐，僅餘澳門一地:694-695；1557年（嘉靖三十六年），葡萄牙在澳門設官置戎，視之為殖民地，明政府亦不拒絕，僅收其地稅:695。公元1567年（隆慶元年），福建巡撫涂澤民請求開放海禁，實施「船引」制度獲准，但明政府只開放福建漳州的月港一處通商口岸。
至十六世紀中葉，來自西班牙、荷蘭、英國等國的探險家與商人相繼抵達中國，並獲准在部分沿海地區開展香料貿易:85-89。1600年（萬曆二十八年），英國特許了一批商人成立英國東印度公司，壟斷東印度貿易:85。不過，中國人並不歡迎這些在華的洋商，因為他們多是些追逐利益、不得體面的大老粗，加深了中國人將洋人視作「化外蠻夷」的觀念:89。
明末清初時期，以基督會會士為首的傳教士將一些西方的科學技術與藝術文化引入了中國，卻仍因“禮俗之爭”而逐漸沒落；當時中國絕大部分的士大夫仍自滿於中華文明的遺產，一味鑽研儒家典籍，認為無需吸收外來學識，令中國喪失了現代化的機會:96-99。西學在中國衰落後不久，西方便在政治、經濟、社會、科學等領域突飛猛進，一系列重大變革也造就了民主制度、工業革命、民族主義等近現代產物，而在工業革命中遙遙領先的英國，將不可避免地直面這一沉睡已久的古老帝國:100。
|                            | 迨外患日急，虛驕之氣不減，既不能戰，又諱言和。時西學開始東傳，雖有少數人士受到啟示，從事講求，然魚爛河決之勢已成，終不能挽回既倒的狂瀾。 |
| ——郭廷以《近代中國史綱》:6 | |

#### 清朝閉關政策
清初為了削弱鄭成功等海上反清勢力，迫令沿岸居民內遷，禁止船隻出海，再度實行海禁封鎖大陸:12。1683年（康熙二十二年），鄭成功之孫鄭克塽投降，清軍佔領臺灣。次年，清朝正式開海，准許百姓對外貿易，並在粵東的澳門（一說廣州）、福建的漳州府、浙江的寧波府和江南的雲台山分別設立粵海關、閩海關、浙海關和江海關。江、浙、閩、粵四大海關總領各自所在省的所有海關口岸，數量從十幾至幾十個不等。
清朝開放「四口通商」後，廣州是最繁榮的口岸，但當地有諸多敲詐勒索等腐敗現象，加上因位處亞熱帶而對英國紡織品的需求量小，促使英国东印度公司尋求在較偏北的口岸開展商務:137-138，尤其注意寧波:36。1755年（乾隆二十年），通曉華語的洪任輝（James Flint）奉命前往寧波，因當地久未有商船到訪，洪任輝一行人得到當地官員優待，諸事進展順利:36。但貿易轉向寧波後，前往廣州的英國商船數量隨之減少，兩廣總督擔心貿易重心北移，會影響廣州商民的生計，故於1757年（乾隆二十二年）籲請朝廷將寧波的關稅提升至100%；再者，朝廷亦擔心洋人商船頻頻到訪會令寧波變成另一個澳門，助長洋人與內地奸民勾結:138。故此，清廷同意大幅提高寧波等北方口岸的關稅，以斷絕洋商北上的念頭:138。但這一措施仍未能阻止英船前往寧波:36，乾隆帝遂在同年以海防重地規範洋商活動為理由，通知洋商：“嗣后口岸定于广东，不得再赴浙省”，稱為「一口通商」。
洪任輝明知有「一口通商」禁令，於1759年（乾隆二十四年）隨英船收泊浙江定海，被地方官拒絕，隨即攜同預先準備好的呈文，直接前往大沽，上北京申訴:36。洪任辉通过直隶总督向乾隆皇帝递交诉状，希望中國开放多个通商口岸，並指控广州海关勒索陋規、行商拖欠貨銀、保商制度多弊:36-37。乾隆皇帝以洪任輝「勾串內地奸民，代為列款，希冀違例，別通海口」罪名，圈禁澳門三年:37。

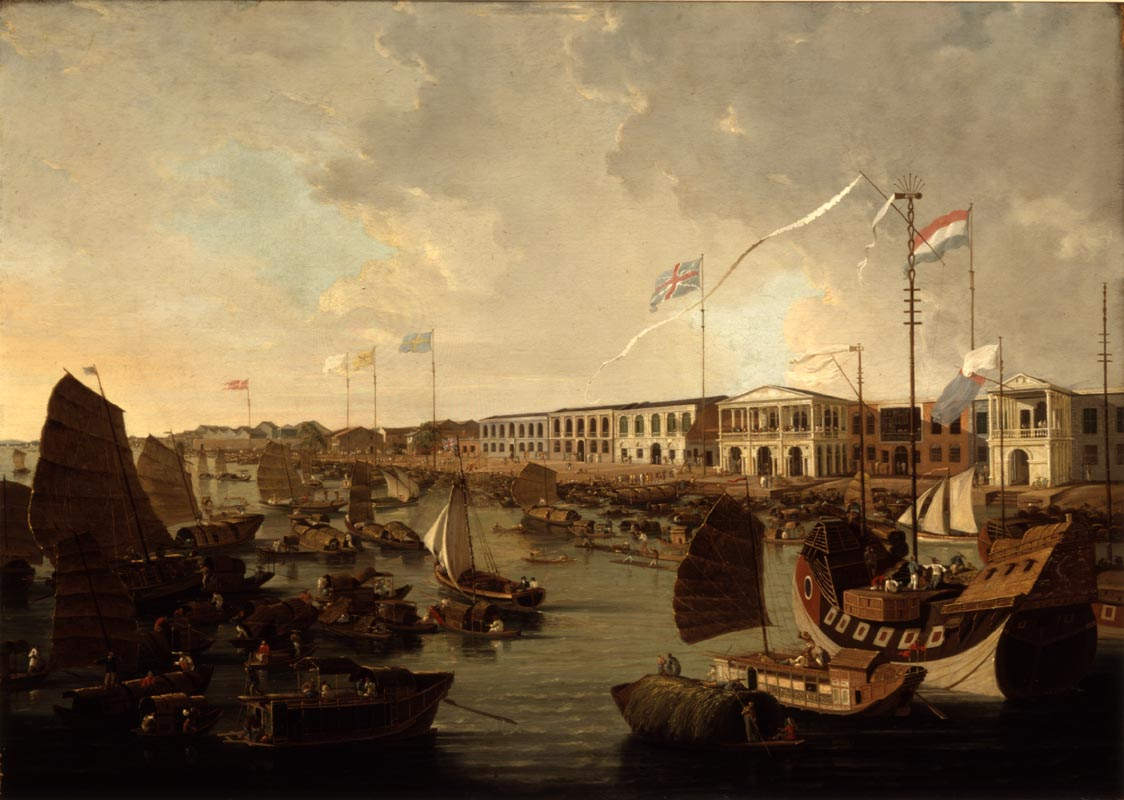
18世纪的广东十三行

洪任輝事件發生後，清政府對貿易採取更嚴格的限制，把對外貿易城市限於广州一口，並且規定洋商銷售商品和購買土貨都必須通過廣州十三行的「行商」之手:6。廣州貿易體系的主要特徵，是朝廷授權十三家稱為「行」的商號，開辦這些行的主人稱為「行商」，作為唯一的對外貿易代理人，透過向朝廷捐財以保證其壟斷特權:140。所謂「十三行」並非只有十三家，多時可達四五十家:3。十三行對岸設有十三個外國商館，由行商出租，一概被中國人稱為「夷館」:140。
自1759年（乾隆二十四年）起，廣州是唯一通商口岸，對於洋人的限制更嚴，勒索更重，令洋商更為不滿:37。以往廣州有「稽查管束夷人條例」，至此兩廣總督再訂立《防範外夷規條》五則，主要目的是制止洋人與人民往來:37，內容包括：
1. 嚴禁洋商在廣州過冬，如屬必要，可去澳門，次年必須返國；
2. 洋商必須居於商館，不得攜帶武器，商館由行丁把守，夜晚禁錮，出入由通事隨行，買賣貨物經由行商；
3. 禁止行商領借洋商資本以及洋商雇用漢人役使；
4. 禁止內地人民為洋商傳遞書信；
5. 加派要員稽查商船停泊之處[4]:37。

此後清政府對規條進行了多次增補，如規定外人不得坐轎、不得學習中文，外國婦女不得進入廣州等:148。除來華貿易外，規定武器、米糧、硝磺、鐵鍋、廢鐵和各種鐵器都不准出口，蠶絲、綢緞也有出口數量規定。
1760年（乾隆二十五年），清政府恢復公行制度。公行是行商在官府的支持下成立的貿易壟斷組織，起源於1720年（康熙五十九年）:140。公行專辦對外貿易，對洋商嚴加限制，不准洋商與中國官員直接接觸，指定須由公行與洋商聯繫，使公行成為洋商與中國官府聯繫的中介。
此外，行商税吏巧立名目，額外費用多達60多種，引起洋商不滿，並助長了走私風氣。原本清政府所定的海關稅則只有不過4%，但是官吏所加的陋規極其繁重，連同正稅要徵收貨價的20%左右，加上官吏違法將稅則保密以便隨意上下其手，導致洋人每次納稅都要經過漫長的交涉:4。加上「一口通商」令原本產於江蘇、浙江、福建等地的生絲和茶葉全須運往廣州，造成運輸費用劇增和茶葉變質的問題，這都讓洋商更爲不滿。

#### 英国外交挫敗
當時歐洲人視乾隆皇帝為一個模範的開明君主；英國人以為，在華通商所遇到的困難都只是廣州地方官吏所致，如果能讓乾隆皇帝知道，他必定願意改革:5。1787年，英國派出以查爾斯·艾倫·卡斯卡特為正使的使團訪華，是英國政府第一次遣使來華，目的是擴大對華貿易，增開通商口岸。此次出使因卡斯卡特在來華途中病逝而夭折。

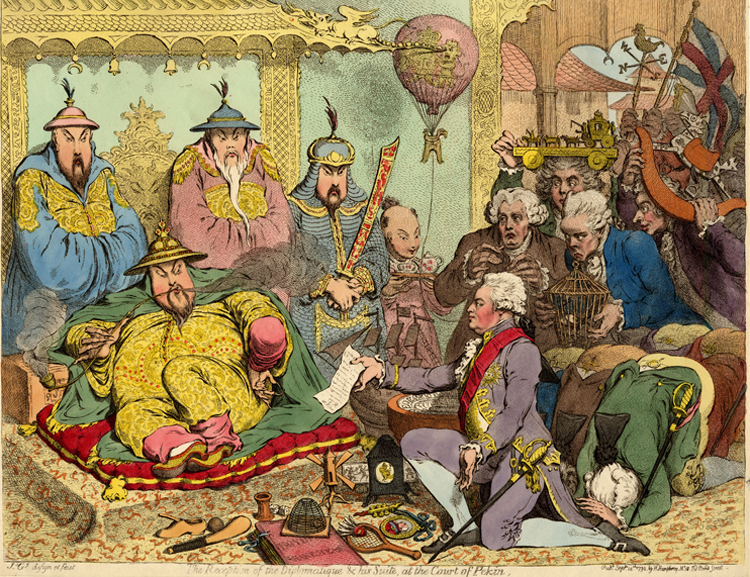
描繪乾隆帝接見英使馬戛爾尼的西方漫畫（1792年出版）

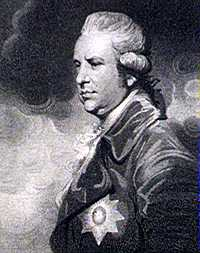
乔治·马戛尔尼

1792年（乾隆五十七年），英國續派曾出使俄國並擔任過印度孟加拉長官的喬治·馬戛爾尼（George Macartney）為特命全權大使，斯當東（George Thomas Staunton）副之，隨員80餘人，包括天文數學家、藝術家、醫生，和95名衛兵，由兵船護送，費用歸東印度公司負擔:39。所攜「貢品」，約值1萬5千餘英鎊，內有天文、地理儀器、圖書、毯氈、軍用品、車輛、船式，總計600箱，俱為用心選購，以表示英國之文明:39。英國政府給馬戛爾尼的訓令要他竭力遷就中國的禮俗，惟必須表示中英的平等:5。1793年（乾隆五十八年）8月，馬戛爾尼一行抵達北京:39。清朝以為英使是為向乾隆帝賀壽而來，稱使團帶來的禮物是貢物。乾隆皇帝要馬戛爾尼跪拜，他只肯行英式一膝一跪之禮，堅持不肯行三跪九叩之禮，乾隆皇帝大為不懌:39；後來英國使團有條件地答應，條件為將來中國派使團到倫敦時亦須向英王行跪拜禮，或是中國官員向使團所帶來的英王畫像行跪拜禮，但清廷官員拒絕接受:5。直到見到國書，才知道英使之來，並非專為賀壽，實際上別有請求，決定要他早日離去:39。駕返北京後，軍機大臣和珅將乾隆皇帝致英王喬治三世(King George III)的敕書和禮物發給馬戛爾尼，含有逐客之意:39。敕諭的措辭全是上國口吻:39：
|  | 天朝物產豐盈，無所不有，原不藉外夷貨物以通有無……今爾使臣於定例之外，多有陳乞，大乖仰體天朝加惠遠人、撫育四夷之道。 |

乾隆皇帝在敕諭中宣稱，雖然中國甚爲嘉許英國「傾心向化」、遣使前來的恭順之誠，但無法滿足英方派代表來北京居住的請求，理由是「與天朝禮制不合」；馬戛爾尼又以書面列舉請求，包括增開通商口岸、減免和訂明關稅等，但全部都在乾隆皇帝的敕諭中被駁回:157-159。
馬戛爾尼沮喪之餘，先後由軍機大臣和兩廣總督護送，自北京取道運河南下，經杭州、廣州返回英國；馬戛爾尼在中國五個多月，接觸不少中央、地方官員，見聞了不少政治、軍事、社會實情，深感中國人的知識淺陋，官吏貪污，人民困苦，武備廢弛，一切虛有其表；兩年後，英王喬治三世來書，希望「相依相交，公平恩待」，乾隆皇帝的回答是要他「益利盡誠，永承恩眷」；可見，中英雙方在外交觀念上南轅北轍。:40
馬戛爾尼事件後，英國被捲入拿破崙戰爭，加上未有合適的人選，使得所有訪華行動被無限期推遲，在這期間發生的數起事件使得中英關係轉趨緊張:160。其中一起事件源自第二次反法同盟，英國為防止法國從葡萄牙手中奪下澳門，從而使法國在東南亞貿易中佔據絕對優勢，分別於1802年和1808年兩度出兵佔領澳門，中國方面抗議稱澳門是中國領土、並無被法國佔領之虞:160。1801年，葡萄牙在橘子戰爭失利，英國派軍艦於1802年（嘉庆七年）3月18日抵達澳門氹仔附近海域，试图登陆澳門，两广总督覺羅吉慶劝阻無效而採取斷糧手段；7月，英軍得知英、法簽訂《亞眠和約》而離去。1808年（嘉慶十三年），英軍再佔澳門，英軍統帥度路利拒絕撤軍，兩廣總督中斷通商，造成洋人普遍不滿；度路利於是建議與會見兩廣總督，但遭拒絕，他便率領軍艦闖過虎門、駛至黃埔，要求會晤，隨即發生武裝衝突，造成英國人傷亡:3:160；直至同年12月，葡萄牙交付贖金，保證英國的撤軍，緊張局勢因而趨緩:160。
上述衝突事件，加上對廣州體系的日益不滿，促使東印度公司請求英國政府再派使團訪華:160。1815年法國皇帝拿破崙一世倒台和維也納會議後，歐洲恢復和平，英國政府決定再派大使來華:160。人選為阿美士德（Lord Amherst），主要使命為確定公司在廣州權益，中國不得任意停止貿易，英人得自由與華商買賣，推廣口岸:41。1816年（嘉慶二十一年），阿美士德抵達天津，跪叩禮節問題隨之而來:20。嘉慶皇帝認為英使拒行此禮，是存心違抗，必須預行演習，否則不准瞻覲:20。阿美士德被帶至圓明園宮門附近，仍拒行三跪九叩之禮；嘉慶皇帝以「中國為天下共主，豈能如此侮慢倨傲？」；立予驅逐出國:39。
「夷」是中国历代对异族或外族的一种贱称，对这种夷夏观念较早提出挑战的，是英国商人胡夏米:9。他英文名為林德赛（Hugh Hamilton Lindsay），是英國東印度公司駐廣州商館職員，通曉漢語，易華名胡夏米:9。1832年2月（道光十二年一月），他與德國傳教士郭士立奉命率領英國商船「阿美士德」號到中國沿海試航，試圖在廣州以外的口岸另闢市場，並蒐集中國沿海的情報，歷時1年又7個月:9。期間兩人又散發文告，申述英商在廣東所受的欺侮，說明英國的國勢不可敵視輕蔑；不少地方官吏私下與其勾結、開放貿易:42。胡、郭認爲，中國北方人民樂意與外人貿易，官府既無實力、亦不嚴格執法，加上中國武備廢弛，如要發展對華貿易，非口舌所可達成，勢須訴諸武力:42。

### 貿易失衡

#### 英國對華貿易逆差

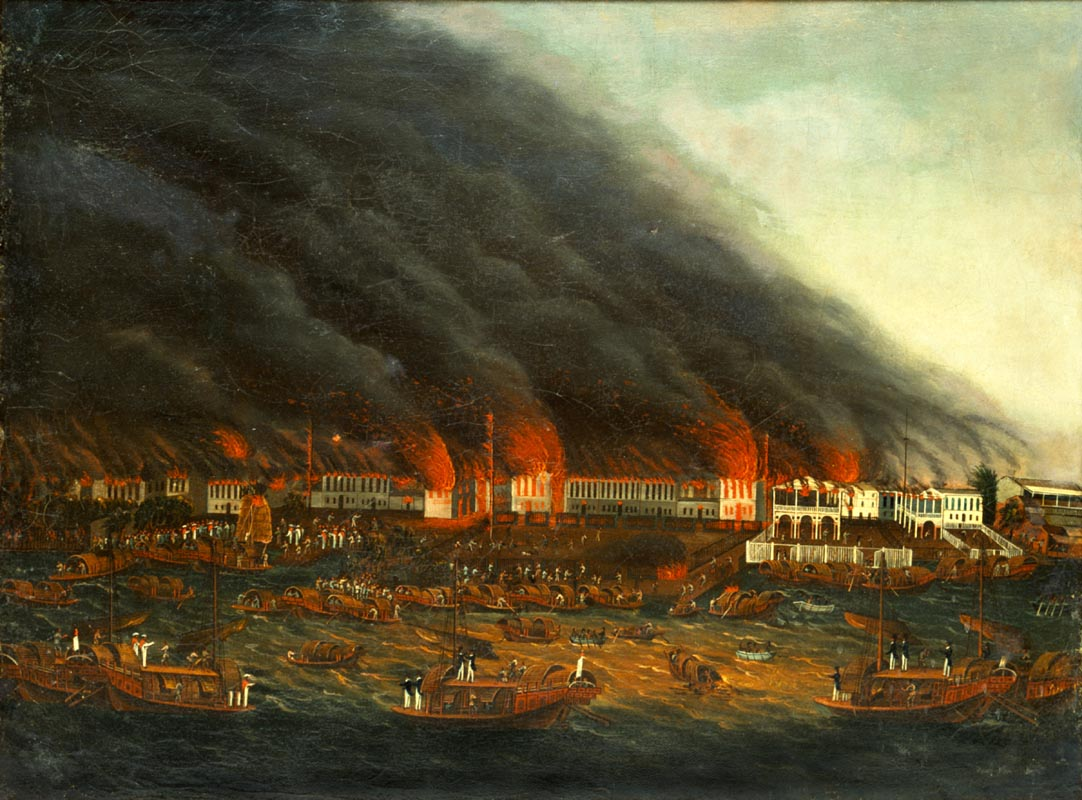
1822年，富可敵國的廣州十三行發生大火，4000萬兩白銀熔為銀水

十八世紀的中英貿易中，中國佔有巨大的貿易順差:165，在1830年（道光十年）以前，中國在對外貿易中通常有出超，白銀不斷地從印度、英國和美國流入中國:2。當時中國對英國的輸出首為茶葉，次為絲綢、土布、瓷器:47。十八世紀，飲茶成為英國的一種國民風尚，英國人對茶葉的需求非常大:146，英國從中國輸入的茶葉量從1793年（乾隆五十八年）不超過1,600萬英磅，快速增長至1846年（道光二十六年）的5,700萬英磅:4。隨著茶葉銷量的增長，英國對茶葉的進口稅一度高達100%，茶葉走私活動隨之而來；作為應對，英國政府在1784年將茶葉進口稅降至12.5%，但中國茶葉仍為英國提供了十分之一的國庫收入:146。

英國紡織業重鎮曼徹斯特的一個工廠主曾經說：
|  | 如果每個中國人的襯衣下擺加長一英寸，我們的工廠就得忙上數十年！只要能夠打開這個壁壘就好了。 |

英國完成工業革命後，需要一個廣大的市場作為貨品出口地，而中國正好符合此條件:282。英國早期對華輸出的貨物，包括毛織品、金屬、鐘錶、玻璃，以及來自印度的棉花、棉織品；然而，由於男耕女織的中國農村經濟自給自足，英國商品在中國缺乏市場:47。1827年（道光七年）以前，英國多次嘗試在廣州銷售英國印花布、剪絨及天鵝絨，虧本超過60%；1826年（道光六年）輸入棉布，也虧本10%左右:6。因此，英商只能用白銀購買茶葉:47。东印度公司驶往中国的船舶经常装载90%至98%的黄金，只有不到10%是商品；1781-1790年（乾隆四十六年至五十五年）间，流入中国的白银达1,640万两，1800-1810年（嘉慶五年至十五年）则达2,600万两:165。十八世紀前期，英國向中國出口的貨值，經常不及進口白銀的十分之一；當時的歐洲重商主義盛行、重視現金，英國人認為這是國家的巨大損失:47。
| 年份      | 華輸英貨值 （銀元） | 英輸華貨值 （銀元） | 英國入超（即貿易赤字）情況     |
| --------- | ------------------- | ------------------- | ------------------------------ |
| 1790-1799 | 11,563,686          | 10,380,706          | 1,182,980（平均每年約118,298） |
| 1817-1819 | 8,060,271           | 7,646,777           | 413,494（平均每年約137,831）   |
| 1820-1829 | 20,031,631          | 14,116,591          | 5,915,040（平均每年約591,504） |
| 1830-1833 | 9,950,286           | 7,335,023           | 2,615,263（平均每年約653,816） |

十九世紀前，英國對華貿易一直有大量逆差（即「入超」）:282。英國在18世紀開始實行金本位货币政策，而中國則以白银作為貨幣，由於與中國的所有貿易需以銀兩折算，英國需要從歐洲大陸購入白銀作貿易用途，金銀一買一賣，令英國利潤損失巨大；稅率方面，中國對英國进口货物的税率高达20%，同时由于海关官僚腐败和贪婪，使得除税率之外还产生許多不可预估的费用，英國為此大為不滿:282。此外，為擴大對華貿易，洋商自十八世紀中葉開始向中國行商放高利貸，部分行商借貸過多而無力償還，令「商欠」事件頻發，欠款數額越來越大，引起英商強烈不滿而發生糾紛，令中英矛盾更爲尖銳:530-531。

#### 鸦片与中国
由於十八世紀的廣州貿易順差嚴重偏向中國一邊，大量白銀流入中國:165。當時不論中西的經濟學家都認為金銀的輸出對國家有害，各國都力求增加貨物的出口和金銀的進口；在中國的洋商經過多年的實驗，發現鴉片是種上等的商品:7。

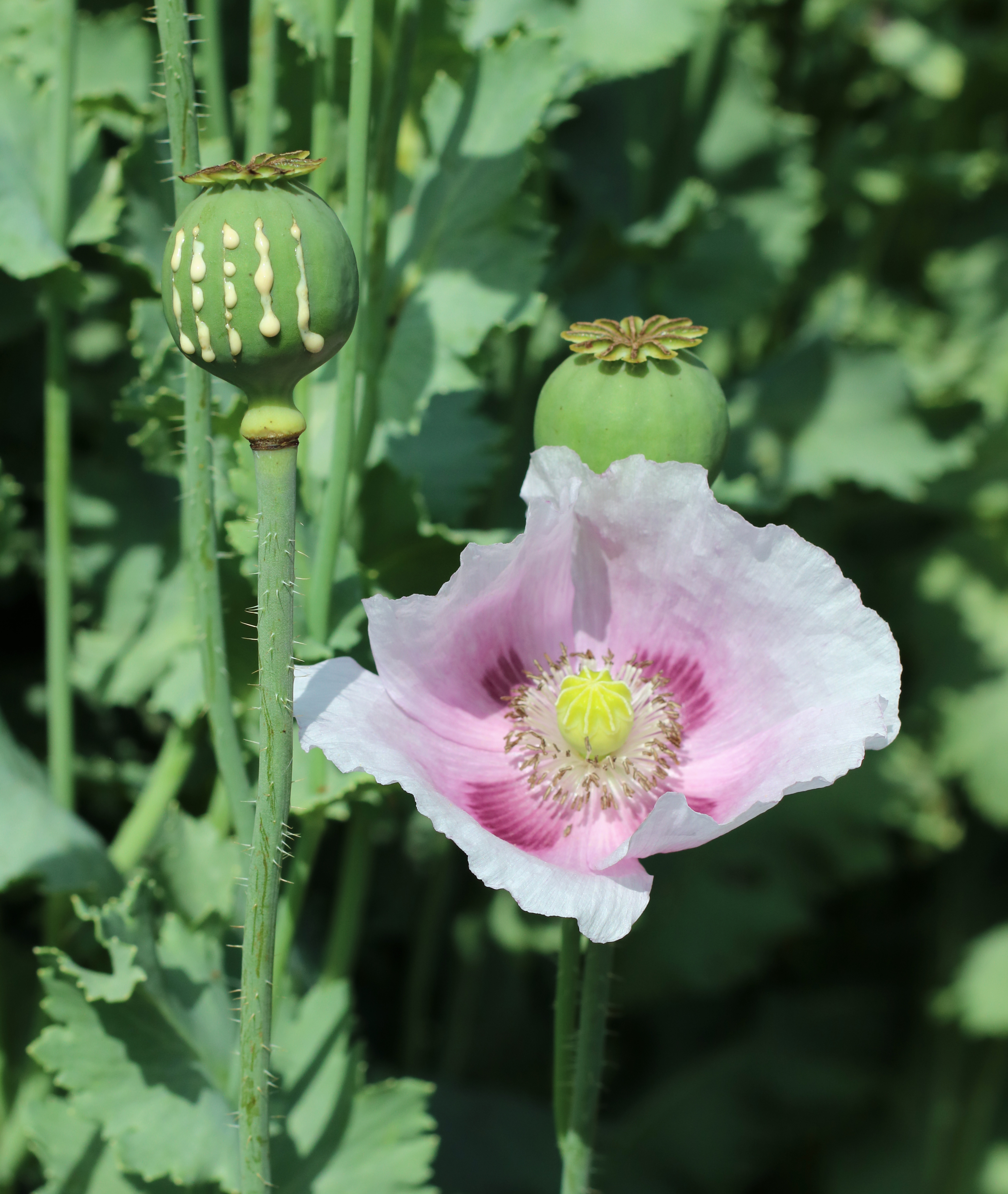
罌粟花 (Papaver somniferum) 與未成熟的果實

鴉片提煉自罌粟的汁液，這種植物在唐代由阿拉伯人和土耳其人傳入中國，中國人也稱之為米囊:165，鴉片則又稱為阿芙蓉、合甫融、阿片、烏香。早在三千多年前，鴉片已聞名於歐洲、中東和北非，治療用途廣泛，一直被視為靈丹妙藥。後世研究證實，鴉片有止痛、止咳、退燒、止瀉之療效，也能安神和消除飢餓感。鴉片也可用作春藥:279，但這種娛樂用途在明代以前並不常見:165。明代《本草綱目》也收錄了鴉片的醫藥功能：
|  | （阿芙蓉）氣味酸澀、溫、微毒，主治瀉痢、脫肛不止，能澀丈夫精氣。俗人房中術用之。京師售一粒金丹，云通治百病，皆方伎家之術耳。 |

由於鴉片在明代藥用廣泛，成為中國亟需進口的貴重物品，明廷更派官員到中國各地大量收購鴉片。當時南洋諸國以其為貢品，市鎮亦有貨賣，價值與黃金相等:47。明朝海關自16世紀後期（明中葉）開始對其徵稅，列入藥材項下:47，阿拉伯人、爪哇人、泰國人以至後來的葡萄牙人和荷蘭人均有對華轉賣鴉片。
早期中國人服食鴉片的唯一方法是吞服（例如前文「一粒金丹」等藥方），而中國人「吸食」鴉片的習慣是在吸煙草的習慣上發展起來的:281。早在1620年（萬曆四十八年），台湾已有人将鸦片与烟草混合吸食，这种做法在1660年代（清初）传到福建和广东，在那里，吸食的方式得到了改进:165-166。據記載，清初的食法為「煮土成膏，鑲竹為管，就燈吸食其煙」，不出數年便流傳各省，還出現了買賣鴉片的煙館:47。1729年（雍正七年），雍正帝以鴉片淫蕩傷人，予以禁止，但所指為煙草與鴉片合製之鴉片煙，並非鴉片本身:47。1760年代，中國人開始吸食純鴉片（即不混合煙草），並在該世紀末迅速普及，需求與日俱增:283-284。
按常規服用鴉片並不會上癮，中國人染上毒癮的成因有二：一是大劑量服用鴉片來治病（如1821年霍亂疫情）；二是精神需求，有閑階層與皇親用鴉片來尋歡作樂、提升認知、應酬社交，士兵通過吸食鴉片來逃避兵役，窮人和苦力則靠鴉片來緩解疲勞和飢餓感:278-280。

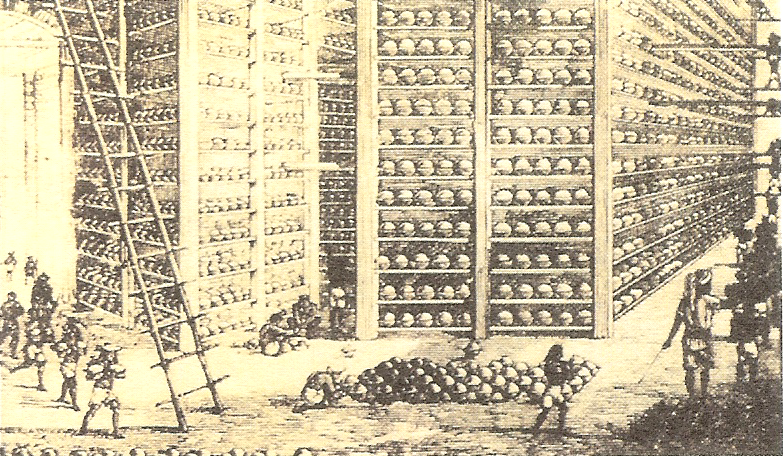
18世纪英國在印度的鴉片儲存庫

十八世紀，英國商人發現鴉片在中國大有銷路，遂全力以赴:47。1773年（乾隆三十八年），英国人取代葡萄牙人成为鸦片贸易的领头羊，同年，东印度公司在印度获得种植鸦片的垄断权——由孟加拉国掌管从播种到在加尔各答出卖成品的一切事宜:166。東印度公司獲得印度鴉片的專賣權後，鼓勵栽種，管轄鴉片的運輸和銷售；當時中國每年進口鴉片四千餘箱，漸增至六千餘箱，每箱售價自140銀兩上漲至350銀兩:48。鴉片貿易的豐厚利潤吸引了幾乎所有的外國商人，當中英國私家商號「怡和洋行」是最主要的鴉片貿易商:168。
对鸦片的需求导致外国进口的鸦片增加，四川、云南、福建、浙江和广东等均都有种植罂粟:165-166。1796年（嘉慶元年），嘉庆皇帝明令取缔鴉片的进口和种植:166，中國裁停鴉片煙稅，視為禁品:48。东印度公司在得知中国禁烟之后，转而将鸦片的销售权让给持该公司执照经营航运的港腳船:166，進口有增無減:48。1809-1817年（嘉慶十四年至二十二年）又有五次禁令，但仍歸無效，走私者與地方文武官員勾結分肥，港腳商船大量販運，於澳門、黃埔公開交易:48。東印度公司在公開的航運指令中聲明，禁止販運鴉片「以免牽連本公司」，故從法律角度而言，東印度公司確實沒有涉足鴉片走私:166。
1834年（道光十四年），在英國本地商人的壓力下，東印度公司對中國貿易的壟斷專利被撤銷，銷售鴉片的商人增加，令流入中國的鴉片數量頓時大增。鸦片商人泰勒说：“鸦片像黄金一样，我能在任何时候卖掉它。”鴉片走私日益擴大，據不完全統計，1800年至1820年平均每年4,000餘箱，到1838年至1839年間猛增至近40,000箱:7。
鴉片輸入的迅速成長自然與中國對其需求的增長聯系在一起:168。“嘉庆初食者甚少，不二十年，蔓衍天下，自士大夫以致贩夫走卒，群而趋之，靡而不返”。十九世紀初葉的煙民主要是一些富家子弟，但這種陋習逐漸擴散到政府官吏、商人、文人、婦女、僕役、兵丁，乃至僧尼與道士等；在1838年時，廣東和福建的烟館比比皆是:168。

#### 中英白銀流向逆轉
吸食鴉片嚴重影響中國經濟:169。清代的法定貨幣是銅錢，為民間所通用，國家的收支則以白銀爲準，人民納稅需按照銀價以銅錢繳抵；中國的白銀產量不多，供不應求，銀價有漲無回；加上鴉片進口激增，白銀逐年外流，銀荒日益加劇:49。19世紀30年代中後期，白銀外流的情況最爲嚴重，亦影響了中國市面上白銀與銅錢之間的兌換率；1740年時，1兩銀換800文銅錢，而到1828年時，1兩銀值2,500至2,600文銅錢，清政府爲此增加了鑄造銅錢的數量:169。結果，銀價上揚，銅錢貶值，物價升高，人民納稅的負擔加重:49。
| 年份      | 鴉片輸入（箱） | 白銀輸出（銀元） |
| --------- | -------------- | ---------------- |
| 1800-1809 | 39,691         | 51,339,100       |
| 1810-1819 | 74,135         | 95,288,153       |
| 1820-1829 | 180,169        | 211,089,961      |
| 1830-1839 | 344,124        | 243,958,005      |

由於鴉片輸入激增，中英貿易逐漸變化，英國由入超變為出超，中國亦随之變為入超。十九世紀初，中西的正規貿易，中國大致尚為出超；根據行商的貿易出入貨簿，1812年（嘉慶十七年），中國進口貨價約爲1,270萬兩，出口約1,510萬兩；1813年（嘉慶十八年）的進口貨價約1260萬兩，出口約1290萬兩；但鴉片是違禁品，不入貨簿，如將鴉片合計，出入已不能平衡，成爲入超:48。英國人在1836年（道光十六年）向中國賣出了價值1,800萬元的鴉片，並從中國買入了價值1,700萬元的茶葉和生絲——顯然，如果沒有鴉片貿易，英國將承受巨額的貿易逆差:170。
鴉片貿易不僅扭轉了英國對華貿易逆差的不利局面，還爲英國的毛織品找到了海外傾銷市場。自英國佔領鴉片出產大國——印度後，當地經營的印度鴉片賣到中國，又從中國貨商那裡進口茶葉到英國，英國再把大量棉織產品銷售到印度市場，再把資金做上述流動，如此形成了中、英、印「三角貿易」關係。在1833年（道光十三年）取消東印度公司貿易壟斷權以前，英國對中國年輸出總值只有60萬英鎊，而1836年（道光十六年）達到1,326,388英鎊:4。東印度公司從鴉片生產中獲取的利潤從1832年（道光十二年）的1千萬盧比上升至1838年（道光十八年）的3千萬盧比，成爲東印度公司的大宗收入:170。及至十九世紀初，鴉片已成爲三角貿易中最重要的商品，為英國賺取大量白銀，因此學者認爲，當日後中國進行「反鴉片戰爭(anti-opium war)」時，英國亦只好進行「反『反鴉片戰爭』(anti-anti-opium war)」。

### 中英軍力差距
鴉片戰爭的本質是中英雙方軍事力量的對抗。當時，中英雙方在武器裝備和兵力上存在巨大差距。:33

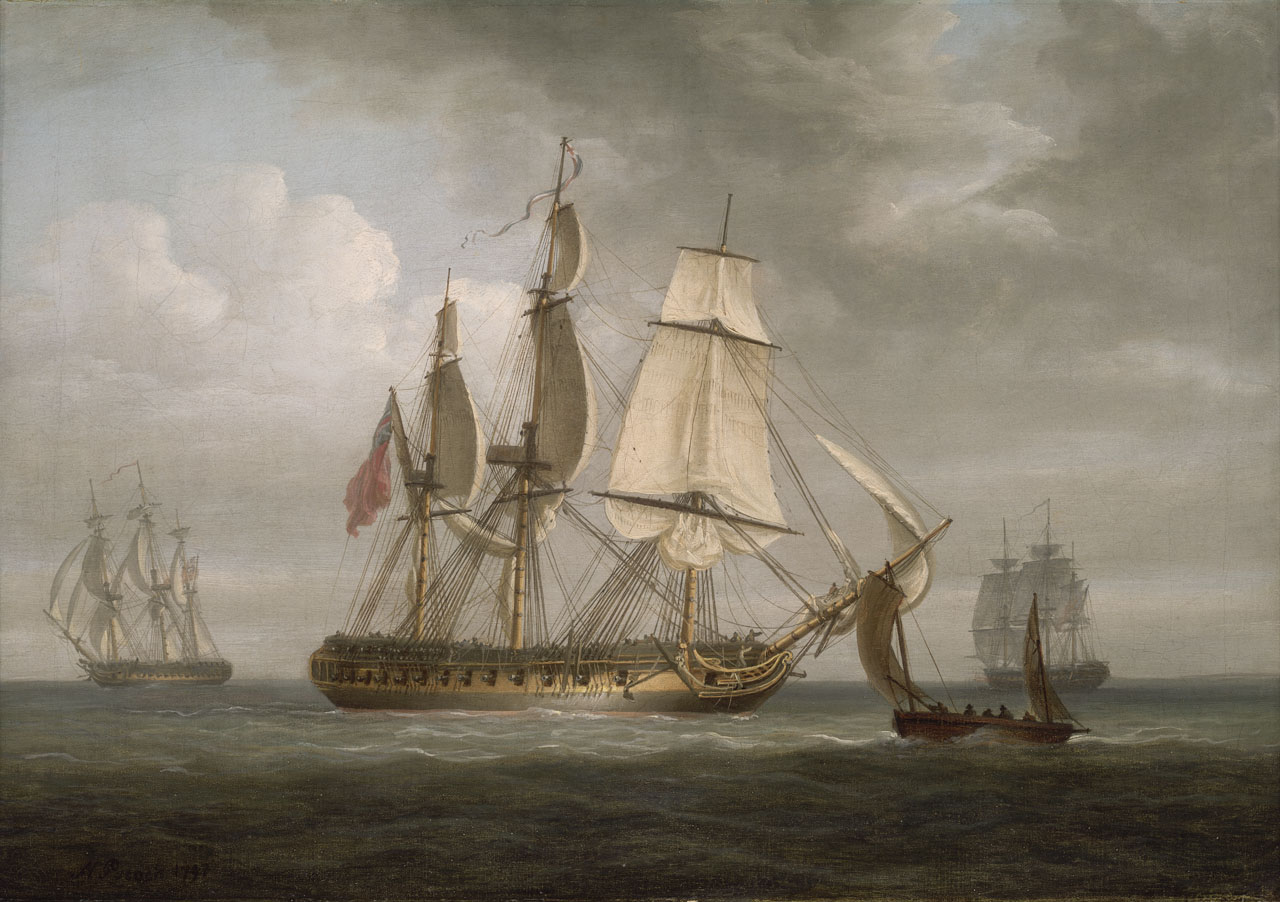
一艘英國海軍護衛艦（1797年繪）

鴉片戰爭時期的英軍已處於初步發展的火器時代，而清軍仍處於冷熱兵器混用的時代。英軍方面配備了當時世界上較先進的兩種軍用槍——燧發槍與雷管槍。清軍方面，其使用的冷兵器包括刀矛弓箭之類；而清軍使用的火器則是根據明代引進的「鳥銃」等西洋火器樣式所仿造，其型制樣式比英軍落後了200餘年。由於中英的製造工藝差距導致的品質差距，清軍的鳥槍存在諸多致命缺陷，包括槍身過長、射速慢、射程近、精確度低、炮彈威力弱等；加上清軍使用粗劣的火藥，使其原本已落後的槍炮在實戰中的效能更差。:33-39
中英武器裝備中差距最大者莫過於艦船。英國海軍為當時世界之最，擁有各類船艦400餘艘，其軍艦抗風、抗沉性能優良，用料防蛀防火，又能利用各種風向航行，排水量大，安炮較多；其輪船亦具備航速快、吃水淺、機動性能強等特點:39-40。清朝方面，當時清軍的海軍稱爲「水師」，主要分爲福建水師和廣東水師兩支，職務非出洋作戰，而是近海巡防，僅以海盜為對手:39-40；因此，清軍的小型軍船只適合在江河中的近距離交戰，航速與靈活度遠不及英國軍艦，亦無法有效施展火力；加上清朝嘉慶年間花費大量錢銀物資以鎮壓國內的平民叛亂，已逐漸不再投資水師，導致其軍力渙散、人力物力匱乏、缺乏訓練和協調機制。閩浙總督鄧廷楨曾如此評價：「船炮之力實不相敵」:40。
在武備全無優勢的情況下，清朝的城、炮台等防禦工事同樣相當落後，受到西方學者的極低評價。惟當時清軍僅以防備海盜為己任，認爲他們的防禦「固若金湯」。:41-43

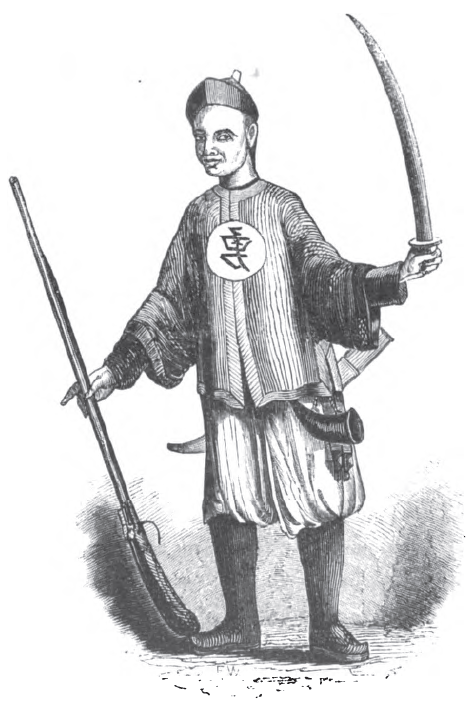
清朝時期的中國劍兵

鴉片戰爭時期，清朝總兵力達80萬，是當時世界上最龐大的一支常備軍；英國派往中國的海陸軍合計只有約7千至2萬人。故許多學者指出，清朝在鴉片戰爭中處於兵力上的優勢；然而這只是理論上的正確，在現實中恰恰相反，問題的關鍵在於清軍的編制:48-49。綠營軍作爲清軍的主要軍事力量，並無固定編制，而且分散駐防，戰時難以集中，削弱了戰鬥力；此外，清軍並非純粹的國防軍，他們以維護社會治安和政治秩序為主要職責（類似現代的警察）。因此，清軍的編制有利於分散「治民」，而不利於集中禦外。:49-53
另一方面，中英雙方軍隊的調兵速度差距甚大。當時英國軍艦經水路交通駛往中國，效率頗高，而蒸汽機的出現和輪船的使用亦大大加快了英國海軍的航速:66；清朝方面，落後的交通條件延長了清軍增援的路程，使得清軍的兵力部署跟不上英軍的軍事行動。:58-59
此外，清軍的腐敗問題也令其作戰能力降低。士兵方面，由於糧餉收入低下，往往靠兼差以維持家計，時而雇人頂替本職工作，甚至敲詐勒索和受賄；軍官方面，由於清朝武舉的弊端，選出的軍官大多「不學無術」，軍人受到社會鄙視，並導致了「重文輕武」的人才流向；加上清朝官場的奢華風氣，低人一等的軍官也竭力搜刮民脂民膏，手段包括吃空額、克兵餉、貪贓枉法等；不幸的是，清代軍人兼具警察的社會職能，形成監盜兩便的陋規。:64-71

## 導火線

### 律勞卑事件

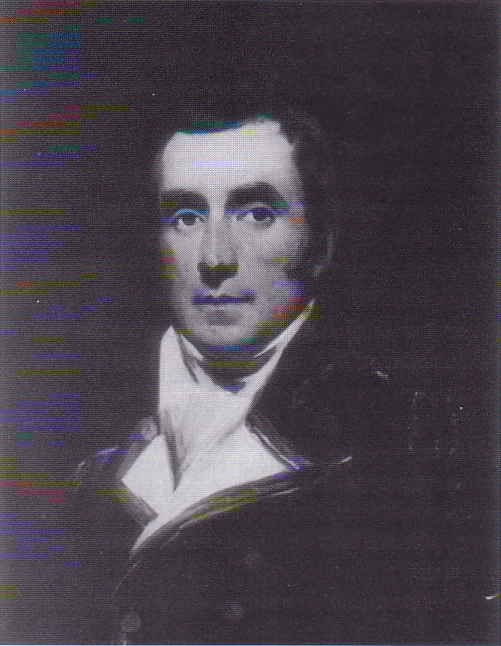
威廉·約翰·律勞卑

1832年（道光十二年）發生了一件意義深遠的事件，使得中英關係大大惡化——東印度公司對華貿易壟斷權被取消:170。次年，英国国王任命上议院议员、海军将官律劳卑（William J. Napier）为駐華商務總監，左右副總監各一人:44。這個事件標誌著中英關係已發生根本性變化，「英國政府」替代了「東印度公司」與中國交往，官方關係替代了非官方關係。然而，中國人絲毫未能理解這一變化的政治含義，也沒有做任何準備來應付這一新形勢:171。
英國政府給律勞卑的訓令強調，應儘可能維持與中國的友好和諒解，同時確保中英兩國的平等關係:171。1834年7月15日（道光十四年六月九日），律勞卑抵達澳門；7月21日，两广总督卢坤命行商轉告律勞卑「如欲來省，須待先行奏明請旨」:45；一天前（7月20日），律勞卑已按巴麥尊的訓令，備好了一封致盧坤的平行公函，旨在要求建立平等的中英外交關係:45:531。律勞卑不待奏明，率先於7月25日（六月十九日）到達廣州商館，翌日投遞公函，無人肯收:45。盧坤視律勞卑大逆不道，認為即使是英國官員「亦不能與天朝疆吏書信平行」:24，並稱「天朝大臣，例不准與外夷私通書信」:45。盧坤拒絕接受信函和直接會面，呼籲律勞卑遵守舊制，並要求他立即返回澳門:531。律勞卑認為總督拒收信函且驅逐英使是一種侮辱，指責盧坤「愚頑無知」，並表示英國有能力、但無意願發動戰爭:171。為此，中英雙方就公函「平行款式」問題僵持不下:45。
9月2日，盧坤下令包圍英國商館:45-46，撤走所有華人雇員，斷絕商館的糧食供應，並終止中英貿易:172。不過，中英貿易實際上在8月中旬已經停止:45。律勞卑立即召集兵船，於9月11日駛至黃埔，其後炮轟虎門炮台，盧坤亦調兵增防:45-46。後來，盧坤使用離間計，宣稱律勞卑是罪魁禍首，只要他離開廣州即可重開貿易，許多英國大商人私下請求粵海關監督恢復貿易，律勞卑感到自己被同胞遺棄和出賣:172。9月21日（八月十九日），律劳卑及兵船離開黃埔，中英貿易隨之恢復，雙方爭執暫告一段落:46。

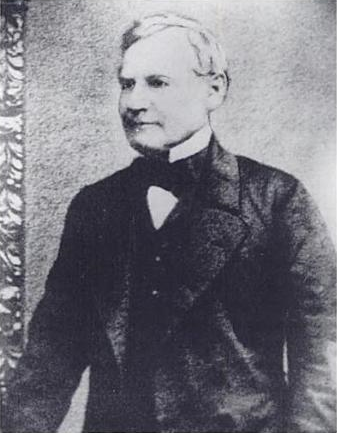
查理·義律

律勞卑在廣州時已染重病，回到澳門後病逝。此後兩年，繼任駐華商務正總監的德庇時(John F. Davis)和乔治·罗宾逊(George Robinson)都採取消極的靜默政策。當時英國內閣改組，亦主張以和協的方式改進對華關係。廣州的英商不滿，聯名上書，請求派遣全權代表率領船艦，要求撤懲盧坤，賠償損失，加開口岸:46。1836年（道光十六年），英國商人成立「倫敦東印度和中國協會」向英國政府提供情報:4，並與曼切斯特商會多次向英國政府請求幫助打開中國市場。
自律勞卑失敗以後，對華貿易已陷入不穩定的、無保護的狀態，橫受行商和地方政府的勒索與禁阻。於是，不列顛的財產每日都處於危險狀態之中……我們的產業可能被癱瘓，我們的稅收可能每年遭受四百至五百萬英鎊的損失。因此，我們以最迫切的心情呈請不列顛政府施展保護英商的威力。——〈曼切斯特商會上首相邁爾本與外交大臣巴麥尊備忘錄〉，1836年（道光十六年）2月:15-16
1836年（道光十六年），巴麥尊重掌外部，副總監查理·義律(Charles Elliot)力請積極行動，巴麥尊隨即派他為駐華商務正總監，一稱領事:46-47。義律認為鴉片貿易並不道德，呼籲英國禁止鴉片走私，這一態度至少直到後來開戰之時都未曾改變。他極其希望與中國建立對等和公平的貿易，並反對開戰。但他錯誤地認為，通過除鴉片以外的正常貿易活動，也能名正言順地打開中國市場。
1837年（道光十七年），有十多名中國水手在新加坡海面遇險，被英國人救起，義律希望藉此促進與中國的關係，便通知鄧廷楨，稱這可促進「兩國間」既存的「和平與友好的關係」。鄧廷楨甚為震驚，認為「蕞爾小邦」不可與「天朝上國」相提並論，如何能有「和平與友好的關係」？至此，中英兩國就彼此外交觀念的分歧，相持不下:47。

### 清政府禁煙
嘉庆、道光时期，清政府需要大量白银来支持镇压白莲教以及其他人民起义，但期间中英贸易的白银流向已经逆转:29。如前文所述，自明朝中後期開始，台灣和閩廣一帶已有人將原本用作藥物的鴉片混合烟草吸食，此法不久便流傳各省:165-166。由於中國人對鴉片的需求日益增長，鴉片貿易的豐厚利潤吸引了幾乎所有的外國商人，鴉片的持續流入使清政府的白銀不斷外流:168-169。當時中國實行白銀與銅錢兩種貨幣，官府稅額以銀兩計算，而百姓多以銅錢繳稅。十九世紀三十年代，由於銀價上漲、銅錢貶值，意味著農民賦稅加重，但國家收入卻毫未增加，引起道光帝的關注，命令官員尋找原因，始發現是鴉片走私引起了大量白銀外流，鴉片貿易至此引起清政府的嚴重關切:36。
道光帝是一位崇儉惜財的皇帝，他即位之前也曾吸食鴉片上癮，後來「忽有所悟」而戒煙，稱「此物不禁絕，使流行於內地，不但亡家，實可亡國」:51。鴉片泛濫也威脅清政府的統治，1832年（道光十二年），廣東連州瑤族起事，兩廣總督李鴻賓率兵鎮壓，卻屢戰屢敗，朝廷調查發現是因為廣東士兵大多吸食鴉片、無法勝任戰事，道光帝得悉後震怒。
弛禁派的理論在道光十四、十五年時（1834-1835年）頗為得勢，但一直沒有官員敢公開提倡此法:8。直到1836年6月10日（道光十六年四月二十七日），太常寺少卿許乃濟上奏主張弛禁，指出鴉片禁令愈嚴、流弊愈大:528。他表示，白銀外流問題是禁煙令抬高煙價、刺激走私活動所致，而腐敗的吏治與暴利的誘惑使得走私活動無法禁止:37。故此他主張：
1. 允許鴉片合法進口並按藥材價格徵收關稅，只准以貨易貨，不得用白銀購買，藉此降低煙價並防止白銀外流；
2. 禁止官吏、兵丁和讀書人吸食鴉片，其他平民則不禁止；
3. 允許中國內地種植鴉片，令外商無利可圖，不再販運鴉片來華。[62]:38

對於許乃濟的奏議，官員看法各異，如兩廣總督鄧廷楨表示支持弛禁，禮部侍郎朱嶟則反對:529。外商總體上對弛禁的可能性感到興奮，但也有部分鴉片走私商人例外，如查頓便説：
|  | 就我們關注的利益而言，我不認為這個（弛禁）計劃有什麼好處。:174 |

但就在同時，包括御史袁玉麟在內的一批嚴禁派官員上奏道光帝，指出弛禁的方案難以執行，且將加劇紋銀外流，道光帝的態度至此轉趨強硬，於1836年9月下令兩廣總督鄧廷楨嚴查白銀外流、驅逐英國煙商和貨船:50-51。這一命令使得該年5月至9月的弛禁舉動突然停止，也令一眾煙商無所適從:174。鄧廷楨勒令煙商在限期內離開廣州，並毫不寬容地緝拿中國的鴉片販賣者和吸食者:175，到1837年底，鄧廷楨已搗毀了廣州口外所有的走私網絡，令廣州鴉片價格暴跌:175。時任英國駐華商務總監的義律依英國指令，不經行商直接向廣州官員投遞不含「稟」字的公文，但屢次遭鄧廷楨拒收:97。
嚴禁派官員的主要理據均為白銀外流（銀漏）的問題，他們主張反求諸己——既然無法對外杜絕走私，那就對內嚴禁鴉片:51。1838年6月（道光十八年閏四月），鴻臚寺卿黃爵滋黃爵滋上奏《請嚴塞漏卮以培國本折》，提出「重治吸食」的嚴禁政策，內容包括：
- 給予煙民一年時間戒煙，逾期不戒煙者處死；
- 本人處死以外，其子孫不得參加科舉，剝奪政治權利；
- 發動百姓互相監督和舉報，知情不報者法辦[76]。

這封奏摺上奏以後，道光帝命令各省督撫討論:9，結果過半的督撫都反對將吸煙者處死，其中部分督撫將矛頭直指廣東，認為禁煙要正本清源:90-91。湖廣總督林則徐是少數支持黃爵滋的官員之一，他上奏道光帝，稱以死刑禁烟是「辟以止辟」的必要做法，又援引他在湖北和湖南轄區有效阻嚇官民買賣和吸食鴉片，並從國防和財政的角度作出結論:52：
迨流毒于天下，则为害甚巨，法当从严。若犹泄泄视之，是使数十年后，中原几无可以御敌之兵，且无可以充饷之银。兴思及此，能无股栗？:52
林則徐提出了六點方案，包括銷毀煙槍煙具、在限期內改造煙民、懲治本國鴉片商販和吸食者等，只有對外國走私者一項比較謹慎。林則徐的言辭和成就令道光帝印象深刻:176。
最終令道光皇帝下定決心嚴禁鴉片的，還有另外兩件事：1838年10月25日，道光帝獲悉莊親王奕𧷨和輔國公溥喜在尼僧廟吸食鴉片，標誌着鴉片已經染指皇室:92；同年11月8日，直隸總督琦善奏稱在天津繳獲歷來最多的13萬兩鴉片，且明言是來自廣東。翌日（11月9日），道光帝便下諭旨：「林則徐着來京陛見」:92-93。同時，吸食鴉片的莊親王和輔國公被奪取爵位，弛禁派的許乃濟也被降職。自1838年12月28日至1839年1月3日七天之內，道光帝八次召見林則徐:53，並在1838年12月31日委任他為欽差大臣，負責禁絕廣州的鴉片交易:176。道光帝給林則徐的訓令是，必須杜絕鴉片，但絕不可挑起「邊釁」:101。
1839年3月10日（道光十九年正月二十五日），林则徐抵達廣州。林則徐首先參觀越华书院，並題了一對對聯：
|  | 海納百川，有容乃大； 壁立千仞，無欲則剛。 |

初到廣州之時，林則徐寫了兩則給維多利亞女王的書信，詞句近乎威脅:57:177。在更著名的第二封信中，林則徐宣稱：
弼教明刑，古今通義，別國人到英國貿易，尚須遵守法度，況天朝乎？今定華民之例，賣鴉片者死，食者亦死。試思夷人無鴉片帶來，則華人何由轉賣？何由吸食？是奸夷實陷人於死，豈能獨予以生？彼害人一命，尚須以命抵之，況鴉片之害人，豈止一命已乎？
林則徐在信中質問女王明知鴉片有害，在國土上不產鴉片，嚴禁國民吸食，但卻在其管轄的印度種植生產鴉片，批准國民在中國進行鴉片貿易；他要求女王去除印度的鴉片，並通知女王中國已經通過《欽定嚴禁鴉片煙條例》，全面禁煙，使英國國民放棄鴉片貿易。但這兩封信最終并未交到女王手中:177。
3月18日，林則徐向外商發出收繳鴉片的命令，限3天之內將其躉船上所有鴉片全部交出，到期不繳則封艙封港，又要求外商出具保證書，承諾今後不再販運鴉片來華，否則「貨盡沒官，人即正法，情甘服罪」，他聲稱法在必行，「若鴉片一日未絕，本大臣一日不回」:53；另一道係給行商，責令三日內繳煙和出具保證書:53-54。林則徐同時提出，每箱呈繳的鴉片將獲五斤茶葉的獎勵，但他從未提及金錢賠償:178。
洋商起初以爲，林則徐只是普通官吏，表面上大講禮義廉恥，實際上只是爲了講價:11，認爲只需略事敷衍，即可了結:54。3月21日繳煙期限届滿，外商同意交出鴉片1,037箱，但林則徐認爲太少，拒不接受:54，並逮捕了兩名公行總商:178。3月22日，林則徐下令逮捕英國大鴉片商人顛地，威脅顛地向官府自首，否則將兩名公行總商斬首:178。於是鄧廷楨下令封鎖廣州海岸，圍困十三行，顛地意圖逃走，被鄧廷楨活捉。
時任英國政府代表、駐華商務總督義律得知消息，於3月23日自澳門啓程趕往廣州商館:178。3月24日，林則徐下令中斷貿易，撤走英國商館中的華人買辦和僕役；當日義律抵達廣州商館，當晚林則徐派兵封館，義律與350名洋商被困在商館裡:54。此後，軟禁長達六個星期，因行商偷送糧食而未有斷糧:178。根據後來中英共同簽訂的《南京條約》的記載，林則徐將英人強留此處，「嚇以死罪，索出鴉片以為贖命」（因此，清政府賠償洋銀六百萬元償補原價）。
3月27日，義律屈服，直接向林則徐具稟，願將英國人經手鴉片悉數清繳，擔保將交出鴉片共20,283箱:54。同日，義律以英國政府的身分發佈了一條佈告，讓所有英商將鴉片交給他轉繳林則徐，宣布英國政府會賠償他們的損失。由於義律的這份宣言，鴉片的所有權易手了——從商人的私有財產變成英國政府的公有財產:179。對此，英國大商人馬地臣(Matheson)形容：
|  | 中國人已落入了使他們自己直接面對女王陛下的圈套。:179 |

義律命副領事莊士敦趕赴伶仃洋召集英國煙商，與4月12日開始收繳鴉片:54。5月18日時，義律實際已交出了21,306箱鴉片:179。其中，怡和洋行上缴鸦片7,000箱，宝顺洋行上缴鸦片1,700箱，旗昌洋行上缴鸦片1,540箱。林則徐請示過道光帝之後，在虎門挖了三個大坑（每個長150英尺、寬75英尺、深7英尺）。6月3日（四月二十二日），實行銷燬，歷時22日。在銷毀期間，美國船長、商人、教士亦到場參觀，道光帝說是「大快人心」:54。美國漢學傳教士衛三畏指“在世界历史中，一个非基督教的君主宁愿销毁损害他的臣民的东西，而不愿出售它来装满自己的腰包，这是唯一的一个实例。”

1839年6月虎门销烟后，清廷欲將林則徐調任兩江總督，但林則徐拒絕，他認爲雖然銷毀了已到的鴉片，但今後仍可陸續有來:12。林則徐堅持要求英商出具「甘結」（即保證書）承諾以後不再走私鴉片來華，違者「貨盡沒官，人即正法」:178-180。他堅持具結要求是因爲他知道洋人講求信義和契約精神，正如他早前向洋商發出的繳煙諭帖所指：
本大臣家居閩海，於外夷一切伎倆，早皆深悉其詳……聞該夷平日重一信字，果如本大臣所諭，已來者盡數呈繳，未來者斷絕不來，是能悔罪畏刑，尚可不追既往。——《諭各國夷人呈繳煙土稿》，1839年3月18日
但是，義律和英商則堅決抵制這一要求，小斯當東認爲即使清朝不知國際法，林則徐「貨盡沒官，人即正法」，沒收在廣州港外的貨物（指伶仃洋。過去查緝走私範圍限於廣州港內），不經審訊即處死違約者，也違背了清朝的法令；加上由於走私鴉片的躉船根本無須進口，故義律向林則徐指出，具結的死刑威脅無法震懾在外洋賣貨的躉船主，應設法根除此弊；林則徐的友人魏源認爲義律的建議合理，是和平解決雙方分歧的契機:51。但林則徐「嚴駁不許」，僵局至此形成:51-52。5月24日，結束軟禁的義律和全體英國人前往澳門，沒有接受林則徐的具結要求。義律敦促英國政府對中國採取「迅速而有力的措施」，商人們也呼籲國會採取步驟，以兌現義律對被收繳鴉片作出賠償的保證:179。

### 林維喜案
1839年7月，发生英國水兵在九龙毆斃華人林维喜之事:55。7月7日，英國商船卡納特克號及曼加勒號的水手上岸酗酒，和尖沙咀村的村民發生衝突，引發鬥毆，村民林維喜傷重不治。林則徐要求義律交出主兇:53，稱「殺人償命，中外所同」:180。義律拒絕將英國臣民交由中國法律處置，並在威廉要塞號（Fort William）上審訊了六名案犯。義律判處其中5人參與騷亂罪，處以苦役或監禁3至6個月及罰款數十英鎊，押送回國服刑，另1人無罪釋放:180，但審訊未能證明誰是主兇:54。林则徐稱義律為英國職官，「明明查有兇夷，私押在船，若違抗不交，是始終庇匿罪人，即與罪人同罪。」義律置之不理:55。魏源則如此描述：「義律拘訊黑夷五人，未獲正犯，懸賞購告犯之人，亦非故意違抗也。」後來，這些水手回到英國後即被釋放，因英國法律人員不確定義律是否可以判處這些水手於英國服刑；但根據英國議會法案，義律確實有權在距中國海岸線100英里內的公海上做此類審判，故此案至今仍具爭議性。
8月15日，林则徐採取進一步行動，封鎖澳门:55，禁止向英國人提供食物，並下令中國僕人離開英國雇主。8月17日，林則徐在澳門下驅逐令，不准英國人逗留:55。8月下旬，義律與英國人轉往香港及附近海面之英國船隻上居住。9月4日，義律帶領新到兵船一隻，至九龍，要求購買食物未果，實行開炮，中國水師船炮台猛烈還擊，各有傷亡:55。9月下旬，義律返回澳門:56，與澳門同知蔣立昂會商:63，義律稱英國的躉船現無鴉片，自願請人前往搜查，如經查出，貨物沒收，煙商驅逐，由在粵英商共行出結，領事蓋印連簽:56。對於蔣立昂和義律的會商，道光帝批曰：「既有此番舉動，若再示以柔弱，則大不可。」:64

### 前哨戰

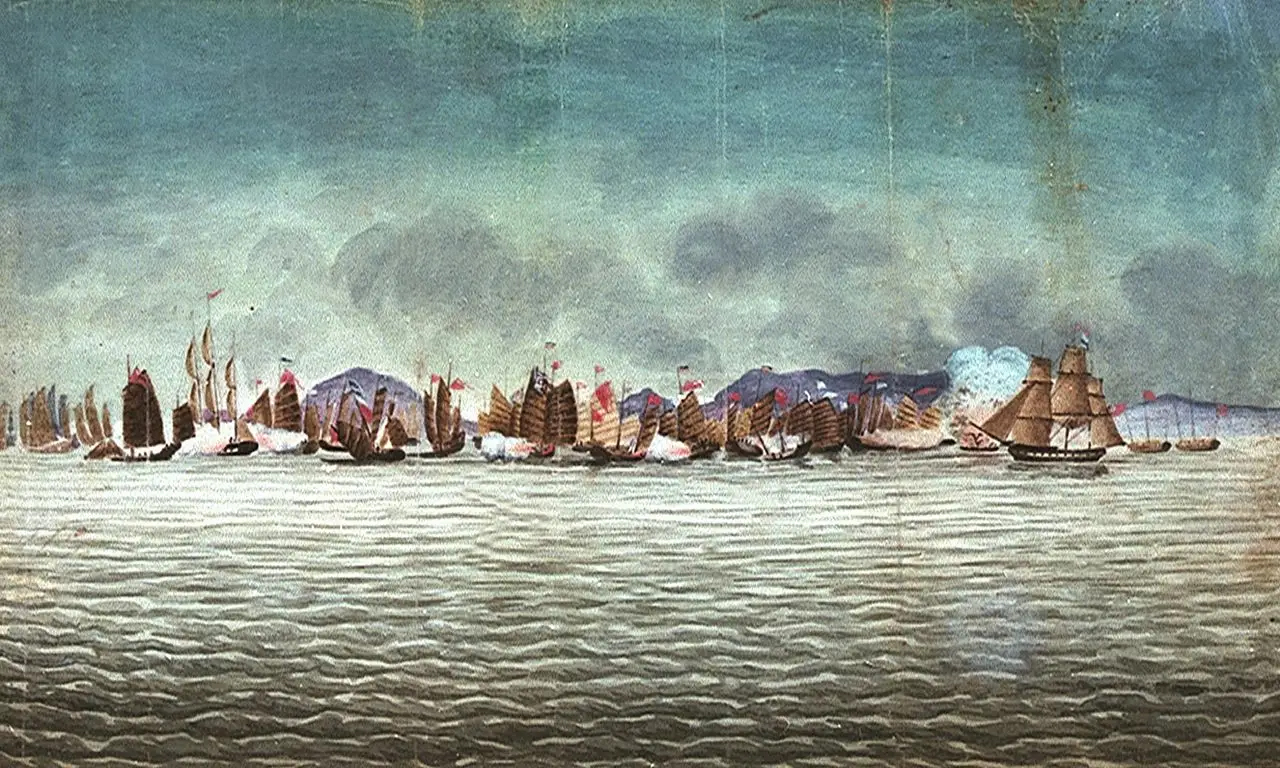
1839年11月3日，第一次穿鼻海战，中国水师与英国海军战斗

英船“Thomas Coutts”對義律拒絕代表英商具結的命令置之不理，於10月15日駛入黃埔具結貿易，商船“噹啷”亦將入港；林則徐以爲英商就範，改採強硬態度，於10月25日命令停泊在外海的船隻於三日內入港，或者駛返本國，否則縱火燒毀:63。11月2日，窩拉疑號艦長亨利·史密斯與義律率兩艘軍艦:63，駛至虎門口外的穿鼻島進行封鎖，準備制止英國船隻入港，並投書廣東水師提督關天培，要求不得火燒英國船隻，准許英國人上岸居住:58。11月3日上午，關天培率領29隻兵船駛向英艦，史密斯命令清兵船後退無果，開炮擊之；但林則徐方面奏稱，噹啷入口，而英國兵船追令折回，關天培聞而詫異，率兵船阻止，英船開炮:63。廣東虎門發生穿鼻之戰，清水師4艘船被擊沉，令珠江口一帶氣氛緊張:58。
其後，11月4日、8日、10日，林則徐奏報清兵與英船小戰六次，均爲清兵全勝，依英軍記錄則英軍並未參戰。:127
1840年1月5日，道光皇帝調林則徐為兩廣總督，以便貫徹對英國政策:58。林则徐專門断绝英國贸易，嚴格執行經濟封鎖，根絕英國船隻一切接濟，而以食物、飲水為主:59。1月5日（道光十九年十二月初一），道光帝下旨断绝与英格兰的贸易，禁止一切英国船只进口，并将其尽行驱逐出口，复严禁他国商人，不许私代英商带运货物。

### 英國決議出兵
中國鎮壓鴉片貿易後，人們討論英國將如何回應，因此前美國和英國民眾都對英國支持鴉片貿易感到憤怒。許多英國公民同情中國人，並希望停止鴉片的銷售，而另一些人則想遏制或管制國際麻醉品貿易。然而，人們對英國外交官受到的對待，以及清朝的貿易保護主義政策也都極為憤怒。輝格黨控制的政府特別提倡與中國開戰，當時西方已經開始啟蒙運動，故親輝格黨的媒體則刊登了有關中國“專制與殘酷”的故事等。
1839年8月初，中國禁煙消息傳到英國:13。9月30日，英國紡織業城市曼徹斯特39家公司和廠商聯合致函英國外交大臣巴麥尊，稱中國禁煙是對英國之「侵略行為」，「希望政府能利用這個機會，將對華貿易置於安全的、穩固的、永久的基礎之上。」“威灵顿公爵、德比伯爵、斯当东、山登勋爵、约瑟夫·休谟以及其他许多人，都是支持战争的。”10月1日，英國政府召開內閣會議，討論出兵中國問題:13。内阁會議經過討論後，決定先派遣一支艦隊到中國海去待命。內閣會議以商務受阻及大英子民生命受到威脅為理由派遣艦隊。由於販運鴉片由始至終只是民間走私行為，並非英國國策。英國政府始終未正式宣戰，認為軍事行動只是一種報復（reprisal），而非戰爭:61。
1839年11月4日，巴麦尊正式向英国海军提交《致海军部书》：“据对中国有丰富知识的人说，有这样的海军力就能完成，即双层甲板的主力舰两艘，巡洋舰三艘，其中至少有一舰是大型的；轮船两艘或三艘:59。”
1840年2月，在给查理·义律的信中，巴麦尊指示：封锁珠江出海口；把写给中国政府的信件正式递交给中国；而且要继续北上，占领舟山岛，封锁长江出海口；然后开始与中国政府谈判；最后，英国舰队要行驶到渤海湾，并在这里再次把写给道光皇帝的信件的抄本，正式递交给中国政府。他还详细列出了英国政府想要达成的目标。其中包括：
- “要求中国政府以应有的尊敬态度对待英国政府与海军；
- “要求英国驻华总监义律对于英国臣民有司法审判的权利；
- “要求中国政府赔偿英国商人所遭受的损害；
- “要求英国能够得到尽可能好的贸易地位待遇；
- “要求外国人能够有在中国安全居住以及拥有财产的权利；
- “如果按照中国法律，违禁商品遭到查禁和没收，那么，应当确保英国臣民的人身安全不受到损害；
- “取消一口通商的贸易限制政策，英国商人应当有权利在不限于广州的地区，与中国进行商品贸易；
- “要求外国人能够在广州、厦门、上海、宁波、以及台湾北部，与中国进行自由贸易；
- “最后，在中国海岸线，获取可以容易防守、容易进行物资供给保障的岛屿；或是用所占领的岛屿来换取中国给英国的有利贸易待遇。”[109]

巴麦尊让查理义律自行酌情决定，怎样努力地、最好程度地实现上述目标；但是，他向义律指出，虽然他希望能够通过谈判与中国达成理想结果，然而，他不相信仅凭外交手段能够获得成功。他在信中最后写道：“简而言之，根据我在上文中对你的指示，英国政府所期望的，就是要求中国对过去之事做出了结与赔偿，对于未来之事做出稳妥安排；我们不相信谈判能够达成上述结果；因而，我们为此派遣出了海军部队，以达成上述目标。”:49
1840年1月16日，维多利亚女王在国会演说:60：「在中國發生的事件，已經引起我國臣民與該國通商關係中斷，朕已極嚴重注意，並將繼續注意這一影响我國臣民利益與王室尊严的事件。」英国政府決定命令印度艦隊增援；2月，組織東方遠征軍，以英國開普殖民地好望角海軍提督，義律堂兄懿律任海軍統帥兼正全權，义律为副全权:60。時英國政執黨地位不穩。反對派托利黨/保守黨早於1月31日在下議院提出對政府的不信任動議，但僅以21票之差遭到否决。他們再於4月7日在下議院動議譴責政府。但動議並非關於與大清一觸即發的戰爭或備受爭議的鴉片貿易，而是抨擊政府在對華關係上缺乏遠見及思慮不週，亦忽視了應該給予駐廣州商務總監相關的訓令及權力，用以對付非法鴉片貿易。這動議特意迴避了戰爭及鴉片兩項敏感議題，藉此爭取托利黨內最大的支持以通過議案。當英國外交大臣巴麥尊向英國國會報告英國政府對華用兵目的及軍費案時，支持政府議員隨聲附和，謂中國污辱英國國旗，妨害英國商務，劫奪英國財產，危及英人生命，須加討伐；反對派抨擊政府不早日取締鴉片貿易，國旗應保護公正與榮譽，不得保護毒品；4月初，英國國會終於以極微的多數同意政府政策:61。經過三日激辯，下議院最終以271票對262票否决動議。下議院的反對派托利黨因此未能阻止英國艦隊繼續前往中國及戰爭的爆發。上議院一項類似的動議亦未能於5月12日會議中通過。不過經費方面，下議院最終在戰事早已爆發後的1840年7月27日，終通過撥款173,442英鎊作為中國遠征軍的開支。

### 清朝備戰情況
戰前，清朝全國上下對於國防形勢過分樂觀，認爲英軍的實力遠遜於清軍:12-13。欽差大臣林則徐在1839年（道光十九年）上奏道光帝稱，據他仔細觀察外情，認爲英國「萬不敢以侵凌他國之術，窺伺中華」，其節錄如下：
夫震𠸄咭唎之名者，以其船堅砲利而稱其強，其奢靡揮霍而艷其富。不知該夷兵船笨重，吃水深數丈，只能取勝外洋。破浪乘風，是其長技。惟不與之在洋接仗，其技即無所施。至口內則運掉不靈，一遇水淺沙膠，萬難轉動。是以貨船進口，亦必以重資請土人導引，而兵船更不待言矣。從前律勞卑冒昧一進虎門，旋即驚嚇破膽，回澳身死，是其明證。且夷兵除槍砲之外，擊刺步伐俱非所嫻，而其腿足裹纏結束緊密，屈伸皆所不便，若至岸上更無能為。——林則徐《密查夷情嚴防各口堅持繳煙交兇情形片》，1839年
林則徐亦曾上奏道光帝稱「內地茶葉大黃，禁不出洋，已能立制諸夷之命」:63；林則徐心中既有成見，以爲外人不敢啓釁，故在1839年6月虎門銷煙和7月林維喜案時，對英人採取強硬姿態:64。同年11月穿鼻海戰後，林則徐奏稱清軍戰勝，但實際上英艦損失極微，《中國文庫》記載有4艘清軍兵船被擊沉或破裂，其餘大多受傷逃入虎門；林則徐則稱，英艦敗逃，不值追剿，夷兵落海，獲帽三十一頂:63。其後數天的官涌之戰後，林則徐報告朝廷，中國大勝，因此全國都感到樂觀:13。
东南沿海诸省为清朝税收的重要来源，为清朝重点布防地区，其广东驻军7万，福建6万，浙江4万，江苏5万。1800年（嘉庆五年），清政府查禁鸦片，英国的武装走私商船活跃于广东沿海。1830年（道光十年）以后，英国派遣军舰兵船前来中国沿海，保护鸦片走私，引起清廷的警惕，但未能采取有效的战备措施。1834年9月（道光十四年八月），发生两艘英国军舰强行闯入珠江、击毁虎门炮台的严重事件。事后清朝任命关天培为广东水师提督，关天培到任后，查勘要塞，整顿水师，加筑炮台，添铸大炮，使广东海防尤其是虎门的防务，得到巩固:13-17。
林则徐抵达广州后，在严厉禁烟的同时，与邓廷桢、关天培一道采取一系列措施，加强海防。这些措施包括：整顿水师，严肃军纪，演练枪炮，在虎门添置购买西洋大炮300余门；在尖沙嘴、官涌等处新建炮台；购置西洋大船，改装民船，招募团练，又抽调广东内地营汛防兵进驻虎门要塞，使得东南沿海防务大为增强。
战前，清朝防御重点主要集中于东南沿海一带，对于北部沿海却未能采取有效的防范。

## 經過
英國外交大臣巴麥尊勳爵認為英僑繳出鴉片，無異於被迫納贖命金，因此要求中國與英國訂立貿易條約，以平等地位通商，或割讓一個小島給英國，使英僑能在其國家蔭庇下，安居樂業:319。為爭取上述要求，英國顯示實力，派遣遠征軍於1840年6月（道光二十年）開抵中國，遂爆發第一次鴉片戰爭:319。海軍少將懿律（George Elliott）被任命爲全權公使，其堂弟義律則被任命爲副帥:181。期間雙方大致是且談且戰的狀態，直至1841年1月20日英方義律與清朝琦善達成協議:319，在廣州舉行和談以至於香港被割，後來雙方均對此大為不滿，至此戰爭始進入白熱化。

### 第一阶段

#### 英军北上

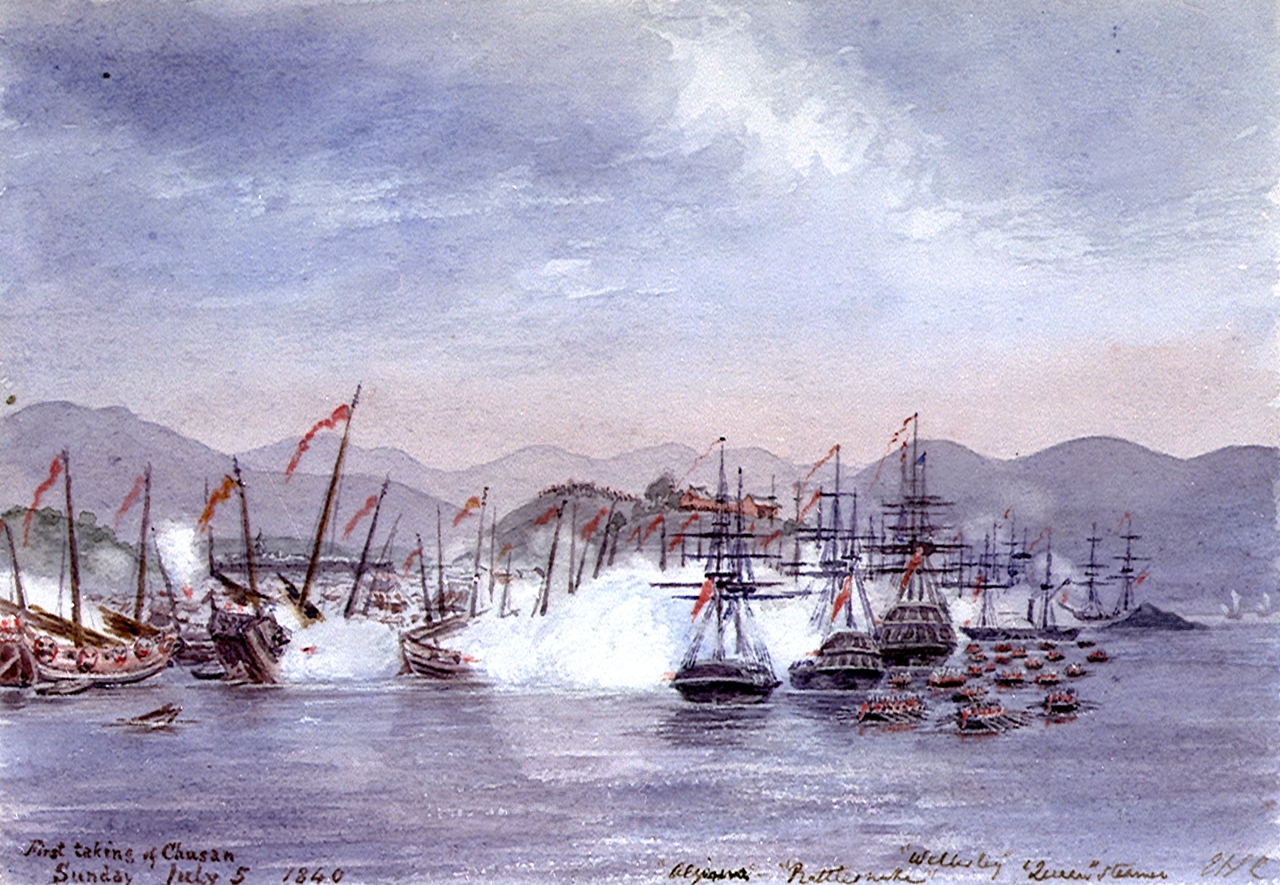
1840年6月5日，第一次定海之战，英军舰攻击清军的帆船

1840年6月，懿律率领英國遠征軍抵达廣州海面:181，包括軍艦16艘、武裝輪船4艘、運輸艦28艦、陸軍4,000人:61。英國的預定戰略是將壓力施於北方，迫使清政府早日和談屈服，因此英艦未攻廣州，只封鎖了口岸:61，就隨即北上前往浙江:66。英軍此舉被中國人解讀為畏懼林則徐的設防:13，但實根據文件，只是爲了奉行英國政府此前發出的北上訓令所致:66。
7月2日，英船以白旗前往廈門遞送英國外相巴麥尊的譯文公函，請求轉呈道光帝，守將拒絕:66，英方更遭到射擊，顯然中國人未能理解白旗的含義:181；雙方遂起衝突，中國的炮台和軍營多處被毀，兵丁傷亡20餘人，英方亦有損失:61。閩浙總督鄧廷楨上奏道光帝指清兵戰勝，誇稱「所獲夷屍，......當場臠割，懸首炮台，共見共聞」:66。
英艦繼續北上，於7月4日駛達舟山群島:66；英國海軍司令伯麥發出最後通牒要求投降，不果:158。7月5日下午2時，英軍開始進攻，僅用9分鐘便完全摧毀了清軍的兵船和岸炮，並登陸佔領舟山群島上的定海，清軍總兵張朝發中彈落水，傷重不治；次日清晨，英軍再攻，發現清軍早已逃散，定海知縣姚懷祥投水自殺:158-159。
7月20日，道光皇帝得知定海失陷後大爲震怒:165，他指責林則徐未能堵塞鴉片之弊卻又節外生枝:182。道光帝命令沿海各省「加意防堵」，加強防務:165；又將浙江巡撫烏爾恭額革職，留營效力，先後調派鄧廷楨和兩江總督伊里布前往浙江主持軍務，前者兼任浙江巡撫:166-167。
攻陷定海後，英軍在寧波、鎮海再度嘗試投送巴麥尊的公函，但都被拒絕或退回，清朝官員聲稱不敢將該公函上呈，結果英方遲遲無法將公函交到清廷手中:182:160。英軍於是按原計劃封鎖了廈門、寧波、長江等重要出海口，繼續北上:159。

8月9日，道光帝終於從琦善的奏摺得知天津防務之嚴峻，破例地命令琦善:167：「如该夷船驶至海口，果无桀骜情形，不必遽行开枪开炮。倘有投递廪帖情事，无论夷字汉字，即将原禀进呈。」8月11日，英軍直逼天津大沽口（白河口），道光帝批准直隸總督琦善收下了那封公函:168-169。該照會（即外交公函）的中文譯本節錄如下：
　　茲因官憲擾害本國駐在中國之民人，及該官憲褻瀆大英國家威儀，是以大英國主調派水陸軍師，前往中國海境，求討

皇帝昭雪伸冤。
 — 《巴麥尊子爵致大清皇帝欽命宰相書》
巴麥尊照會的前半部分是對林則徐廣州禁烟運動的指控，後面才提出五項要求，包括賠償焚毀鴉片的貨價、中英平等外交、割讓島嶼、賠償商欠及賠償軍費:173。琦善在接收英方照會時，親眼看見了英軍的實力:169，他將照會轉呈北京的同時，隨函描述英國的兵船之大、大炮之多，形容其「无风无潮，顺水逆水，皆能飞渡」:62,78。

8月19日，道光帝閲讀了巴麥尊的照會，此後完全改變了旨意，即由「主剿」變爲「主撫」:172。道光帝認爲「釁端」無法即時消弭，國家財富經不起消耗，並認爲英方旨在通商與訴冤，故只需替換林則徐等人並恢復貿易，即可了事:176-179。翌日，道光帝發給琦善兩道諭旨，其中一道諭旨命令琦善轉告英方，其中一道諭旨指示琦善如何「駕馭外夷」，包括答應逐一訪查英人的「冤抑」，但拒絕割讓海島、賠償商欠以及鴉片貨價，而對於中英平等外交、賠償軍費兩項要求則未有指示:173-174；另一道諭旨是吩咐琦善向英人宣布以下內容：
|  | 大皇帝統馭寰瀛，薄海內外，無不一視同仁。凡外藩之來中國貿易者，稍有冤抑，立即查明懲辦。上年林則徐等查禁煙土，未能仰體大公至正之意，以致受人欺朦，措置失當。茲所求昭雪之冤，大皇帝早有所聞，必當逐細查明，重治其罪。現已派欽差大臣馳至廣東，秉公查辦，定能代伸冤抑。該統帥懿律等，著即返棹南還，聽候辦理可也。:174 |

琦善根據道光帝給他的兩道諭旨，與義律在大沽口會談:63。對於中英平等外交、割讓海島的要求，琦善表示日後均可協商；對於賠償煙價，琦善則「隱約其詞」地稱必會細查繳煙細節:62-63。義律和懿律以爲琦善原則上已答應英方的要求，加上當時北方氣候漸寒，定海英軍多病，於是答應折返廣東、交還定海，以待後續談判:63。9月15日，英艦離開白河南下:183。道光帝對琦善的外交手腕大爲贊賞，遂任命他爲欽差大臣:183，將林則徐、鄧廷楨革職，並下令沿海各省不得開炮。

#### 广州和谈

1841年1月7日，虎门之战，清军水师与英国海军在穿鼻湾激战

1840年（道光二十年）9月中旬，道光帝任命直隸總督琦善為欽差大臣時，命令他「將應撤應留各兵分別核辦」，琦善遵旨將大沽口的防兵分別撤留:129-130。此後半個月內，道光帝為「節省靡費」起見，已下令沿海七省裁撤軍隊:130。11月29日，琦善到达广州接替林则徐:179-180。當時，由於懿律患病，義律已經代之成爲首席全權代表:183。
1840年12月初，琦善與義律展開談判。義律態度強硬，要求及早接受英方的全部條件，否則開戰，琦善答應賠償部分煙價以及中英官方文書平行，但拒絕割讓海島。義律又表示，如果加開廈門、定海為通商口岸，便放棄割讓海島的要求:63。琦善有意答允，但朝廷不肯，當時道光帝有鑒於英軍未完全撤出定海，認爲英人「兇心未已，詭詐多端」，遂決定調兵赴粵增援，準備大伸撻伐:63-64。琦善不敢轻易答应，又不敢轻易拒绝，便使用拖延战术周旋。经过一個月的和谈，未取得任何结果，义律失去耐心，决定“战后再商”。
1841年1月7日（道光二十年十二月十五日），英军向虎门炮台第一重门户——大角、沙角炮台同时发起进攻，以舰炮猛轰炮台，摧毁胸墙、炮洞、围墙多处。炮台守军开炮对抗，但效力有限，守军在英军猛烈的炮火下“无法驻足”。与此同时，英军乘坐小船从穿鼻岛南北两侧同时登陆，抄袭沙角炮台侧后，抢占制高点，抵达脊巅，向下猛攻，守军被迫将大炮推入海内，突围撤退。守军欲发动“预埋地雷”，但未能奏效。激战中陈连升父子先后阵亡。英军占领大角炮台后放火烧毁营房，拆毁炮台，然后全部撤回舰上。林則徐描述：“此次爬沙角后山之人，大半皆汉奸，或冒官兵号衣，或穿夷服。”但史家茅海建指出，是清軍誤認英軍爲「漢奸」，原因不明:226。
在大角、沙角之战，清军死伤700余人，英軍38人受傷、無人死亡:227。在陆上战事即结束时，英国海军的复仇女神号、加略普号、“硫磺号”等五艘军舰联合向停泊在附近的清军水师发起进攻，清军战船火力无法抗衡英军战舰，水师师船、拖船沉毁11艘。大角、沙角之戰後，清軍士氣受挫，紛紛四散，琦善爲此撥銀1.1萬元發給清兵，以激勵士氣:228。
此后，英國軍艦溯江而上，進逼虎門第二重門戶——橫檔島，形勢危急:227。1月8日，英國海軍司令伯麥釋放戰俘，並讓戰俘將一份照會交給廣東水師提督關天培，稱如果清方有「順理講和之議」，英方便同意停戰；關天培將照會轉交琦善，並請英人等待回覆、退兵和談，英方隨即停止軍事行動。不久後，義律與琦善便展開和談，英軍撤出虎門:227-228。
1月20日，琦善擬定《穿鼻草約》，包括割讓香港（但仍由清廷徵收該處商稅）、賠償洋銀600萬元、中英官員平等外交、重開廣州商務。琦善沒有在草約上蓋官印，但同意將其上奏道光帝以求批准:185。1月26日，英國海軍在水坑口登陸升旗，香港正式成為英國屬土:319。翌日，琦善與義律會晤，請求將香港改爲借居，賠償私下了結，草約不必由道光帝批准，義律拒絕。2月10日，雙方再次會晤，約定在十天後簽字，此時琦善已接到大伸撻伐的上諭，十天後（2月20日）琦善只好稱病，不再與義律會面:64。
廣州和談後，1月23日，定海英军陆续调往广州。2月24日，英军主动撤离舟山，撤往广州一带。伊里布释放安突德等十八名英俘，2月27日，裕谦率兵进抵镇海，派遣总兵葛云飞、王锡朋、郑国鸿带兵由镇海进驻定海，重建防务。

### 第二阶段
雙方且談且戰，直至1841年1月20日義律與琦善達成協議:319。英國海軍於1841年1月26日在水坑口登陸升旗，義律公告香港成為英國的屬土:319。同年6月，義律分段出售土地，香港開始有移民居留:319。中英兩國政府均不承認《穿鼻草約》；清廷認為割地是奇恥大辱，舉朝震怒，遂將琦善撤職，押至北京查辦；英國方面，巴麥尊勳爵也大表不滿，認為香港是「一個杳無人煙的荒蕪小島」，不足以代替通商條約:319。

#### 清朝宣战
1841年1月27日，廣東大角、沙角失守的消息传到北京，道光皇帝聞訊震怒，下旨对英宣战，命令琦善與兩江總督伊里布分別進兵:64。三日後，道光帝得知香港已被割讓給英國，痛斥琦善無能不堪，下令將其革職鎖拿進京:64，並處以抄沒家產以及斬監候的處罰:183；同時补授原刑部尚书祁贡为两广总督，未到任前由廣東巡撫怡良署理。道光帝亦加派他的姪子、御前大臣奕山為靖逆將軍，任命戶部尚書隆文和湖南提督楊芳為參贊大臣，繼續向廣東增兵，並且否認《穿鼻草約》。後又以伊里布「游疑畏葸」，改任積極主戰的裕泰為欽差大臣:64。並从內地各省抽调精兵，开赴广东。:712
經過兩次會晤，義律對琦善的態度逐漸生疑，加上清軍增兵治防也被英軍所洞悉，義律決定先發制人:64。2月26日，英軍向虎門發起總攻，炮台盡毀，廣東水師提督關天培戰死；翌日英軍佔領虎門口內的烏涌炮台，清守軍被俘和傷亡者各千餘人，其他大多不戰而逃，英船駛入黃埔:64-65。3月2日，英軍攻克琶洲炮台，3月3日，再克琵州炮台，兵鋒距離廣州只有數公里:259。

#### 第一次广州之战

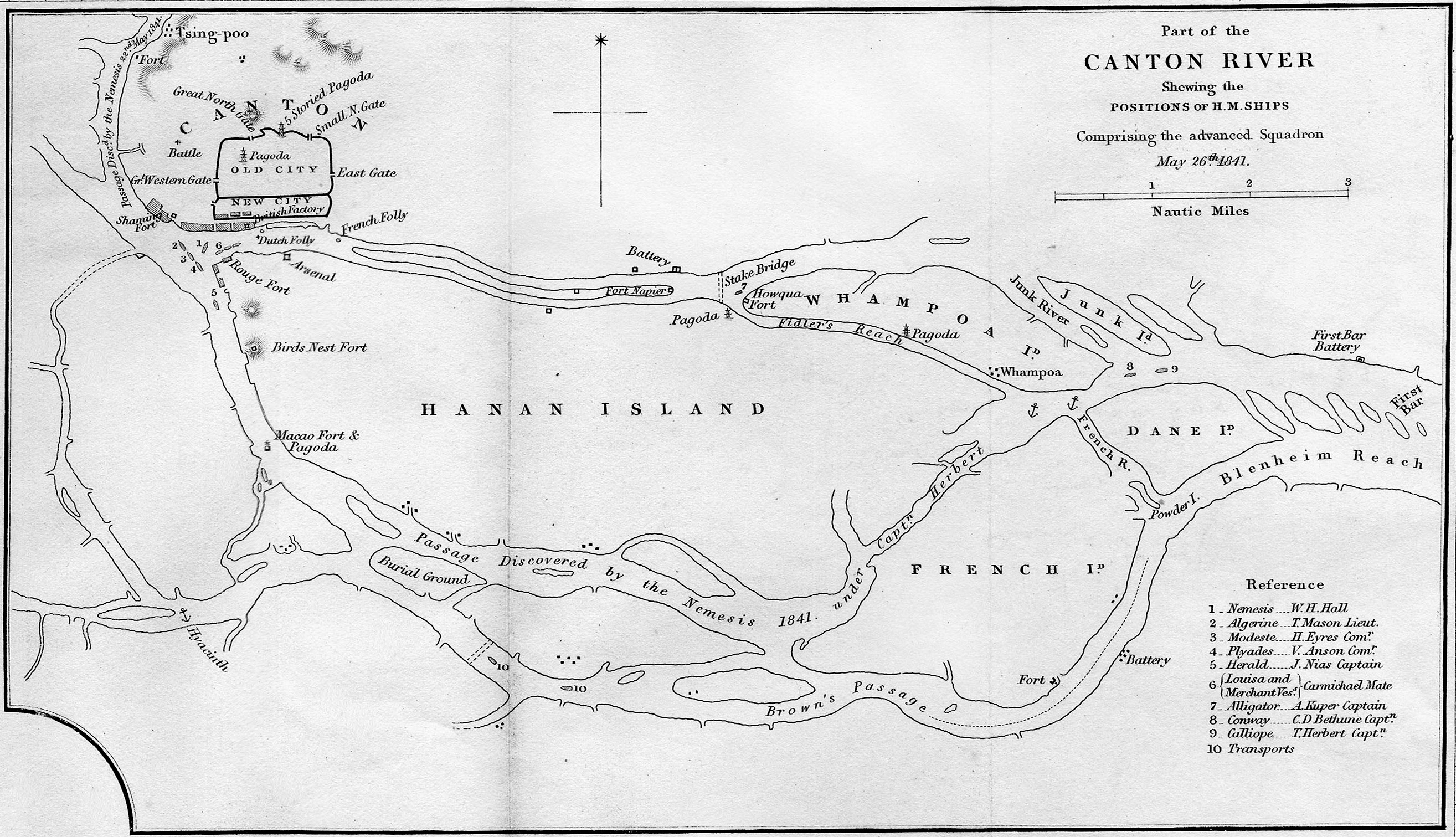
军用地图上1841年的广州态势

自1839年3月林則徐封鎖商館以來，中英貿易整整停頓了兩年，對中、英、印等地的英國商人以及英國政府都帶來極慘重的損失，虎門口外始終有數十艘商船徘徊。因此，駐華商務總督義律自從與琦善在廣州和談開始便謀求早日恢復貿易。義律尤其不希望戰火嚇走廣州的富商，故未有選擇直接攻下廣州城，而是再三要求停戰談判。:264-265
1841年3月3日，琦善派广州知府余保纯前往英艦，要求義律停戰，理由是「琦爵即將罷黜」，义律開出休戰條件，包括賠款增至1200萬兩、割地增加尖沙咀（即九龍）、片面最惠國待遇等，明確要求廣東將軍阿精阿、廣東巡撫怡良、前兩廣總督林則徐和鄧廷楨在3天內共同當面蓋印:259。3天期限屆滿的前一天，3月5日，参赞大臣楊芳抵达广东，百姓“欢呼不绝”，“官亦群倚为长城”。由于奕山、隆文尚未到任，杨芳暂领广东军务。
3月6日，停战期满，英军再度开战，攻陷獵德、二沙尾炮台，清軍大潰，該處距離廣州城只有3公里。同日，義律表示願意停戰，事緣中方再派余保純前往談判時表示，廣東當局希望停戰，但皇帝絕不會批准。此後戰事又暫停了幾天:259。翌日，楊芳上奏道光帝，隱匿了東路炮台接連失陷之事，大談自己如何佈防，道光帝閲後稱「覽奏稍紓憂念」:267。3月10日，廣東當局向美國商船發出准許入港貿易的紅牌，以離間英、美兩國，意圖「以夷制夷」。義律聞訊，於當日宣佈封鎖廣州:262。

3月12日，楊芳再上奏，謊稱烏涌之戰中清軍「斬斃逆夷多於官兵」，又建議「暫時羈縻」，理由是怕英軍逃竄而不能全殲。道光帝對楊芳「不趨小利而誤大局」的做法十分滿意，稱讚他「曉暢軍務」，表示「期盼捷音之至」:267-268。然而，楊芳在停戰期間不務正業，據《粵東紀事》記載，楊芳到廣州後「終日唯購鐘錶洋貨爲事，夜則買俏童取樂，甚而姚巡捕等將女子剃髮，並跟班送進......:261」；又提到楊芳手下的官兵在外嫖妓，兩個月內許多官兵因此感染麻風，服藥亦不能癒，當中還包括楊芳之子。該記錄又稱：
楊侯初來，實無經濟，惟知購買馬桶御炮，紙扎草人，建道場，禱鬼神，然尚添造炮位、軍器、木排等事。:261
3月13日，琦善因早前與英方議和，被押往北京查办，此時戰事再起，英軍攻陷大黃滘炮台。當時義律還未得悉琦善北上，於3月16日再向琦善發出一份要求停戰談判的照會，由一艘打著白旗的小船北上送往廣州城，但小船途經鳳凰崗時竟被清兵炮擊，被迫返回:262。3月17日，楊芳上奏道光帝，將鳳凰崗擊退白旗小船之事誇飾成一場大勝仗，道光帝於4月1日收到此奏後大喜，翌日（4月2日）向正在趕赴廣州的靖逆將軍奕山諭稱「省城自可無虞」:268-269。
對於白旗小船被炮擊一事，義律決定報復，發兵大肆進攻廣州。自3月18日上午起，英艦由大黃滘北上，連克鳳凰崗、永靖炮台、西炮台、海珠炮台以及河南島的一座沙包炮台。同日下午4時，英軍佔領廣州十三行的商館，在時隔兩年後重新升起英國國旗:262。至此，廣州城全無屏障，完全暴露在英軍的炮火下，成爲一座危城:263。
在3月18日前20天的廣州內河戰鬥中，林則徐、琦善、怡良、楊芳均撥兵撥炮，並阻塞河道，以防英軍直逼廣州。但過程中清兵屢屢對英軍進逼坐視不顧、一無所爲，一經交戰便潰散，大黃滘炮台的守軍甚至在臨戰前夕與英軍商議「假戰」，這些都使英軍輕而易舉地長驅直入:263-264。楊芳亦作战不力，用「阴门阵」抵敌，结果清军一败涂地。
英軍於3月18日重新佔領廣州商館後，義律向廣州當局發佈照會，要求舉行停戰會談。翌日（19日），中方派廣州知府余保純與義律在商館中談判，義律提出只要發告示優待英國人、恢復通商，英軍將會撤退休戰:265。楊芳、怡良、林則徐三人共同商量後，於3月20日派余保純送去照會，同意了義律的兩個條件，並出具告示，允許各國商人一同入港貿易:265。雙方遂達成临时休战协议，规定廣州貿易復常；省政府不得強迫英人簽保證書；中国应照常征税；應查禁沒收鸦片及其它走私货物，禁止将人拘留或施以各种惩罚。此後，广州的和平维持了两个月。

#### 第二次廣州之戰
廣州停戰議和兩天後，3月22日，楊芳的上奏仍舊粉飾太平。其奏摺隱瞞了英軍攻入廣州佔領商館的事實，反稱是清軍防守嚴密逼退英軍；也完全未提與英方談判議和、恢復通商之事，將既成的事實作爲尚待請旨的議案，聲稱美國副領事與行商代英人呈請恢復對英通商；爲使道光帝同意恢復通商，楊芳還詭稱如此將有利於將來的「剿辦」。道光帝閲後未得要領，稱楊芳「所辦尚好」，指出英人請求通商是「該逆奸謀」，但因大軍未到，命楊芳「設法羈縻」，待奕山等人到達後，「斷其後路，四面兜捦，克復香港」:269-270。
楊芳意圖誘使道光帝儘早批准恢復中英貿易，再於3月31日上奏謊稱，美國商船入港引起英商歆羡，義律等人抱有一絲希望，故「旬日間無一動靜」。但道光帝發現了其中的漏洞：若美商代英商銷售，豈非放縱英人得逞？於是，他一面下令楊芳嚴查有無朦朧影射等弊，一面明確宣佈禁止英國通商。:271
4月14日，奕山一行抵达广州，歷時57天:275。義律立即照會楊芳，詢問有關奕山對於停戰通商的態度，廣州知府余保純於4月16日帶去楊芳的覆照，內容反映出奕山似乎同意停戰通商，答應等待聖旨；此時道光帝對英貿易的禁令尚未到達廣州。余保純向義律提到，若道光帝不同意通商、執意開戰，廣州官吏建議在廣州以外開戰，通商不必中斷。義律對楊芳的答覆很滿意，於4月17日宣佈英軍不會進攻廣州城，可繼續通商。:278
5月初，各省开赴广东的1.7万援军亦陆续抵达，加上原驻之兵，广州清军达到2.5万人:269-270。5月2日，道光帝批駁楊芳、怡良准許英國貿易的諭旨到達廣州，催促奕山等人率軍圍剿英人。義律得悉各省援軍開到、炮台加强武備的消息，於5月11日與余保純會談，要求中方裁撤各省軍備，並要求奕山等人覆照。翌日，義律離開廣州去澳門，他認定奕山等人必定開戰，決定先發制人。17日，他未收到奕山等人的答覆，英軍開始行動，向廣州開進:278-279。18日，義律抵達廣州商館，快速部署結束通商以及撤離僑民的工作:281。

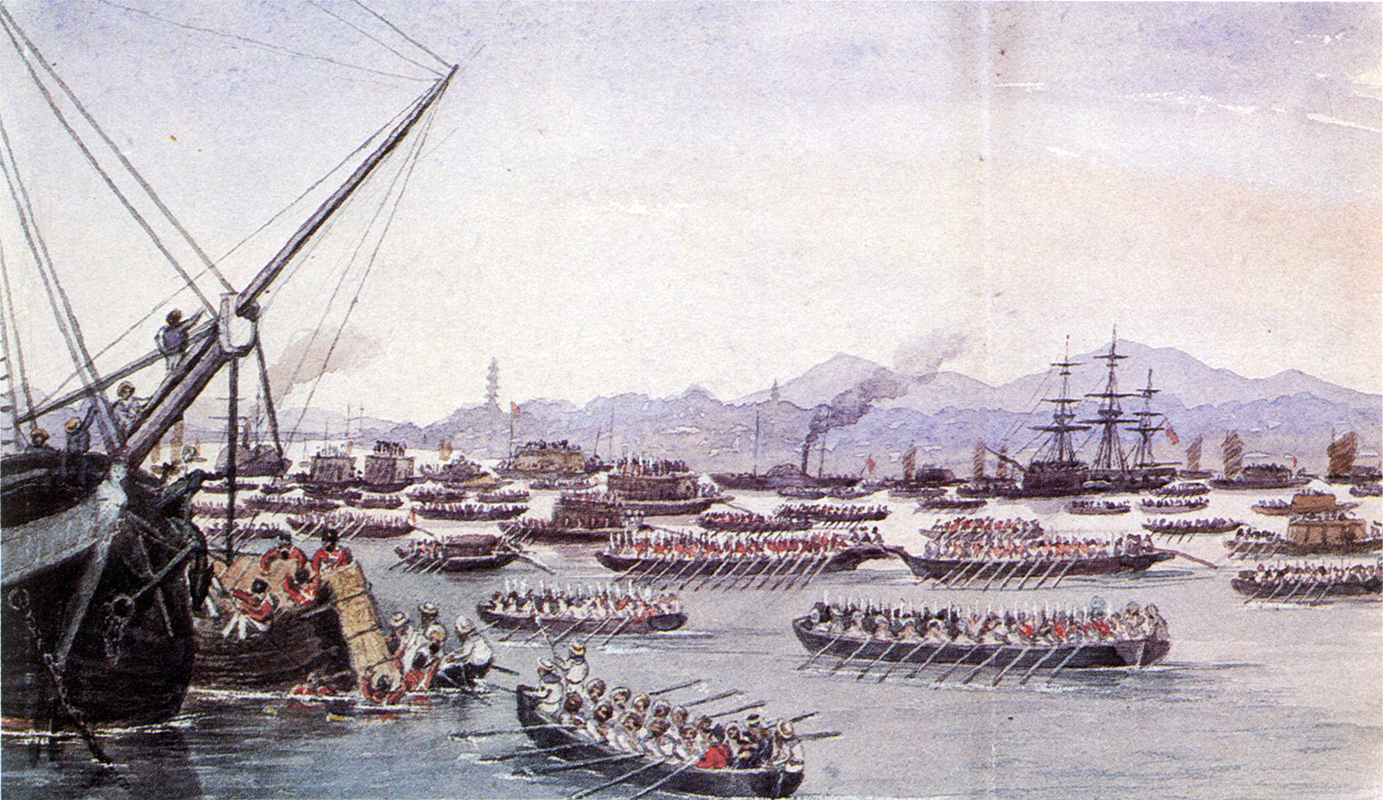
1841年5月24日 英军开始登陆围困广州城

按奕山的奏摺所稱，他原定於5月10日發兵，因天雨關係而延期，但其真實性存疑。5月20日，奕山得悉義律下令進攻廣州，未與楊芳商量，於翌日倉卒下令進攻，楊芳聞訊大驚失色，直言敗局已定。自5月21日深夜至22日的戰事，中英雙方的記載有很大的差別:280-281：
- 英方記載：5月21日晚，多艘英艦停泊在商館水域，百餘隻用鐵鏈相連的火船從上游放下，後方有載著清軍的兵船，準備登艦與英軍廝殺。第一批火船直逼英艦，西炮台的清軍亦開炮轟擊英艦，但英艦避開了這些火船，並開炮還擊西炮台；第二批火船的攻擊也未能得手，反被冲往河岸，引發岸上大火，後方清軍見勢逃散。英艦为安全起見，向凤凰岗一带水域轉移。当晚交战中，清軍的火攻完全無效，西炮台的火炮則擊中數艘英艦，造成一些損傷。22日，英艦徹底摧毀了西炮台，並溯江而上，擊毀清軍的保障炮台和其他戰船數十艘。[51]:281-282
- 清方記載：奕山奏稱，5月21日晚，清軍分路同時進攻，「弁勇伏身水下，直撲其船底，以長鈎鈎住船隻，抛擲火彈火毬火箭噴筒」，英艦被燒得火焰衝天，「逆夷號呼之聲遠聞數里」。當晚清軍在商館和獵德一帶水域燒毀多艘英國大兵船、三板船，「逆夷被擊及溺水死者不計其數」。22日，英軍進攻西炮台，清軍固守，「未被攻壞」；英艦上溯窺伺，清軍擊沉一艘英船，迫其返回。清軍只有零星幾隻兵船被燒，其餘均未受損。[51]:282-283

儘管雙方文獻記載分歧，但據史家茅海建考證，奕山不但誇大了戰績，也隱匿了西炮台被摧毀的實情，其所稱擊毀英國「大兵船」之事，實屬子虛烏有。道光帝收到奕山的「捷報」，雖未滿足其全殲來敵、擒獲「夷酋」的期望，他仍然朱批「甚屬可嘉」，將奕山、隆文、楊芳、祁貢交部優敘。:283

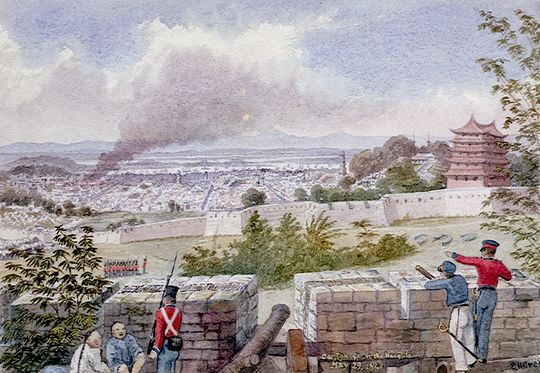
1841年5月25日 占领四方高地的英军向广州城内轰炸

5月23日，英軍艦分別集結於廣州西南的鳳凰崗以及廣州以東的黃埔，準備發動鉗形攻勢。24日下午2時起，英軍開始進攻，鳳凰崗一帶的英艦由西向東分別炮擊廣州城以西的沙面、西炮台、商館、海珠炮台；在黃埔一帶的英艦則越過獵德、二沙尾，由東向西攻擊。下午3時，英國海軍基本擊垮廣州以西的清軍抵抗能力，英船載送英國陸軍右翼縱隊3百餘人於5時佔領商館。下午4時，英船載送陸軍左翼縱隊約2,400人駛入廣州西側水道，進至繒步。24日晚，英軍開始在繒步登陸。至25日晨，左翼艦隊全部登陸完畢，向廣州城北高地推進，掃除沿途障礙，當日佔領城北越秀山上的四方炮台，連同廣州城南省河上的英艦，已對廣州城形成背腹夾擊之態勢:283-285。英军在高處炮轰城內，击毁兩個火藥庫:19。清军三路兵丁，一閧而溃退:65。
四天之内，广州附近要地全失，城外大火，奕山指揮1.8萬人尽退城内，秩序大亂，期間更有部分廣州平民附和英軍:65。自5月21至25日，英軍以死9人、伤68人的代价，击败2万清兵，如此態勢之下，奕山只能求和:286。5月26日上午，广州竖起白旗，奕山派廣州知府余保純出城向英軍求和:19。
5月26日廣州求和後，奕山上奏道光帝，歷數清軍過往數天頻頻「勝仗」，宣稱擊沉英國軍艦與輪船，並在奏摺最後叱駡「漢奸」助虐，預留地步。道光帝收到這份捷報，閲後大喜。:287-288

#### 廣州和約
1841年5月27日，奕山、隆文、楊芳、阿精阿、祁貢、怡良聯銜公文，授權廣州知府余保純與義律訂立停戰協定《廣州和約》:287，规定：
1. 奕山、隆文、楊芳在6天內率兵出城，退至廣州城外200里駐扎；
2. 7天內繳出贖城費600萬元；
3. 賠償商館被劫焚和先前林則徐誤燒西班牙船的損失；
4. 清方如期付款後，英軍退出虎門口外[51]:286-287。

奕山率部撤离广州的同時，还勒索广州商家向英军支付600万银元的赎城费，僅怡和行行主伍崇曜就出資80萬銀元。5月31日，中方已將賠款全部付清，隨後英軍全部撤走:287。
廣州和約訂立翌日，奕山已下令禁止官兵、鄉勇和水勇妄生事端、拘拿外商:298。5月29日至31日，即英軍佔領廣州城北越秀山時期，發生了一起以三元里為中心的民眾抗英事件:293。中英雙方對此事件的記載有很大出入，各有誇大、含混或矛盾之處，但仍有一些共通點。總括而言，英軍確有「開棺暴骨」、劫掠財物、強姦或調戲婦女的行爲，不過是由民眾方面的率先集結引發英軍的進犯；搏鬥中，天雨令英軍的燧發槍失效，加上英軍不諳地形，民眾誘敵深入、圍困英軍，對其造成了一定的傷亡；5月31日，獲勝的民眾包圍城北的四方炮台；廣州知府余保純前往勸諭，民眾方散去:293-313。廣東百姓繼而發布「誓滅英逆」文告，情緒高漲，自信至強，各種反英組織跟着成立:65。
《廣州和約》如同完全投降，奕山惟有揑造謊言，對朝廷交代:65。6月4日，即和約達成第9天，奕山上奏道光帝稱，漢奸幫助英軍佔領廣州城北炮台後，城内居民投書清方請求保全民命:288；然後編造故事：英人「免冠作禮、兵杖投地」前來訴苦，聲稱其因省河兩岸清軍炮擊以致無法傳話，因此「求大將軍轉懇大皇帝開恩，追完商欠，俯准通商，（英人）立即退出虎門、交還各炮台，不敢滋事」:288；接著奕山又稱，考慮到虎門藩籬盡失，不如先同意英人的請求，使其退出虎門口外，再加強防守:289；奕山還挑明了准許通商一事，至於600萬贖城費，則改稱是行商的「商欠」，稱廣東當局只是為行商們暫行墊付部分款項:289；此外，對於退駐廣州城外，聲稱是為了彈壓土匪，且天熱雨多，亦不得不擇地安營:66。為了不被皇帝懲罰，奕山虛報戰功，甚至將該戰役的慘敗說成大勝。6月18日，道光帝收到這份奏摺，在上諭中稱：「該夷性等犬羊，不值與之計較，況既經懲創，已示兵威」，現又「免冠作禮，籲求轉奏乞恩」「朕諒汝等不得已之苦衷」；他批准了通商、墊付商欠兩件事:289。道光帝意欲罷手，不再追求「盡殲丑類」:290。
6月30日，奕山收到了道光帝的這一諭旨，他於7月14日再上奏，聲稱英商得知准許通商的聖恩後「額慶歡忭，免冠感伏，聲言永不敢在廣東滋事」，並奏稱「粵省夷務大定」，要求撤退外省援軍，以節省糧餉:290。道光帝收到奏摺後，以爲戰爭已結束，於7月28日下令各省裁撤調防軍兵:291。

### 第三階段

#### 砵甸乍抵華

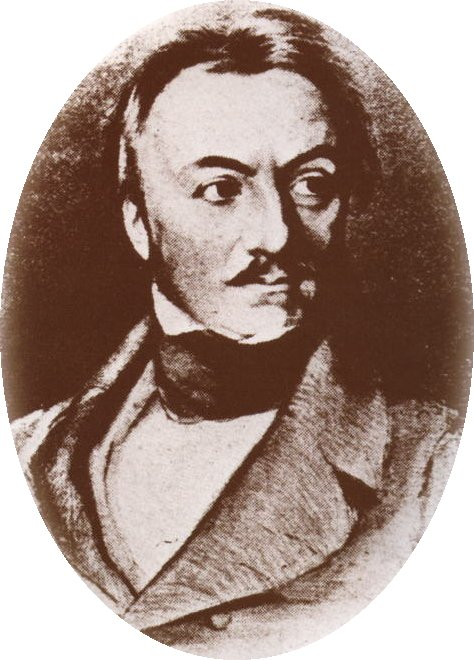
英军统帅砵甸乍

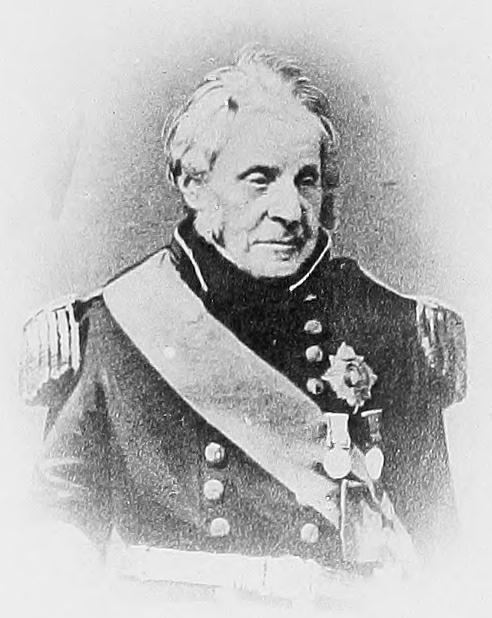
英海军司令威廉·巴加

1841年4月21日，巴麥尊勳爵針對英國駐華全權代表義律與清朝欽差大臣琦善在同年1月20日擬定的《穿鼻草約》，嚴厲譴責義律藐視訓令，認爲《穿鼻草約》所帶來的利益太少:183-184。4月30日，英國內閣決定將義律撤職，並否認《穿鼻草約》，另派東印度公司陸軍少將砵甸乍（Henry Pottinger）爵士為新任駐華全權代表:184。砵甸乍在6月5日離開倫敦，於8月10日抵達澳門，義律則返回英國:185；與砵甸乍同行的還有新任遠征軍海軍司令巴加（William Parker）:328。
8月10日，即砵甸乍抵華當天，他向兩廣總督祁貢發出兩道照會，表明自己的身分，要求與中方全權大使根據《巴麥尊致中國宰相書》的内容展開停戰談判，談判結束前將持續北上進攻:329-330。但奕山等人未有按英方要求如實稟報此情況，於8月23日上奏，謊稱英方僅更換「領事」，隱瞞了砵甸乍的真正使命:330-331。
8月21日，砵甸乍和海军司令巴加和陆军司令郭富，率领10艘军舰、4艘轮船、21艘运输船搭载英国陆军第18皇家爱尔兰团、第26卡梅拉尼亚步兵团、第49威尔士步兵团、第55威斯特摩兰郡步兵团、第62旁遮普印度步兵團、第66旁遮普印度步兵團开始第二次北上。

#### 闽浙之役

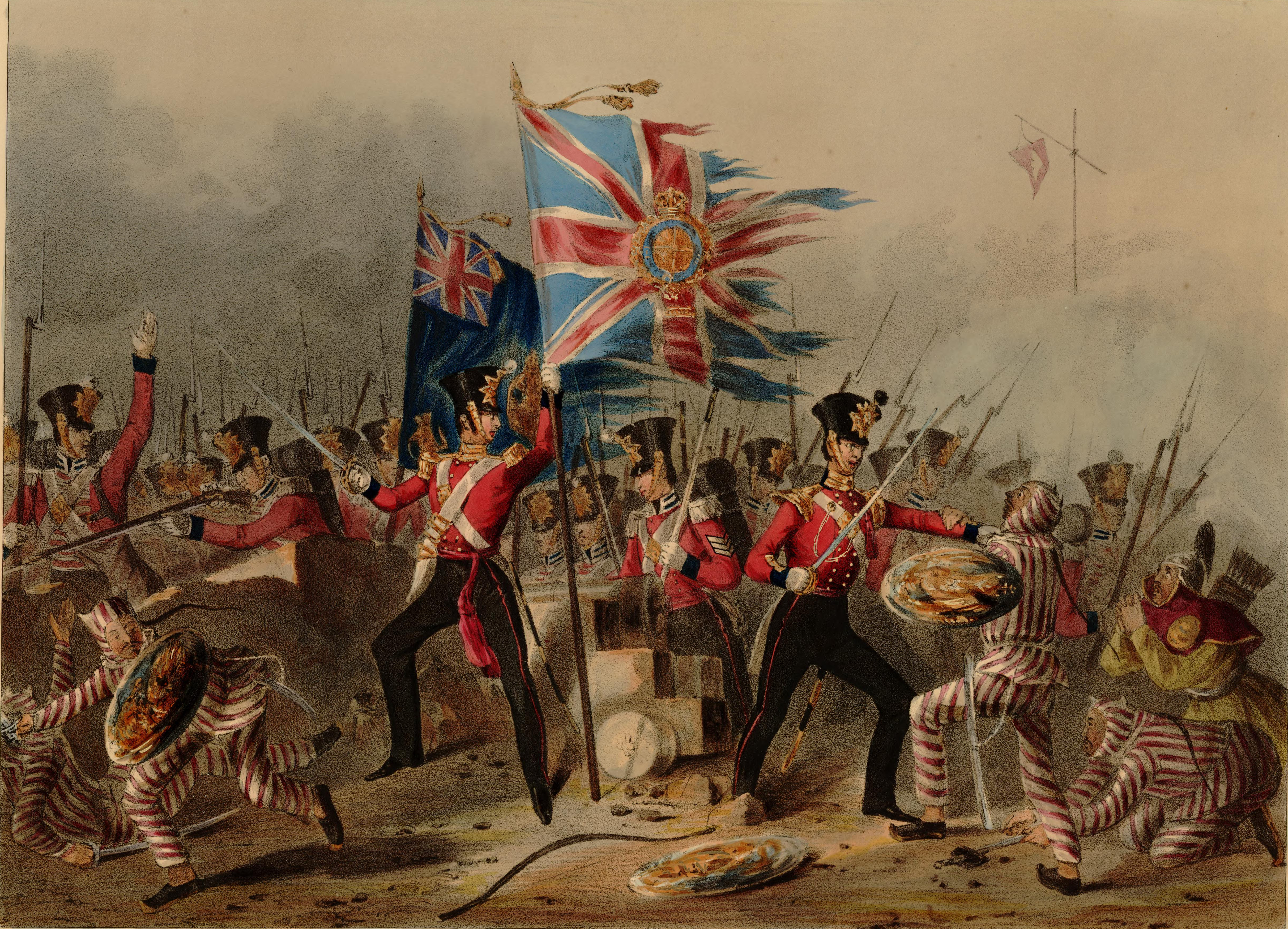
英国人作画，1841年8月26日皇家爱尔兰团在厦门战斗

早在1841年3月，新任閩越總督顔伯燾抵達福建廈門，他認爲未來廈門必有一戰，故親自大規模部署防務:333-337。同年6月初，英军离开广州后，道光帝以为战事结束，在7月28日下令沿海各省酌情裁撤軍兵:291。8月中旬，顔伯燾收到道光帝命令裁撤防兵的諭令，但他堅信佈防的必要，於8月25日覆奏，以言語拖延時間，始終未有撤防；就在當晚，英艦開至廈門海面:340。
8月25日，英艦駛入廈門南水道。26日，英軍發出最後通牒，要求讓出「廈門城邑炮台」，顔伯燾不予理睬；下午，英軍發起進攻，廈門島南岸全部失守，顔伯燾率官員倉皇逃往同安，剩餘清軍大潰散。27日，英军攻陷厦门城，英军战死1人、伤16人；清軍戰死三百餘人，傷者無數:341-343。英军将炮台破坏后，留兵鼓浪屿，继续向定海前进:66。後來道光帝閲讀了廈門失陷的奏摺，才得知原來英軍也能陸戰:345。

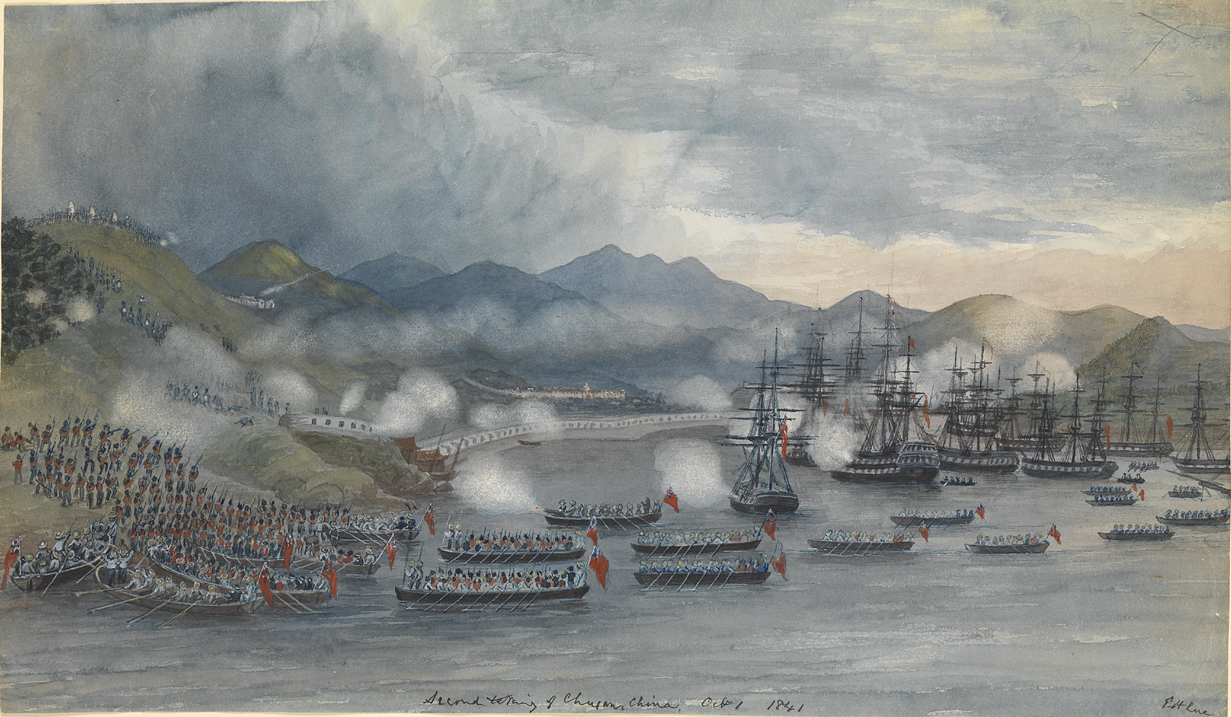
1841年10月1日，第二次定海之战

早在1841年初，時任欽差大臣伊里布私下和談收復定海，至同年2月道光任命極力「主剿」的裕謙為欽差大臣，替代伊里布主持浙江軍務:348,350。數月以來，裕謙在定海积极設防，兵力近7000人:66。9月25日，英艦與2000陸軍陸續抵達鎮海，但因天氣惡劣難以調兵定海，英軍決定偵察定海防務:357。對於9月26日至30日的戰事，中英雙方的記載差異頗大，總括而言，英軍進行了偵察、建立陣地等戰前準備，但定海清軍視之爲進攻，高度緊張，一連五日開炮，未造成很大傷害，徒費鉛藥:356-359。
10月1日，英軍正式進攻定海，依舊採用戰艦正面轟擊、陸軍側翼抄襲的戰術，並再獲極大成功:359-361；當日清軍三名總兵鄭國鴻、葛雲飛、王錫朋相繼陣亡，清軍死者千人，英軍傷亡約30人，定海第二次失陷:66-67。定海陷落后，当地人民仍舊不屈，英軍僅能控制縣城周圍10里:67。
為便於過冬，等候援軍，英軍於10月10日進攻鎮海:67。英艦以炮火轟擊，陸軍則登陸並從側翼抄襲，總兵謝朝恩戰死，清守軍潰逃，金雞山、招寶山相繼失陷；裕謙發現無路可退，投池自盡，被救起，昏迷的裕謙被護送往寧波，縣城守軍和部分官員藉此逃跑，裕謙途中氣絕:365-367。其後，英軍包抄攻下威遠城，轉攻東岳宮，浙江提督步雲自東岳宮退至鎮海縣城，英軍佔領縣城:372-373；下午2時戰息，英軍死傷十餘人，清軍死者數以百計:367。12日，余步雲眼見無兵可戰、無險可守，要求英方和談不果，棄城而逃:373-374。13日，英軍唾手而得寧波，大肆擄掠、姦淫，鄉民繼續抵抗，俘40餘名英國人:67。
1841年10月18日，正當道光帝滿懷希望地期盼浙江的捷報時，他收到杭州上奏，告知鎮海失守、裕謙殉難的消息，並請求調兵增援浙江:377。道光帝隨即任命另一皇室成員奕經（雍正帝之四世孫）為揚威將軍，並從八省調兵1.2萬人組成大軍，征討「逆夷」:377-378；又鼓勵沿海團練鄉勇，修築土堡，堅壁清海，厚賞捐資助餉紳民:67。翌日，道光帝下旨赦免此前被判斬監侯的琦善，發往浙江軍營，讓他效力贖罪；但最終琦善被改發到張家口軍台，充當苦差:379。

#### 臺灣之役
1841至1842年，兩艘英船先後因風候不佳而在臺灣（時西方稱福爾摩沙）海面擱淺，臺灣清軍先後俘虜了百餘名船員並加以殺戮。但中英雙方對這兩起事件的記載有很大不同，各有隱晦扭曲之處。:摘要
1841年9月27日，英國運輸船「納爾不達」號（Nerbudda，又譯作「吶爾不噠」號）正載運着在舟山群島定海參戰的英軍返回:85，在臺灣雞籠（今基隆）附近海面遇風沉船:548。台灣地方政府認爲他們是敵軍的進攻部隊:85，船上274人中133人被俘虜:548。
1842年3月，英國雙桅商船「阿吶」號（Brig Ann，又譯作「阿恩」或「安妮」號）自舟山攜帶財貨起錨南駛，目的地為澳門。該船載有57人，包括34名印度人、14名歐洲或美國人、5名華人及4名馬來亞或新加坡人。該船在臺灣淡水一帶海面遇險，兩名船員被殺，其餘船員被清軍俘虜:85。
兩次海難事件中，台灣鎮總兵達洪阿、台灣道姚瑩均奏報「勝仗」:548。不過，據英方文獻及生還俘虜所述，運輸船「納爾不達」號和雙桅商船「阿吶」號都是因為遇風觸礁而漂流至台灣海域。據戰後欽差大臣閩浙總督怡良調查，此皆為台灣地方官員謊報戰功，雙方實未交戰，英船亦非戰鬥人員。:148-149
1842年5月14日，道光帝因浙江戰敗，下令對商船阿吶號上的英俘「取供之後，除逆夷頭目暫行禁錮候旨辦理外，其餘各逆夷與上年所獲一百三十餘名，均署即行正法，以紓積忿而快人心」:548。1842年8月，兩船共187名俘虜中，除了早前在押送過程中或獄中死亡者，大部分在臺南被斬首，只有11人倖存:摘要,134,136。道光帝最初將此事件視爲振奮人心的一大勝利，對於相關的台灣功臣從優議叙，但隨著戰局的演變和談判的進行，清廷在英方施壓下，嚴懲有關官員。:摘要

#### 浙东之战
1841年10月底，揚威將軍奕經離京南下，據奕經的幕客貝青喬稱，奕經離京之初「或戰或撫，游移兩可」:378。11月下旬，奕經抵達江蘇，但在蘇州一帶逗留足足兩個月:378；期間奕經與部下頤指氣使、生活奢靡，後來引起非議，遂於1842年1月進至浙江嘉興:382。1842年2月中旬，川陝勁旅抵達浙江，奕經再無理由觀望不前，於2月27日趕至浙江紹興曹娥江前線，自其南下以來已有四個多月:382。
英軍於1841年10月佔據定海、鎮海、寧波後，璞鼎查曾數次向清方表示願意談判，但未有回音；另一方面，英方軍力分據沿海各城，難以集結大軍進攻，加上氣候嚴寒不利於英軍作戰，故英軍佔據寧波後，除了數次短暫的擾邊，進入長達數月的間歇期:381。璞鼎查亦於1842年1月返回香港，將駐華商務總督的辦事機構由澳門遷至香港，並宣布香港與舟山成爲自由港:381。
1842年3月6日，奕經上奏，自信地大談其反攻浙江寧波、定海、鎮海三城的作戰計劃，道光帝深受打動:384-385。然而，根據奕經與參贊大臣文蔚的佈兵方式，合計浙江原駐軍、外省援軍，可用的清兵不到三千名，其餘都是素質參差的雇傭壯勇:382-384；此外，奕經以迷信指導戰事，如吉利數碼、神籤靈驗、托夢言事等:384。3月10日，奕经率大军，定于虎年虎月虎日虎时以生肖属虎的宁夏镇总兵段永福为指挥官，以五虎灭羊（洋）之计，分宁、定、鎮三路反攻英军。這是清軍在鴉片戰爭中唯一發動的反攻，然而這一歷經4個多月準備的反攻，不到4小時便全部瓦解:385-386。

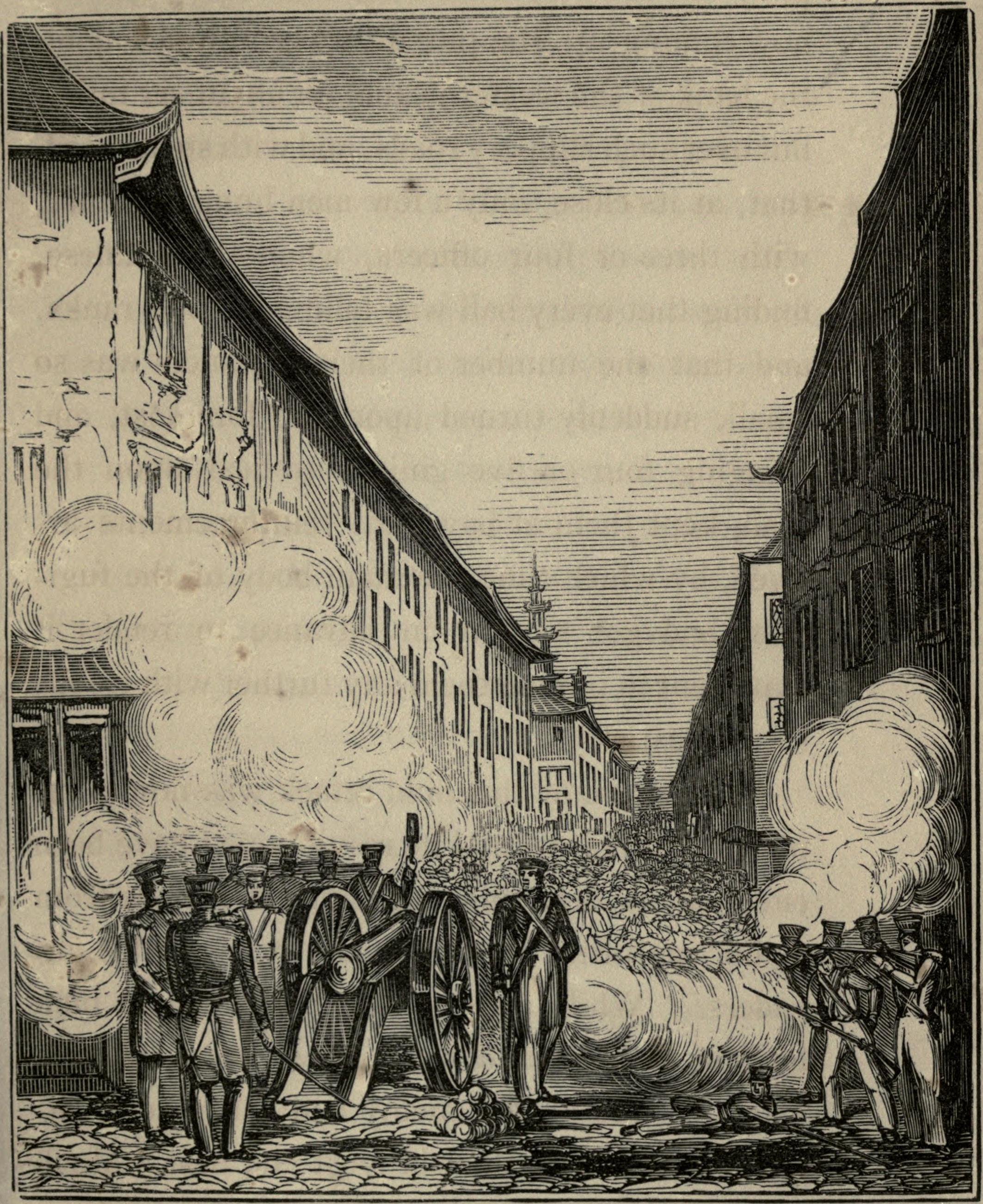
1842年3月10日浙东之战中寧波城內的英軍擊退清軍的進攻

宁波方向，3月10日凌晨3時，清軍向英國輪船施放4艘火船，被英方小艇導至岸邊；與此同時，清軍一面以小型火器向寧波城外的英艦開火，但未奏效；一面進攻寧波城的南門和西門。負責進攻寧波城的四川兵（部分為嘉絨藏族）相當勇猛，在裡應外合下一度攻入城內，英軍連忙調集火炮進行轟擊，而城內街道狹窄令清軍無處退散和躲藏，慘遭屠殺:386。首批攻入城内的一百余名藏兵全部戰死。天亮後，清軍見大勢已去，便倉卒退至城外:386。
镇海方向，同在10日凌晨3時，清軍在該處施放十隻火船，企圖焚燒港內英艦，但被英軍小船拖至河岸；同時，清軍施放小型火器，進撲鎮海西門，駐守該處的英軍主動開門出城迎戰，清軍由於擔任主攻的朱貴部因黑夜迷途而未到達，結果相戰不支而敗退:386。天亮後，英船沿寧波西南、西北的河流搜索前進，共擊毀37隻火船:386。清軍在進攻寧波、鎮海兩城時均未有使用火炮，交戰時火力懸殊，未能對英軍造成傷害:386。據英方記載，寧波之戰時英軍僅戰死1人、受傷數人，而在鎮海之戰則無人傷亡:386。
定海方向，早在3月8日，駐守岱山一帶準備進攻定海的水勇已被英船驅散，未能發動進攻；儘管鄭鼎臣後來在4月14日率領水勇在定海有著毫無戰果的一搏，還被奕經粉飾為一場大勝仗:387。

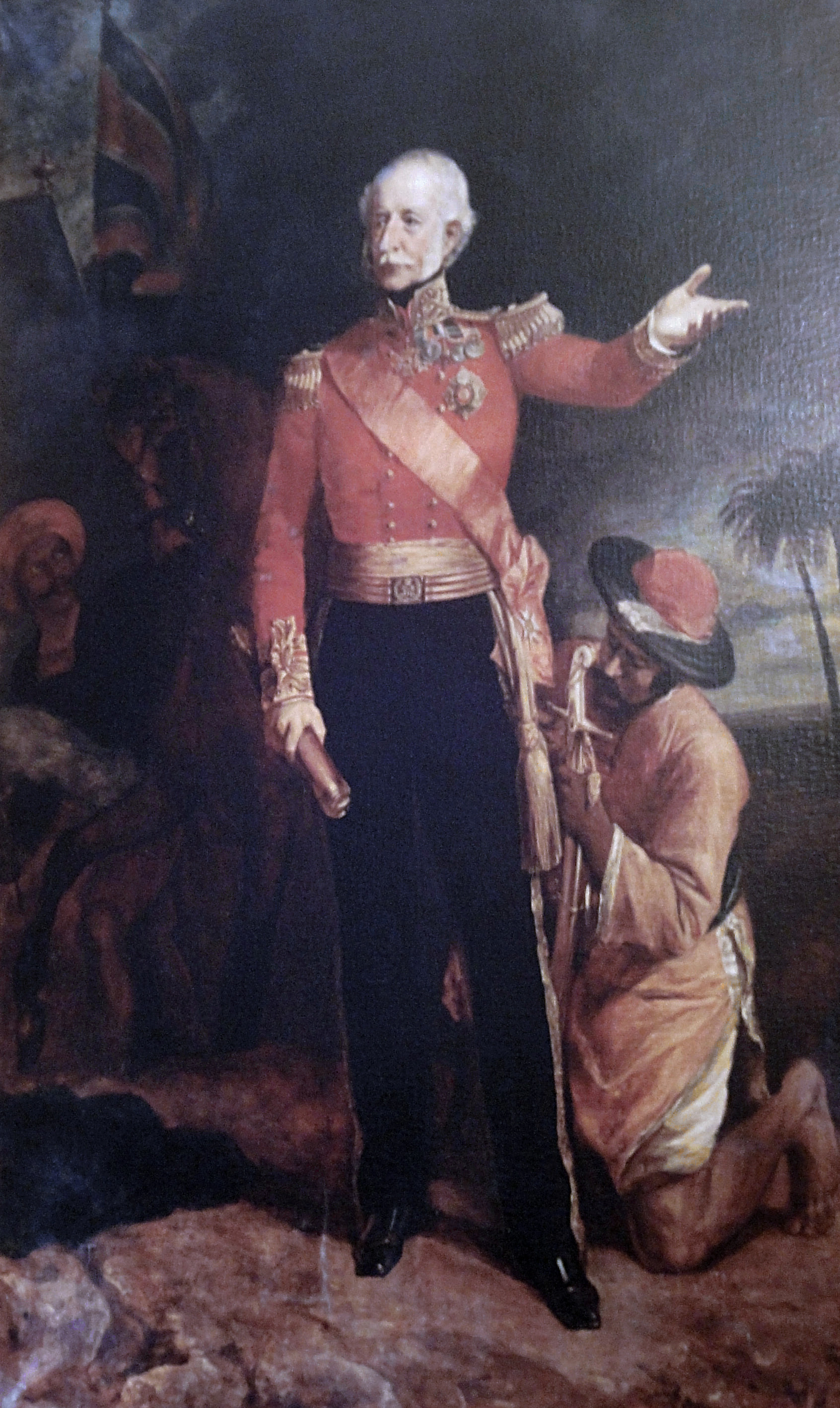
英陆军司令郭富

此時正在舟山的英國海軍、陸軍司令聞訊趕至寧波，英軍由防禦轉爲進攻:387。3月13日，英國陸軍司令郭富聽聞駐餘姚的清軍余步雲部將進攻寧波，便向奉化進軍，不久卻發現余步雲已於前夜潰逃:387。15日，英國海軍司令巴加與陸軍司令郭富聽聞慈谿是清軍的前進基地，便率領海、陸軍士兵1200餘人於上午8時向慈谿進軍，於當日中午抵達並佔領縣城，又向城外大寶山的清軍營地進攻:387；雙方發生交戰，清軍副將朱貴以下死傷近千人，英軍死傷20餘人:67。
此時在慈谿西北約20里的長溪嶺駐守的參贊大臣文蔚得悉慈谿和大寶山的戰事，未有率兵增援，反而率兵逃跑。3月16日，英軍佔領長溪嶺，焚毀文蔚的空營，翌日返回寧波:387。而遠在紹興曹娥江以西東關鎮駐守的奕經聽聞前方軍報後大驚，於16日率軍連夜西逃，渡過錢塘江，一直退至杭州:387。奕经驻杭州、清朝大军驻绍兴、英军驻宁波形成相持局面，当时有谚语：“杭州娼妓最堪夸，明年养出小钦差；绍兴娼家亦有名，明年养出小兵丁；唯有宁波娼家哭不止，明年养出小鬼子。”

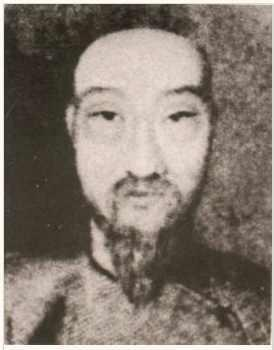
清军杭州将军耆英

綜上，清軍三路反攻全部失败，英军趁势反攻，清军大败，退往绍兴、杭州。經歷浙東三城在1841年10月與1842年3月兩次慘敗後，原本積極籌備軍務、極力「主剿」的浙江巡撫劉韻珂受到極大衝擊，逐漸轉爲「主撫」，他終於認清了中英武力懸殊的事實，遂冒著觸犯聖怒的風險，於1842年3月21日上了一道有名的「十可慮」奏摺，道出了當時清朝主戰的十大弊端，是當時少有的能著眼於現實的意見:410-423。3月28日，已得知浙東失守的道光帝收到劉韻珂的奏摺，朱批：「所奏不爲無見，另有旨，欽此。:427」晚間，廣州將軍耆英進京請訓，獲道光接見，兩人密談；道光當晚發出上諭，命令耆英赴浙署理杭州將軍，並將伊里布改發浙江軍營效力，又命令揚威將軍奕經和浙江巡撫劉韻珂「設法羈縻」:427-428。4月3日，獲釋的伊里布抵京，得到上諭賞他七品銜、命他跟隨耆英赴浙差遣；4月7日，道光帝再任命耆英為欽差大臣，此後又與他多次密談，明令他「先剿後撫」:427-428。
1842年4月15日，欽差大臣耆英、七品銜伊里布離京南下，並於5月9日到達杭州:429-431。按道光帝「先剿後撫」的計劃，應先由奕經主持「剿」，戰勝後由耆英主持「撫」。然而耆英到浙後，奕經接連向道光帝奏報一連串「捷報」，使道光帝振奮；但耆英上奏時悲觀失望，令道光帝不悅，加上耆英未有遵旨「先剿後撫」，而是每當英軍稍有動作便立即「羈縻」，令道光帝甚爲不滿:431。結果，道光帝在5月25日下旨停止了耆英和伊里布的使命，浙江的大權仍歸奕經。但就在道光帝幡然改計之時，英軍發動了規模空前的新一輪攻勢——揚子江（即長江）戰役:431。

#### 长江战役
經過浙江戰役後，英軍獲得了一些增援。但由於華北氣候嚴寒，故英軍不再北上大沽口，改向氣候溫暖而富庶的長江下游進兵，不僅有利長期作戰，又可截斷南北交通；清廷也顧慮到這一點，故而阻斷漕運。:67

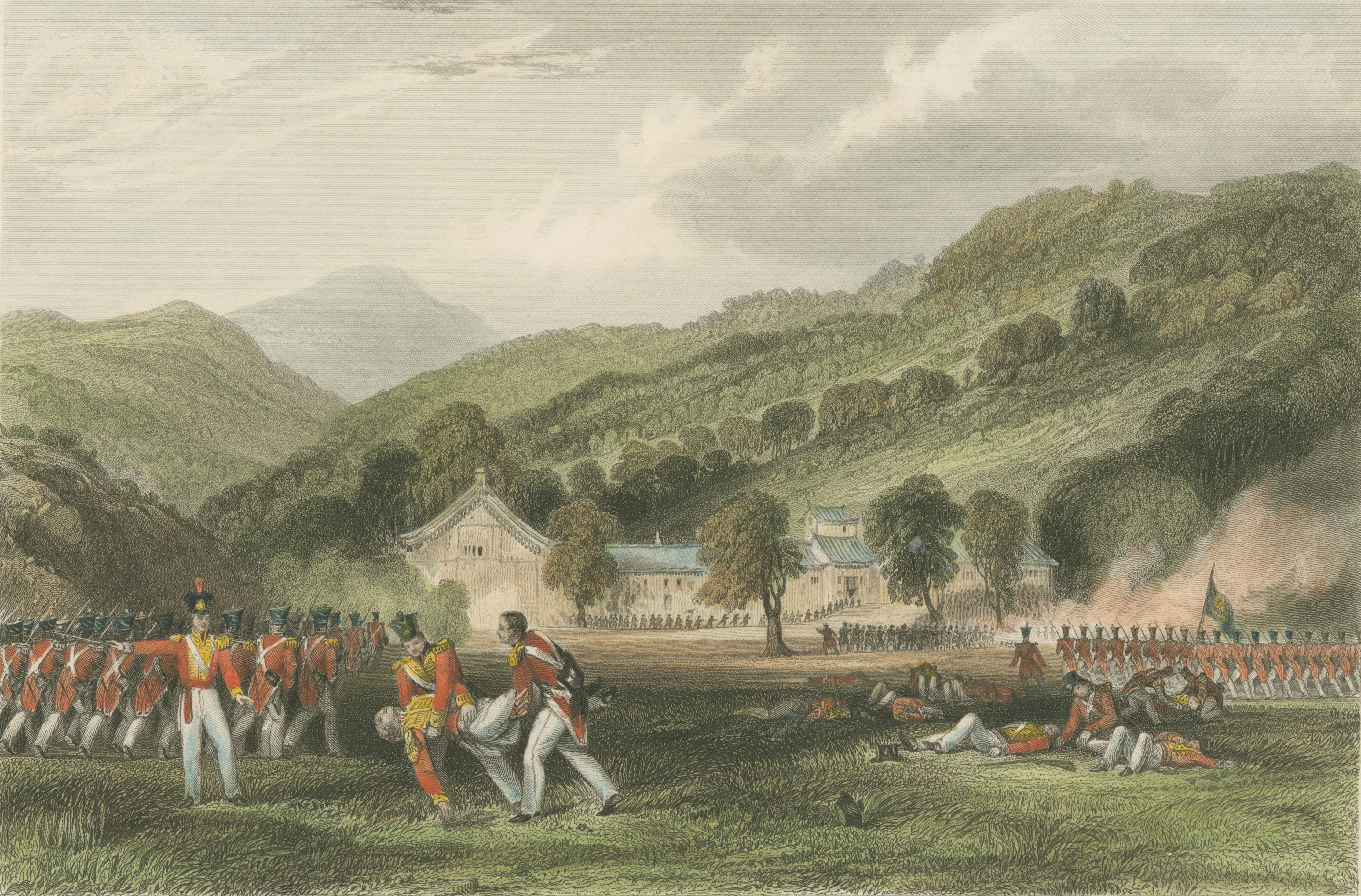
1842年5月18日乍浦之战中汤林森中校在天尊庙阵亡

1842年5月7日，英军撤离宁波，於13日集結在黄牛礁海域，並於17日抵達乍浦海面:432。這隻部隊共有戰艦7艘、輪船4艘、陸軍2,000餘人，是英軍在浙江地區的大部分兵力:432。清軍方面，乍浦一直是清軍的海防重點，是浙江駐兵最多的地區，共計約7,000人:432。5月18日，英军對乍浦發動進攻，依然採用海軍正面炮擊、陸軍側翼包抄的老戰法；清軍武備和防禦落後，加上未料到英軍從高地進攻，作戰時指揮十分混亂:433。儘管如此，英軍在此戰付出了較大的代價，共9人死亡、55人受傷，包括在天尊庙战斗中被清軍擊斃的英國陸軍中校汤林森:433。雖然大部分清軍在戰鬥中逃跑，但駐防乍浦的八旗官兵拼死作戰，令英軍震驚:434。此役，清军死伤1500余人，平民死难1500余人；副都统长喜身负重伤，撤退至嘉兴，不久不治而亡。英军占领乍浦后，在乍浦逗留休整十天，期间几乎将该城焚掠一空。
耆英在乍浦被占后立即向清廷奏报乍浦失陷经过，力陈“舍羈縻之外无他策”，主张求和。不久清廷又重新起用主张议和的伊里布，并送还乍浦之战中俘获的黑白洋兵16名，以示和谈诚意。5月28日，即英軍攻佔乍浦的第10天，英軍全體撤離，繼續北上，其下一個目標是江蘇省寶山縣的吳淞（今屬上海市）:434。吳淞是長江防禦的第一道屏障，其防禦工事和武器裝備在過去兩年中大爲加强，但新任兩江總督牛鑒毫未覺察當地的防務並不能抵擋英軍，自信地制定了作戰計劃:434-435。

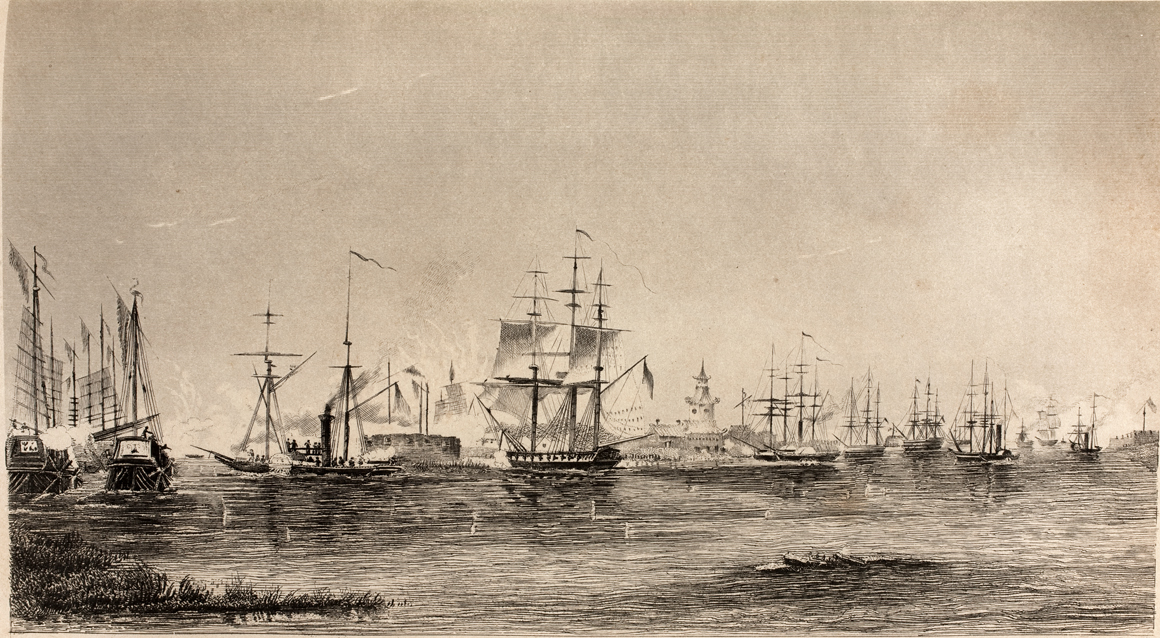
1842年6月16日吴淞战役

1842年6月初，英國軍艦抵吳淞口外，清守軍約一萬人:67。6月16日晨，戰鬥開始，兩小時後，两江总督牛鉴倉皇逃走:67，“所督诸军皆尾而溃走”。英军遂乘势大进，占领吴淞炮台，江南提督陈化成陣亡:67。午後，英軍不費一彈佔領寶山縣城。此戰，英軍2人死亡、25人受傷，清軍陳化成以下88人死亡:435-436。吳淞和寶山失陷後，上海官兵棄城而逃:67。
英軍攻陷吳淞、寶山的當晚，英國援軍抵達吳淞口外，英軍的海陸總兵力達到2萬名，規模空前:438-439。6月19日，英軍沿黃浦江水陸並進，佔領了已被清方放棄的上海:440。6月27日，英軍退出上海，留軍艦封鎖吳淞口，主力軍隊於7月5日駛入長江，直逼鎮江:440。

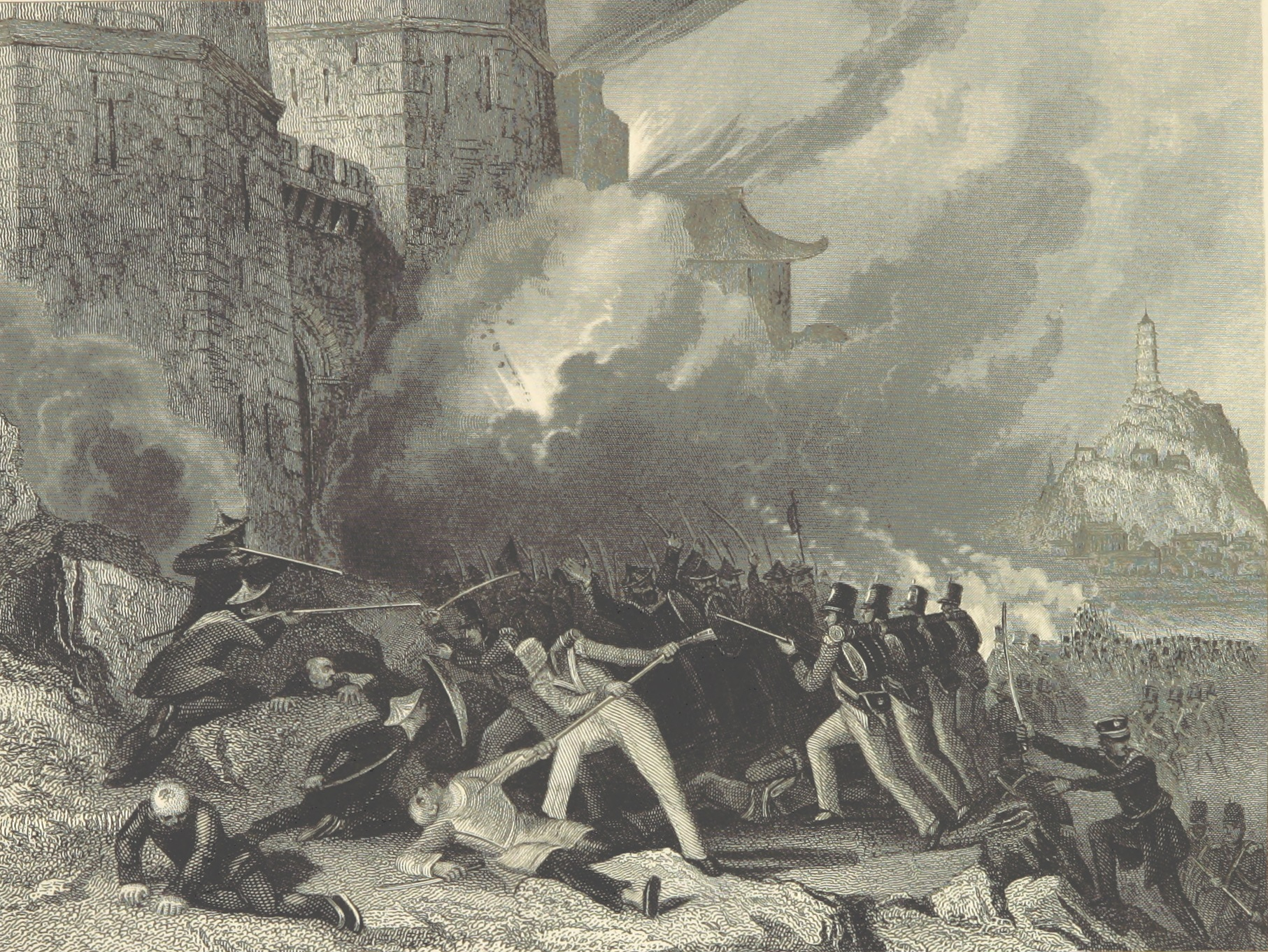
1842年7月21日英军主力与青州八旗在镇江战斗

1842年7月15日，英國軍艦抵達鎮江江面，至20日英全軍抵達；同時清軍也在行動，參贊大臣齊慎、兩江總督牛鑒從各省率兵馳援鎮江，鎮江城內外駐軍約7,000人:441。當英軍於7月15日初到鎮江江面時，時任京口副都統海齡下令緊閉城門，造成市集停運，百姓無處買食，海齡縱兵槍殺街巷的行人，以「漢奸」罪名在城內大肆捕殺百姓，如是者六天，民怨沸騰:440。儘管海齡是在後來的鎮江之戰中投火自殺，但由於他的暴戾舉止，民間盛傳他被憤民暗殺。
1842年7月21日，英军出动陆军6,905人與數百名海軍向镇江发起进攻:441。英军登岸后直薄城下冒着清军的炮火爬梯登城，遭守城的八旗兵顽抗。英軍用炸藥轟開城門，從城北、城西、城南三方向突入城內，守城的八旗兵並未潰逃，而是堅持巷戰:442-443，许多旗兵战前杀死自己的妻儿，然后才参加战斗。此役，英軍遭受了開戰以來最大的損失，共39人戰死、130人受傷、3人失蹤:443；而據耆英在戰後調查，清軍共有570多人戰死，其中鎮江、青州八旗的傷亡達30%，遠超外省綠營援軍的1.6%:444。
事后英军“毁城垣，焚衙署，纵黑鬼奸淫妇女，道路死伤枕藉”。英国参战军人回忆“只要是真实的回忆，就可觉得这颗心很难说是有人道的了。但即使是心肠最硬、资格最老，以杀人越货为生的人，看到这种悲惨景象也不能无动于衷的。”鎮江對岸的揚州紳商，惶恐萬狀，接受了英軍50萬元的勒索，作爲不佔領的交換條件:68。
英军在镇江的军事行动，切断清朝经济命脉京杭大运河的漕运。7月16日，道光帝就密谕耆英，只要英国息战退兵，便同意割让香港，并增开通商口岸。镇江失守后，道光帝决心专意“议抚”，并授权耆英、伊里布“便宜行事，务须妥速办理，不可稍涉游移”，并令奕经所率援军暂缓由浙赴苏，“以免该逆疑虑”。然而，璞鼎查对清朝方面的“羁縻”毫不理睬，命令英军继续向江宁推进:455-456。
8月3日，英国远征军留下一部分兵力守卫镇江，主力舰队开始向江宁开进，9日抵达江宁江面。11日，英国陆军登陆，“于紫金山之上，安设大炮”，军舰摆开了攻城的架势。同日，耆英自无锡赶到江宁，在英国军队的炮口威慑下，开始与英方议和。

### 簽訂和約

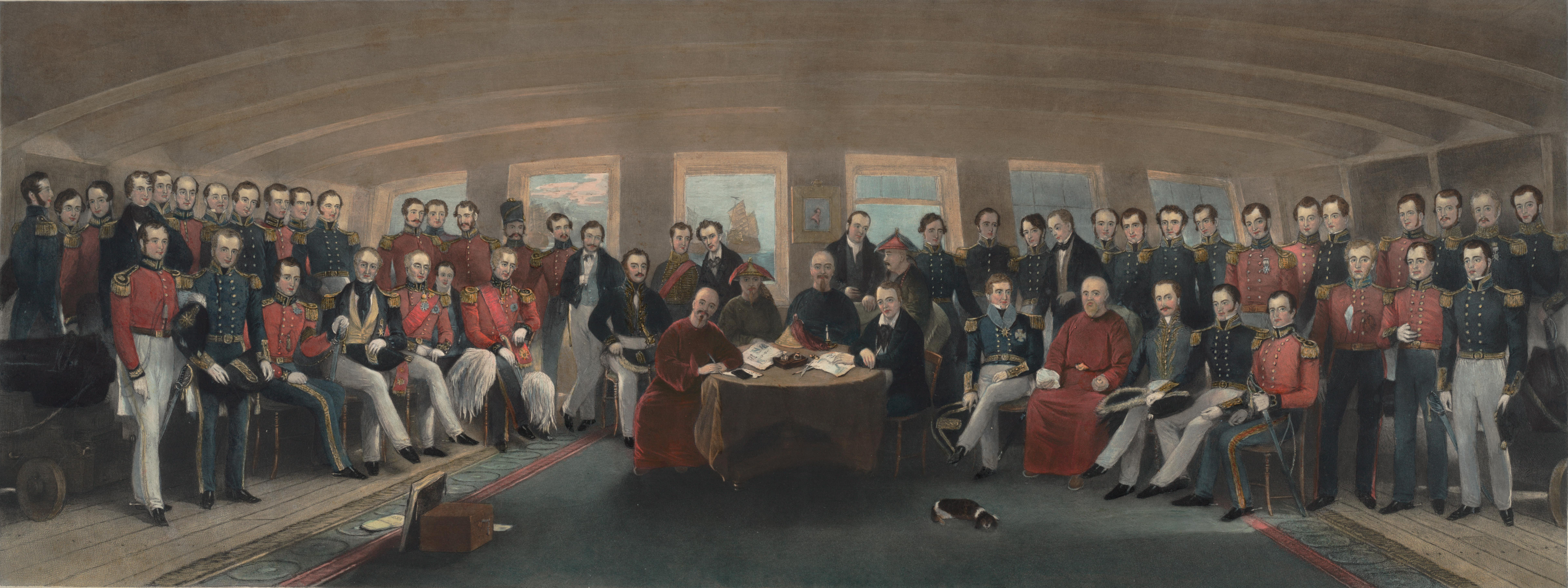
签订南京条约（油画）

1842年8月，清軍節節敗退，英軍抵達南京，兩江總督牛鑑乞和，璞鼎查答以倘欽差大臣耆英、伊布，如能所請，可不攻城:69。耆英到後，璞鼎查限8月14日定議，否則開砲攻城:69。8月22日，道光皇帝全部允准:69。耆英、伊里布、牛鑑曾應璞鼎查之邀，登英國艦隻拜訪，璞鼎查亦上岸答拜:69。清政府在南京的静海寺与英国政府议约四次，全部接受英国提出的议和条款，雙方於1842年8月29日（清道光二十二年七月二十四日）在英军旗舰「汗華」（亦译康华丽）号上正式签订中英《江寧條約》，是清朝第一個因對西方國家戰敗而簽訂的條約，中華圈史學界視其為中国近代史第一个不平等条约:320，通稱《南京條約》，清廷名之為“《萬年和約》”:69。
其時英國維新黨政府下台，新上任的保守黨外交大臣阿巴甸勳爵於1841年給砵甸乍爵士發出新訓令，撤回割地要求；然而，璞鼎查於冬天停戰時返抵香港，對香港發展甚為滿意，在訂立《南京條約》時，違背英廷訓令，不僅訂立通商條約，還要求割讓香港島:320，並最終在條約中加入了割地的條款:9-10。清政府並須按條約开放广州、福州、廈門、寧波、上海五口通商（該通商條約其後併入1843年10月締訂之《虎門善後條約》內，容許華人自由到香港經商:320）；賠償煙價、商欠、兵費共2100萬圓，並廢除經公行貿易之制度；双方議定進出口稅餉；兩國官員用照會往來；中方付600萬元后，英兵退出長江；舟山島、鼓浪嶼須俟賠款全數付訖，港口開闢後方撤:69。条约签订后英军舰船陆续撤往定海一带，历时长达两年三个月的第一次鸦片战争正式结束。

## 影响

### 政治外交

#### 開不平等條約先例

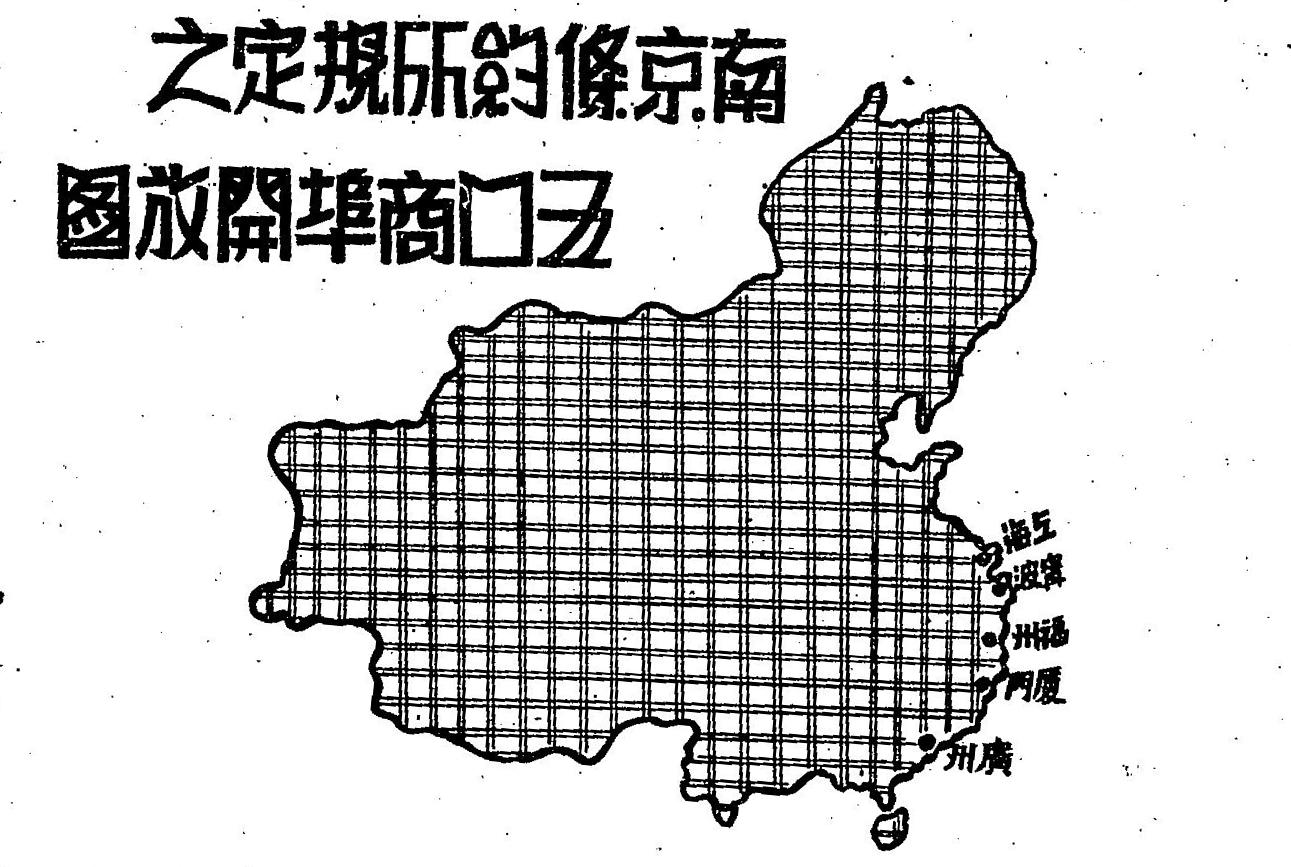
五口通商

第一次鸦片战争是中国近代史開端，打開中國的閉關大門，:36此后一系列不平等條約纷至沓来。1843年10月8日（道光二十三年八月十五日）中英又訂一通商附黏善後條款，一稱《虎門條約》，訂明五口英國商人不得至鄉間內地，可於五口租賃房屋，或租地自建，如有新恩施及他國，英人「一體均沾」:70。英國享有最惠國待遇和領事裁判權，各國紛紛要求享有同一待遇，與中國簽訂更多不平等條約，被要求割地賠款對清朝來說也是第一次。這些不平等條約要到一个世纪後第二次世界大戰期间的1943年才得以正式廢除，而在鸦片战争后清政府割让给英国的香港岛则要到150年后的1997年7月1日才得以收回。
1844年7月3日，中美五口貿易與章程在澳門附近望廈村簽字，通稱《望廈條約》:71。除無割地賠款等外，所有中英條約之事項，應有盡有，且有為英約所無而更為精詳者：如領事裁判權適用範圍之明確而擴大，不惟中美人間之爭執，美人由美領事審訊，即美人與其他外人在華之爭執，亦由美領事處理；關稅例則須與美國議允；中國港口官員須負責接待美國兵船；准美人在五口自建教堂、墓地；條約十二年一修；美國享有最惠國待遇:71-72。
作为英国宿敌的法国在战争前后密切关注中国局势，决心在中国利益问题上不落后于英国人，同时其国内纺织业也寄希望于中国市场。法国在战前就通过法国驻马尼拉领事暨在远东唯一的外交人员巴罗了解到中国局势，并在1839年恢复了中断数年之久的法国驻广州领事馆。1841年3月法国政府派真盛意作为特使出使中国，当真盛意抵达广州的时候战争已经接近尾声，使团一路尾随英国舰队并见证了南京条约的签署；真盛意使团劝说清朝官员求和，并且希望为法国争取到类似南京条约的条款。战后，法国政府于1843年派遣拉萼尼来华，拉萼尼在抵达中国后就获得了英国和美国外交官分享的条约内容作为参考。10月24日，中法五口貿易章程在黃埔簽字，通稱《黃埔條約》。法约和英约、美约在贸易和政治上没有太大差异，然而考虑到法国在对华贸易上落后于英美，拉萼尼特意在法约中增加了天主教传教相关内容，以期提高法国在华文化影响力。:72

#### 國家主權
在列強要求無條件最惠國待遇影響下，清朝對某一國失去某一特權，就等於對所有列強失去該特權，這使清朝在外交上處於不利弱勢。軍艦停泊口岸等特權，使英國可在五個通商口岸各駐兵艦一艘，以後商港越開越多，深入內地，以致在後來戰爭中被外國奪去更多領土。由於外國資本主義勢力侵入，割裂中國領土，破壞主權之完整，中國喪失獨立自主地位:35。領事裁判權使清朝失去司法主權，外國人犯法不受清朝法律制裁，清朝無法管制外國人在華違法行為。就政治方面之影響來看，戰後政府大失威信，弱點暴露，會黨以反清為職志自不會放過時機:86。

### 社會經濟

#### 鴉片國產化

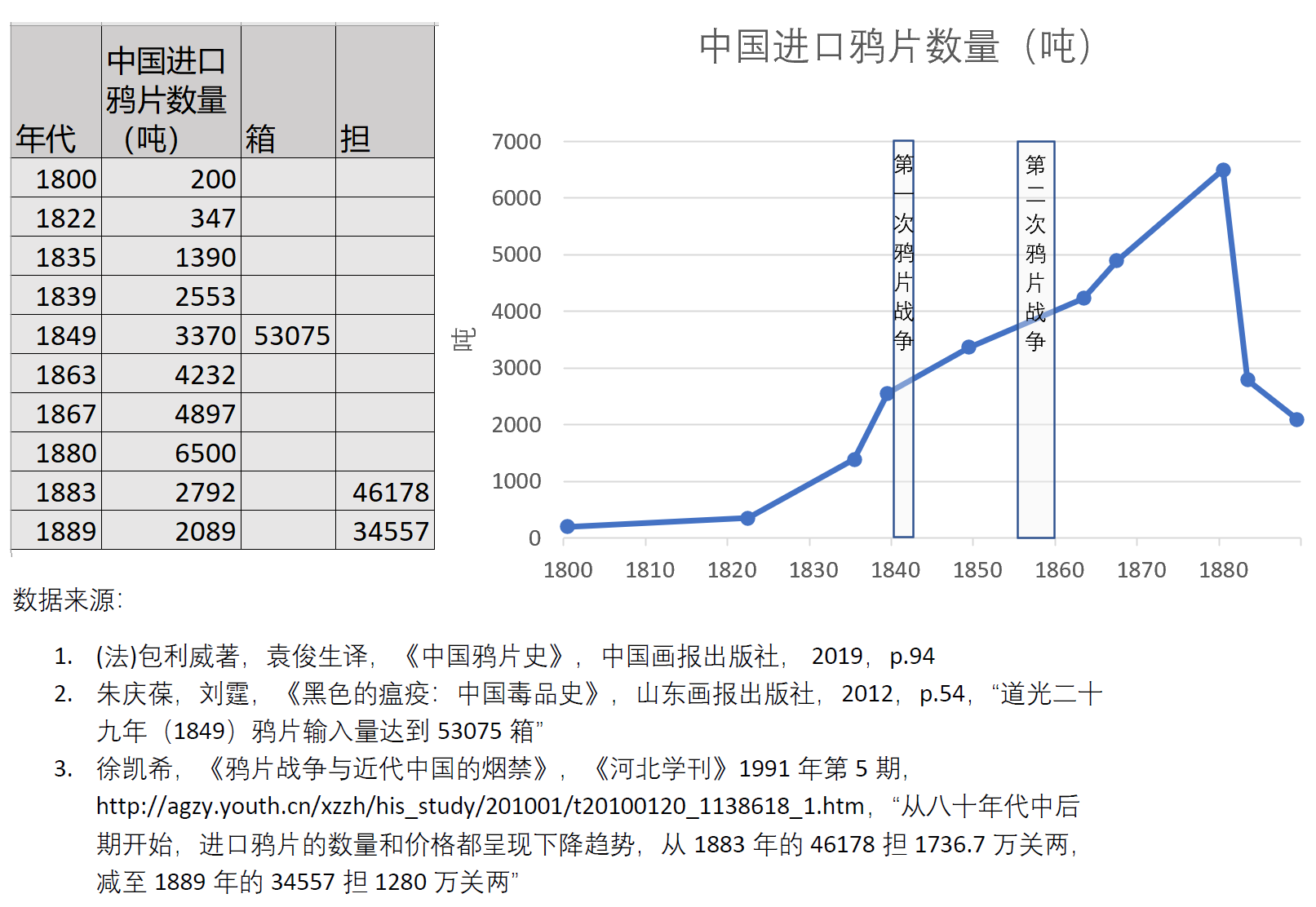
中国的鸦片进口数量

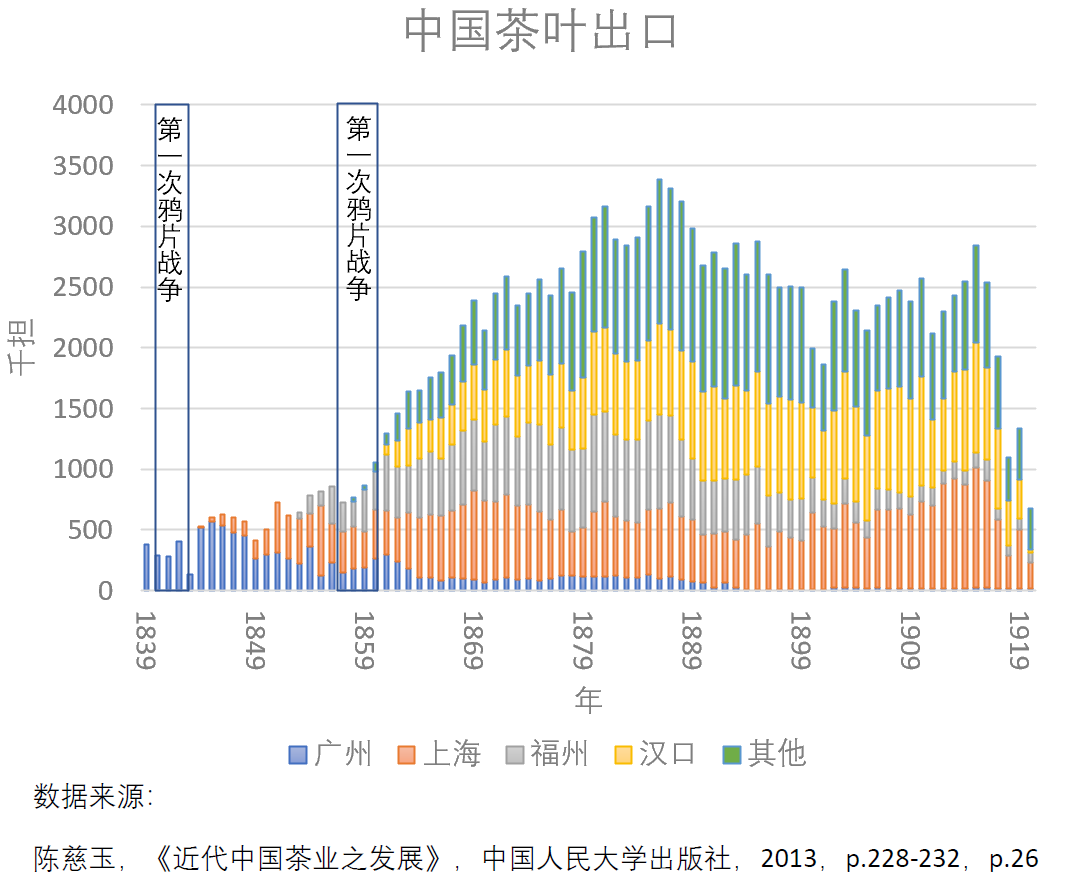
中国的茶叶出口数量在鸦片战争以后激增

作為這次戰爭的肇因，鴉片卻并沒有在《南京條約》中被提及，中英雙方不謀而合地避免提及鴉片的未來問題:89。戰後的鴉片進口，處於一種形式上仍然非法但實際上被中國默許的狀態，這很大程度上是來自清政府、地方官員與中國農民的利益考量。
1847年，時任陜西巡撫的林則徐曾在一封寫給江西撫州府文海的信中提到，可在內地種植罌粟，以國產鴉片抵消進口鴉片，自種自吸，遏制白銀外流：
鄙意亦以內地栽種罌粟於事無妨。所恨者內地之嗜洋煙而不嗜土煙，若內地果有一種黃蓉，勝於洋販，則孰不願買賤而食？無如知此味者，無不捨近圖遠，不能使為紹興之美酝瑚南之錠煙，內地自相流通，如人一身血脈貫注，何礙之有？
諷刺的是，林則徐的思想轉變，使得原本屬於“嚴禁派”的他，與戰前已經出現的“弛禁派”主張不謀而合。當中飽受批判的弛禁派官員許乃濟直到今日仍被作為愛國主義教育的反面典型。
國產鴉片的種植由於其極高的經濟效益，不僅為農民所喜愛，也成為地方政府緩解財政困難的不二選擇。早在戰前的1830年代，中國各省已經普遍種植罌粟，尤以雲南為甚。事實上，清政府通過「寓禁於征」的政策默許甚至鼓勵農民種植鴉片，徵收了巨額稅款。
此外，英法聯軍之役簽訂《天津條約》後，中英再於1858年簽署《通商章程善後條約：海關稅則》正式承認鴉片貿易合法化。在官心所向、民心所向之下，罌粟的種植逐漸從西南地區擴展至全國。
1867年，鴉片進口值達2230.4萬兩，但在1868年僅為1853.7萬兩，一年之内下降了近17%。到1879年，全國鴉片的自給率已經高達80.12%，幾乎所有印度鴉片都被趕出中國市場；三年後（1882年），中國鴉片完全實現了自給自足，甚至實現出口外銷。
吸食者規模方面，在1839年鴉片戰爭前夕，鴉片進口是每年2553噸:94，吸食人數約人口的1%。1880年代後期吸食人數估計為人口的10%，烟癮很大者估計3%-5%。

#### 民生經濟
第一次鸦片战争后，中國社會經濟開始重要變化:36。鸦片贸易泛滥，中国的公共财政和货币流通因为鸦片大量输入而陷于严重的破坏状态。由于西方资本在五口经营工业，这些工厂里诞生了中国最初的工人。英國把大批商品運來中國:37。中国自给自足之传统经济遭受冲击，對外國商品仍頑強抵抗:37。1840年代，外國商品雖然在中國滯銷，但在遭受外國商品衝擊最為嚴重之五口通商地區，传统經濟已开始解体:39。鸦片贸易所引起的金银外流，外国竞争对本国生产的破坏，国家行政机关的腐化，这一切就造成了两个后果：旧税捐更重更难负担，此外又加上新税捐。一般的人贫穷到达极点，各地破产的流民最终汇聚成太平天国。
與此同時，亦有不少沿岸華人因在戰爭時為英軍補給，故在戰爭完結後獲得優待，部分更因此而身世显赫:28:50-51。此外香港由於在是次戰爭後割讓給英國，宣布成為自由港，故為廣東一帶的人民提供了致富機會，不過由於最初營商環境不安全、廣東當局阻礙商人到香港貿易等因素，令當地貿易情況一直到太平天國起義，大量富商來港，才有了顯著改善:30-34,43。

#### 口岸貿易
《南京条约》改變了廣州一口通商的情況，开设广州、上海、福州、廈門、寧波五口通商，更加靠近茶葉的產地，關稅明確，灰色苛捐雜稅消失，這對茶葉貿易起到了很大的促進作用，總量從1839年的380千擔增加到1855年第二次鴉片戰爭前夕的818千擔，增加了115%。到1863年，茶葉出口為1945千擔，是1839年的5.12倍:228-232。茶葉出口的增加超過鴉片進口的增加，所以，到1850年代中葉，中國對英國的貿易就已經轉爲順差，這種狀況要持續到1880年代中葉，那時中國茶葉出口受到印度的競爭而減少，鴉片進口雖然也減少但棉布進口增加，中國對英國的貿易重新回到逆差:250。
上海的茶葉貿易量很快超過廣州，成爲中國最大城市:73。福州和第二次鴉片戰爭后開通的漢口也很快成爲茶葉出口的樞紐。廣州充斥著排外的情緒，對開放通商的條例想方設法進行阻礙，通商的功能相對下降，并且成爲第二次鴉片戰爭的一個誘因。

### 思想文化

#### 社會文化變革

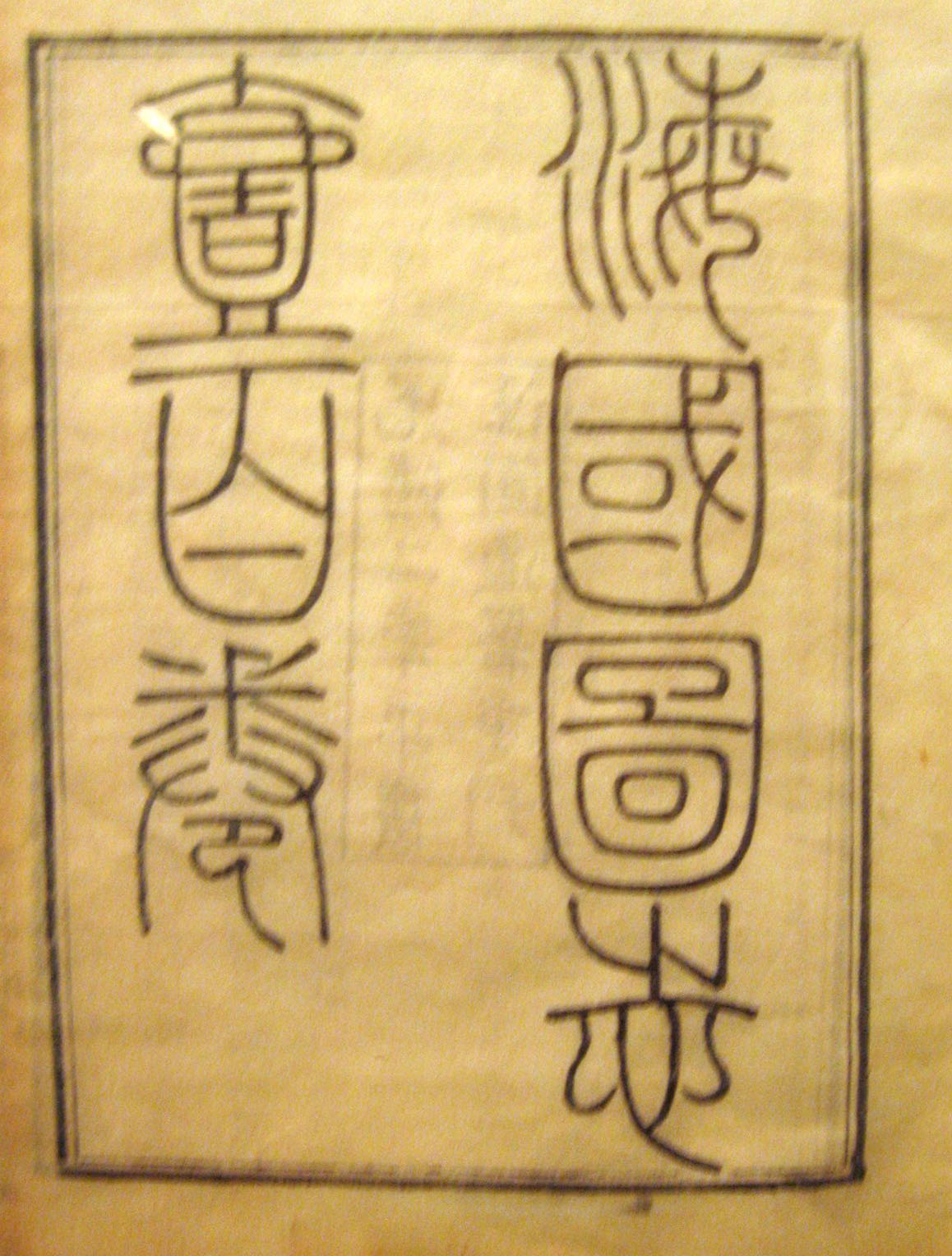
《海國圖志》

鴉片戰爭的失敗並沒有驚醒中國社會，當時許多中國人視之為一次偶然的歷史事件，未能認識到中國在軍事和政治上的落後:189。不過，西方列強的船堅炮利使得少數有識之士受到了極大的思想衝擊，開始意識到了社會和民族的危機。他們在倡導興利除弊、變革社會的同時，開始放眼觀察世界，尋求禦辱圖強之道。
史家蔣廷黻指出，林則徐是當時「覺悟的少數人」之一，但他怕清議的指摘，默而不言，不敢公開提倡:16-17。事實上，林則徐羈留廣東後，已了解到中國的軍器不如西洋，所以他竭力買外國的船和炮，同時派人翻譯外國刊物:17，例如英國人休·慕瑞所著《地理百科全書》譯成《四洲志》，未及出版。1841年7月，林則徐前往新疆伊犁戍邊前夕，他將書稿全部交給好友魏源，希望他編撰《海國圖志》，魏源接受囑託，蒐羅更多世界地理資料，於1843年1月刻印初版於揚州，又幾經擴編，補成一百卷，於1852年（咸豐二年）刊行於世:18。此後，林則徐被清廷謫戍伊犁，途中他曾向友人致私函，痛陳中國對自身槍炮落伍的事實置之不理，但林則徐卻請友人將他的這封信保密:18。
|                          | 是書何以作？曰：……為師夷長技以制夷而作。……夷之長技三：一戰艦，二火器，三養兵練兵之法。 |
| ——魏源《海國圖志》，1843 |                                                                                        |

《海國圖志》在中國和鄰國有著完全不同的命運。該書詳細敘述了世界各國的歷史政制、風土人情:18，主旨是開眼看世界、「師夷長技以制夷」——這些已是開風氣之先的改革思想，而如何造西洋炮和西洋船等近代軍事科技資料，但凡能蒐集到手，無不匯聚書中，但這一切都被中國人棄之如敝屣。事緣戰前，林則徐被士大夫視爲百戰百勝的「主剿」派官員，但他因琦善受英人賄賂而被革職和驅逐，故此士大夫認爲中國的失敗不是因爲中國古法不效，而是因爲「奸臣誤國」:16-17；在主導當時中國命運的傳統守舊勢力中，大多數傳統士大夫對這部著作和「師夷長技」的思想主張不予重視甚至予以否定，例如梁廷枏則將其斥為「失體孰甚」、「反求勝夷之道於夷也，古今無是理也」。
相反地，《海國圖志》:16-17於1851年流傳到日本，隨即在日本文化界掀起了刊印、訓解、評論該書的熱潮，數年間日本出版的《海國圖志》選本就已多達22種，令「幕末」時代的日本人大開眼界，通曉了世界各國的史地知識。這對於日本明治維新具有莫大的刺激:77。

#### 錯失改革良機
戰敗沒有促使清政府認識到自己的落後:189。1845年，俄國政府因清政府贈送藏文《大藏經》，回贈各類圖書355種共計800餘冊，另有天文、地理儀器和工具:581。但理藩院收到這批圖書後，僅譯出書名，便束之高閣:581。直到十三年後的1858年，日後的首位中國駐外使節郭嵩燾到北京，看到這些書大為感慨：「若能譯其書而為之備，必有以濟海疆之用者矣」:581。
在總結中國在鴉片戰爭的失敗時，近代中西學者有不同的解讀：
|                              | 鴉片戰爭的失敗的根本理由是我們的落伍。我們的軍器和軍隊是中古的軍隊，我們的政府是中古的政府，我們的人民，連士大夫階級在內，是中古的人民。我們雖拼命抵抗終歸失敗，那是自然的，逃不脫的。從民族的歷史看，鴉片戰爭的軍事失敗還不是民族致命傷。失敗以後還不明了失敗的理由力圖改革，那才是民族的致命傷。倘使同治光緒年間的改革移到道光咸豐年間，我們的近代化就要比日本早十年。遠東的近代史就要完全變更面目。可惜道光咸豐年間的人沒有領受軍事失敗的教訓，戰後與戰前完全一樣，麻木不仁，妄自尊大。直到咸豐末年英法聯軍攻進了北京，然後有少數人覺悟了，知道非學西洋不可。所以我們說，中華民族喪失了二十年的寶貴光陰。 |
| ——蔣廷黻《中國近代史》，1938 | |

|                              | 一個人口幾乎佔人類三分之一的大帝國，不顧時勢，安於現狀，人為地隔絕於世，並因此竭力以天朝盡善盡美的幻想自欺。這樣一個帝國注定最後要在一場殊死決鬥中被打垮。 |
| ——馬克思《鴉片貿易史》，1858 | |

## 文化遗产

### 中国大陆

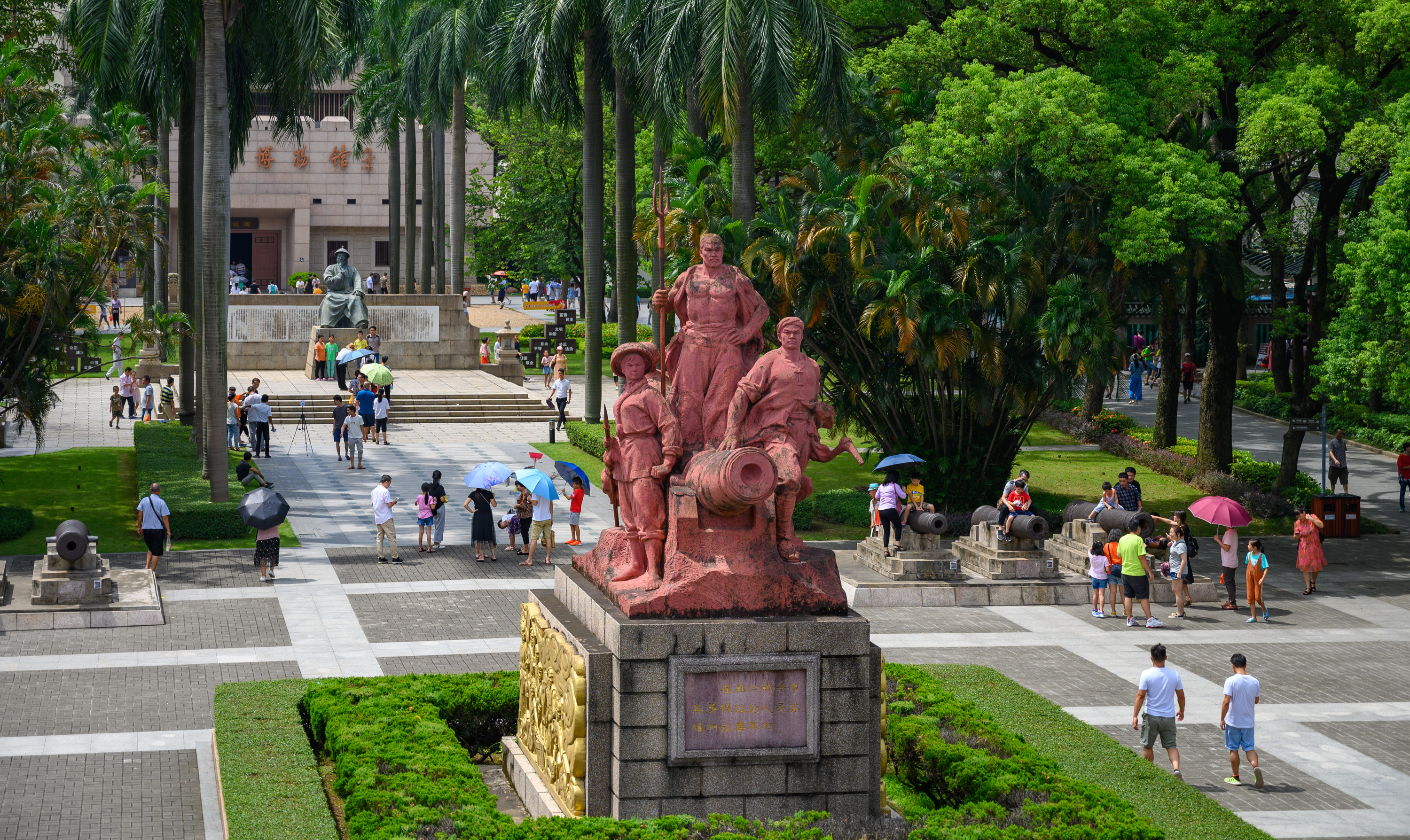
鸦片战争博物馆

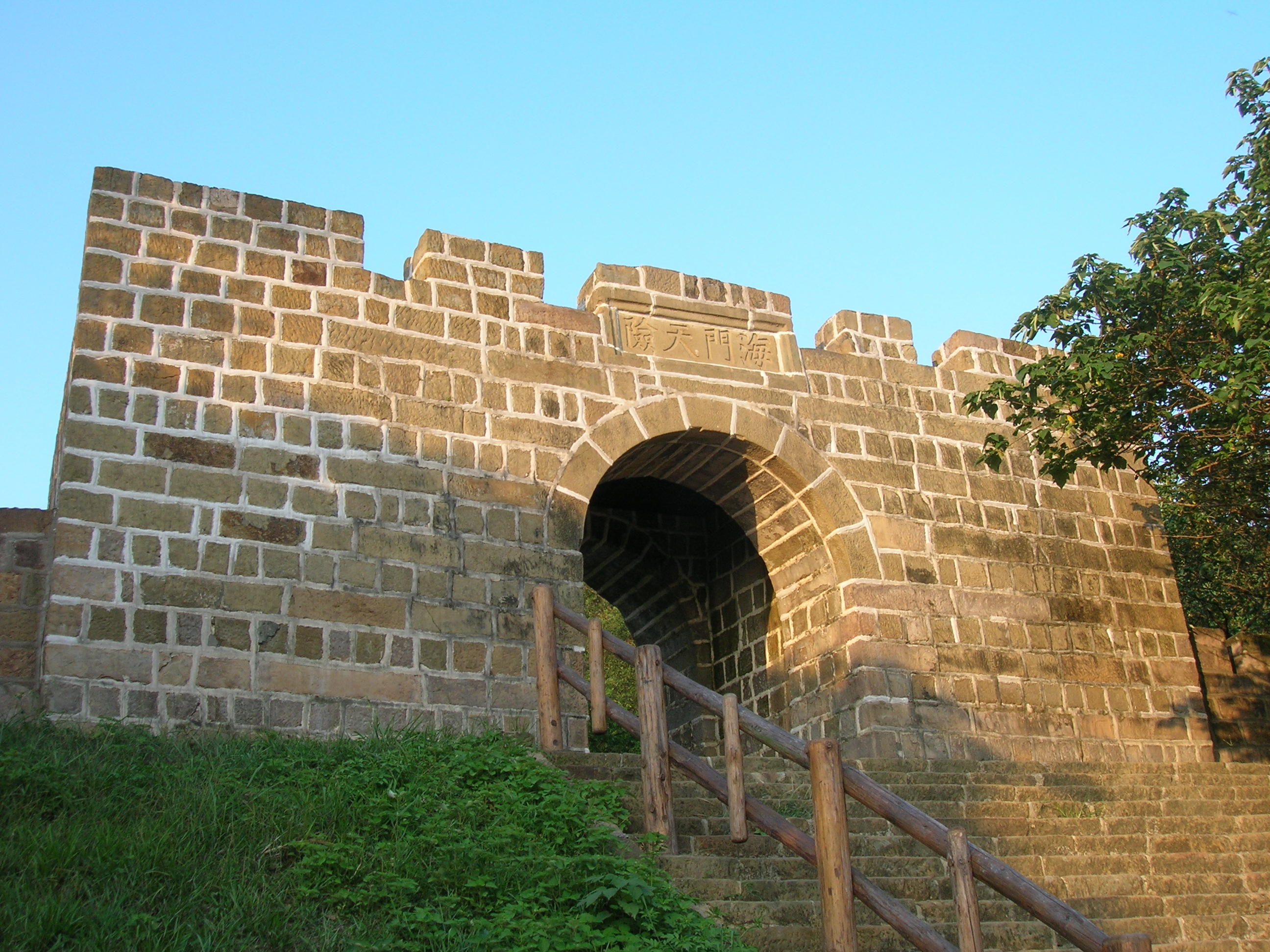
二沙灣砲台正门

- 鴉片戰爭博物館：位於廣東省東莞市虎門鎮口村南面的林則徐銷煙池舊址內，東依牛背脊山，西傍珠江口，1985年建立，總面積為20多萬平方米。管理虎門炮臺舊址──沙角炮臺、威遠炮臺、靖遠炮臺、鎮遠炮臺、南山炮臺、蛇頭灣炮臺、九宰炮臺、廣東水師提督署寨墻等戰爭遺跡，全國重點文物保護單位。[193]
- 林則徐銷煙池：廣東省全國重點文物保护单位，位於東莞太平鎮口的兩個水池，為銷毀鴉片而建，後於1957年重建。[194]
- 胡里山砲臺：福建省全國重點文物保护单位，位於廈門島東南端，清道光21年（1841年），閩浙總督顏伯燾在白石頭至沙坡尾一帶，建了一條全長1667米，高3.3米，厚2.6米的花崗岩石壁，並安裝100門火炮，稱為「石壁砲台」，英國人稱為「長列炮台」，鴉片戰爭期間被英軍攻陷炮台被毀。現存砲台是清朝洋務運動時期建造，光緒20-22年（1894-1896年）興建完成。炮台結構為半地堡半城垣式，兼具歐洲和明清的建築風格，總面積7萬多平方米。胡里山炮台三面環海，向東可支援距離約4500米的白石炮台，南面與漳州龍海嶼「仔尾砲台」隔海相對，向西協助距離5000米的「磐石砲台」。位于虎门大桥下的威远炮台遗址

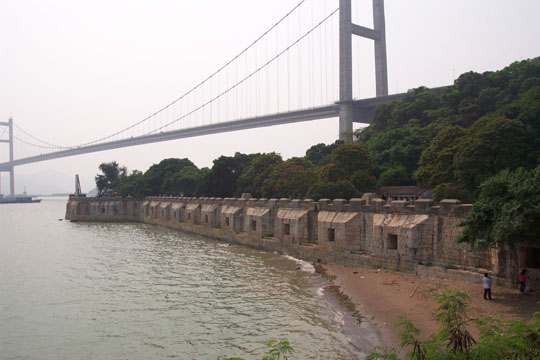
位于虎门大桥下的威远炮台遗址

- 鎮海口海防遺址：浙江省全國重點文物保护单位，位於寧波市鎮海區和北侖區，分為甬江口南、北兩處。甬江北岸（鎮海區）包括：威遠城、招寶山明清碑刻、月城、安遠炮台、吳公紀功碑亭、俞大猷生祠碑記、泮池（裕謙殉難處）、吳傑故居；甬江南岸（北侖區）包括：戚家山營壘、金雞山瞭台、靖遠、平遠、宏遠、鎮遠砲臺。[195]
- 乍浦炮台：浙江省全國重點文物保护单位，位于平湖市乍浦镇。其中天妃宫炮台位于汤山公园南端，建于道光二十一年（1841）。南湾炮台位于九龙山，建于光绪二十年（1894）[196]。
- 焦山炮台遺址：江蘇省文物保護單位，位於鎮江市潤州區，焦山係「京口三山」名勝之一，位於於揚子江心，與對岸象山夾江對峙，山高71米，周長2000餘公尺，因東漢焦光隱居而得名，清道光二十二年（1842）七月，英軍侵入長江遭到副都統海齡率領鎮守焦山的青州兵抵抗。[197]
- 鴉片戰爭戰爭遺址公園：位於浙江省舟山市定海城西，佔地12公頃，1997年6月建成，鴉片戰爭遺址，浙江省愛國主義教育基地。1840年7月5日英軍炮轟定海城，園內建有舟山鴉片戰爭紀念館、“三總兵”（定海鎮總兵葛雲飛、壽春鎮總兵王錫朋、處州鎮總兵鄭國鴻）紀念廣場、百將題碑、傲骨亭、三忠祠、英陣亡將士墓群。三忠祠为浙江省文物保护单位。[198]
- 吳淞砲台遗址：位於上海市寶山區吴淞街道海江新村居委会塘后支路27号内，1842年6月，英軍進犯吳淞口，江南水师提督陳化成在吳淞西砲台抵抗。现存残丘一方，长11.8米，宽9.8米，高2.85米。1992年6月1日，被公布为上海市纪念地点。2014年4月4日，被调整为上海市文物保护单位。[199]现临江公园存有當年使用的「平夷靖寇將軍」複合金屬大砲。[200]

### 臺灣
二沙灣砲台、四草砲台、安平小砲台皆是在此戰爭期間由清軍所建，大武崙砲台亦是，但現址為日軍為防禦美軍所改建。

### 英國
大英帝國對於參戰的海軍與陸軍人員授與中國戰爭勳章。

### 注脚
1. ↑  张莉.  (硕士论文). 东北师范大学. 2008年  [2014-12-19]. （原始内容存档于2014-12-19）.
2. ↑  The Chinese Repository, vol. 12, p. 248.
3. ↑  Bate 1952, p. 174.
4. 1 2 3 4 5 6 7 8 9 10 11 12 13 14 15 16 17 18 19 20 21 22 23 24 25 26 27 28 29 30 31 32 33 34 35 36 37 38 39 40 41 42 43 44 45 46 47 48 49 50 51 52 53 54 55 56 57 58 59 60 61 62 63 64 65 66 67 68 69 70 71 72 73 74 75 76 77 78 79 80 81 82 83 84 85 86 87 88 89 90 91 92 93 94 95 96 97 98 99 100 101 102 103 104 105 106 107 108 109 110 111 112 113 114 115 116 117 118 119 120 121  郭廷以. . 香港: 香港中文大學出版社. 1979  [2023-05-02]. ISBN 9789629967130. （原始内容存档于2023-05-04）.
5. ↑  林啓彥. . 香港: 中文大學出版社. 2003: 52. ISBN 9629960796.
6. ↑  Xavier Paulès. . China Perspectives （英语）. 已忽略未知参数|translater= (帮助)
7. ↑  . The National Archives （英国英语）.
8. 1 2 3 4 5 6 7 8 9 10 11 12 13 14 15 16  《中國近代史》編寫小組. . 北京: 中華書局. 1977.
9. 1 2  蔣廷黻; 蔡登山. . 獨立作家－新銳文創. 2017-10-01. ISBN 9869525148.
10. ↑  . 新华网. 2018-05-17  [2023-11-29]. （原始内容存档于2021-12-01）.
11. ↑  . 時代華文書局. 2017年10月1日: 21.
12. 1 2 3 4 5 6 7 8 9 10 11 12 13 14 15 16 17 18 19 20 21 22 23 24  蔣廷黻.  第一版. 香港: 商務印書館. 2013. ISBN 9789620744815.
13. 1 2 3 4 5  . . 2020.[來源可靠？]
14. 1 2  王建秋. . 王建秋. 1965.
15. 1 2 3 4 5 6 7 8 9 10 11 12 13 14 15 16 17 18 19 20 21 22 23 24 25 26 27 28 29 30 31 32 33 34 35 36 37 38 39 40 41 42 43 44 45 46 47 48 49 50 51 52 53 54 55 56 57 58 59 60 61 62 63 64 65 66 67  徐中約.  第1卷. 由計秋楓; 朱慶葆翻译. 茅家琦、錢乘旦校 重印. 香港中文大學出版社. 2001. ISBN 9622019870.
16. 1 2 3  傅樂成.  下冊. 大中國圖書公司. 1982-10.
17. ↑  《皇明經世文編》卷之四百
18. ↑  《清圣祖实录》卷一一七，第10页
19. ↑  刘军. . 财经问题研究. 2012, (11): 21–30  [2023-08-30]. （原始内容存档于2018-08-25）.
20. ↑  《清實錄·高宗純皇帝實錄·卷之五百五十·乾隆二十二年十一月上·10日 （页面存档备份，存于）》，諭軍機大臣等：…而明岁赴浙之船。必当严行禁绝……洋船聚集之所将来只许在广东收泊交易不得再赴宁波如或再来必令原船返棹至广。不准入浙江海口。豫令粤关传谕该商等知悉……令行文该国番商、遍谕番商。嗣后口岸定于广东。不得再赴浙省。
21. ↑  中国社会科学院近代史硏究所. 张海鹏 , 编.  第1卷. 成都: 四川人民出版社. 1999: 522. ISBN 9787220046674.
22. 1 2  黄启臣. . 21世纪经济报道. 2005-12-25  [2014-12-01]. （原始内容存档于2014-11-29） –新浪財經網 （中文（中国大陆））.
23. ↑  羅雲. . 臺北市: 祥雲出版社. 2007-08-15.
24. ↑  王新龙. . 青苹果数据中心. 2013-11-20: 353.[來源可靠？]
25. ↑  侯毅. . 中國社會科學院國外中國學研究中心. 2009-11-16  [2018-10-10]. （原始内容存档于2018-10-10）.
26. ↑  James R. Fichter. . Harvard University Press. 2010-05-31: 63頁. ISBN 978-0-674-05057-0.
27. ↑  Frederic Wakeman, Jr.  (PDF). East Asian History. 2004年12月, (28): 27—34頁  [2018-10-10]. （原始内容存档 (PDF)于2016-03-03）.
28. 1 2  費成康. .  [《澳門四百年》]. 上海人民出版社. 1996  [2018-10-10]. ISBN 978-7806182666. （原始内容存档于2018-10-10） （英语）.
29. ↑  Wensheng Wang. . Harvard University Press. 2014-01-06: 241–245. ISBN 978-0-674-72661-1.
30. 1 2  郭廷以. . 台北: 聯經. 1987. ISBN 9789570803297.
31. 1 2 3  王垂芳.  第1版. 上海: 上海社会科学出版社. 2007. ISBN 7807450509.
32. ↑  . 星島日報. 2024-05-15  [2025-06-13] （中文）.
33. 1 2 3  中共中央馬克思恩格斯列寧斯大林著作編譯局 (编).  第2版. 北京: 人民出版社. 1993. ISBN 978-7-01-001209-4.
34. ↑  中國社會科學院. 近代史硏究所. . 中國社會科學出版社. 1998.
35. 1 2 3  禤浩榮.  初版. 香港. 2011-10-01. ISBN 9889949164.
36. ↑  嚴中平. . 中國社會科學出版社. 1995. ISBN 9787500483175.
37. 1 2 3  郭成康, 張豈之, 王天有, 成崇德.  初版. 臺北市: 五南圖書出版. 2002. ISBN 9571128694.
38. 1 2 3 4 5 6  王宏斌. . 近代中國網. 2019-01-11  [2025-07-01] （中文（简体））.
39. ↑  . 澎湃新聞. 2020-06-03  [2025-06-29].
40. ↑  Humans, IARC Working Group on the Identification of Carcinogenic Hazards to. . Centre international de recherche sur le cancer, Organisation mondiale de la santé  (编). . Lyon, France: International Agency for Research on Cancer, World Health Organization. 2021  [2025-06-29]. ISBN 978-9283201939 （英语）. |author1=和|last1=只需其一 (帮助)
41. 1 2 3 4  D. Spence, Jonathan; D. Spence, Jonathan; 夏俊霞等 译.  (PDF). 上海: 上海远东出版社. 2005. ISBN 7806617272.
42. ↑  费正清. . 中国社会科学出版社. ISBN 9787500407669.
43. ↑  上田信. . 由葉韋利翻译 初版. 新北市: 臺灣商務印書館. 2019-01-01. ISBN 9570530774.
44. ↑  Peyrefitte, Alain. . Knopf Doubleday Publishing Group. 2013年5月21日: 520.
45. ↑  Michael Greenberg. . Cambridge University Press. 1951: 118. ISBN 978-0-521-07916-7.（英文）
46. 1 2 3 4  梁廷𣏵.  . 维基文库 （中文）.
47. ↑  Murphey, Rhoads. . HarperCollins. 1992年5月2日: 第242頁. ISBN 9780060446635. 中譯本罗兹·墨菲. . 由黄磷翻译 第四版. 海南出版社/三环出版社. 2004年10月: 369–371，452–453. ISBN 7-80700-092-9.
48. ↑  Dennett, Tyler. . Macmillan. 1922年5月2日: 第73頁. 中譯本泰勒·丹涅特. . 由姚曾廙翻译. 商务印书馆. 1959: 103–104. OCLC 301747065.
49. 1 2  Tan, Chung. . Durham, N.C.: Carolina Academic Press. 1978. ISBN 9780890890868.
50. ↑  宋念申.  初版. 新北市: 聯經出版. 2019-10-25: 202. ISBN 9570854006.
51. 1 2 3 4 5 6 7 8 9 10 11 12 13 14 15 16 17 18 19 20 21 22 23 24 25 26 27 28 29 30 31 32 33 34 35 36 37 38 39 40 41 42 43 44 45 46 47 48 49 50 51 52 53 54 55 56 57 58 59 60 61 62 63 64 65 66 67 68 69 70 71 72 73 74 75 76 77 78 79 80 81 82 83 84 85 86 87 88 89 90 91 92 93 94 95 96 97 98 99 100 101 102 103 104 105 106 107 108 109 110 111 112 113 114 115 116 117 118 119 120 121 122 123 124 125 126 127 128 129 130 131 132 133 134 135 136 137 138 139 140 141 142 143 144 145 146 147  茅海建. . 生活・讀書・新知三联书店. 1995年. ISBN 7108007576.
52. ↑  Bingham, J. Elliot.  2. 1843.
53. ↑  Po, Ronald C. . Cambridge Oceanic Histories. Cambridge University Press. 2018: 80. ISBN 978-1108424615.
54. 1 2 3 4 5
55. ↑  駱昭東. . 臺灣商務. 2018-10-01: 221. ISBN 9789570531718.
56. ↑  北京师范大学历史系中国近代史组. . 中华书局. 1977.
57. ↑  Bard, Solomon. . Journal of the Hong Kong Branch of the Royal Asiatic Society. 2000, 40: 12. ISSN 0085-5774. JSTOR 23895257.
58. ↑  樊美平; 王喜云. . 央视网.   [2025-07-01].
59. ↑  王曾才. . 經世書局. 1988.
60. ↑  . . 2020.
61. 1 2 3 4 5 6 7 8 9 10 11 12 13 14 15 16 17 18 19 20  徐中約.  第1卷. 由計秋楓; 朱慶葆翻译. 茅家琦、錢乘旦校 重印. 香港中文大學出版社. 2001. ISBN 9622019870.
62. 1 2 3 4  芦笛.  再版. 2020-07-06.
63. 1 2 3 4 5 6 7 8 9 10 11 12 13 14  郭廷以. . 香港: 中文大學出版社. 1979.
64. ↑  房德邻. . 中国社会科学院近代史研究所.   [2025-06-13] （英语）.
65. ↑  朱庆葆. . 中国政法大学法律史学研究院.   [2025-07-05].
66. ↑  《清史稿》卷三百六十六
67. ↑  John King Fairbank. 中国社会科学院. 历史硏究所. 编译室 , 编.  第1版. 北京: 中国社会科学出版社. 1985. ISBN 7500407661.
68. 1 2  蔣廷黻.  第一版. 香港: 商務印書館. ISBN 9789620744815.
69. ↑  王方中. . 北京出版社. 1982.
70. 1 2 3  郭成康, 張豈之, 王天有, 成崇德.  初版. 臺北市: 五南圖書出版. 2002. ISBN 9571128694.
71. 1 2 3  蔣廷黻; 蔡登山. . 獨立作家－新銳文創. 2017-10-01. ISBN 9869525148.
72. ↑  《籌辦夷務始末 （页面存档备份，存于）》卷一，道光朝，第12－16頁
73. 1 2 3 4 5 6 7
74. ↑  《籌辦夷務始末 （页面存档备份，存于）》卷一，道光朝，第12－16頁
75. ↑  《黃爵滋奏疏許乃濟奏議合刊》，刊黃爵滋：《籌辦夷務始末卷二 （页面存档备份，存于）》
76. ↑  楊二十四. . 崧燁文化出版. 2020-09-17: 133. ISBN 9865164809.
77. ↑  朔方见闻. . 澎湃新聞. 2024-12-12  [2025-06-11].
78. 1 2 3  《晚清巨人傳·林則徐》 薛桂芬著 徐立亭編 哈爾濱出版社 ISBN 7-80557-894-X
79. ↑  《悲劇英雄·林則徐》 胡鼎宗著 新潮社 ISBN 9-789578-374034
80. 1 2  《林則徐——中國近代化的先驅》 張素玢著 周鳳五編 幼獅文化事業公司 ISBN 957-530-008-4
81. ↑  [78][79][80]
82. ↑  《林則徐全集》海峽文藝出版社（ISBN：9787806407011），第9冊日記卷，戊戌日記（道光十八年）。
83. ↑  茅海建. . 生活・讀書・新知三联书店. 1995年. ISBN 7108007576.
84. 1 2 3  . Www.ebaomonthly.com.   [2014年12月1日]. （原始内容存档于2007-12-22） （中文）.
85. ↑  Hutchinson, Hannah. . BSU Honors Program Theses and Projects. 2020-05-14: 48–50  [2025-06-12].
86. ↑  . Policy Navigator.   [2025-06-12] （英语）.
87. ↑  .   [2006-12-20]. （原始内容存档于2007-01-08）.
88. ↑  .   [2016-05-18]. （原始内容存档于2008-09-06）.
89. ↑  .   [2006-12-20]. （原始内容存档于2007-09-27）.
90. ↑  [87][88][89]
91. ↑  林則徐著，《英吉利等國煙販躉船盡數呈缴折》·《林則徐集·奏稿》
92. ↑  . 中华法治文明虚拟博物馆.   [2025-06-12].
93. ↑  Lane J. Harris. . BRILL. 2018-02-08: 74  [2018-10-11]. ISBN 978-90-04-36100-3. （原始内容存档于2019-03-01）.
94. ↑  牟安世. . 上海: 上海人民出版社. 1982: 第124頁. NLC 000308867.
95. ↑  卫三畏：《中国总论》第2卷，第504-505页
96. ↑  游博清; 黃一農.  (PDF). 中央硏究院近代史硏究所集刊 (中央研究院近代史研究所). 2010年9月, (第69期): 31 [民國99年9月]  [2023-05-02]. （原始内容存档 (PDF)于2023-05-05）. 简明摘要.
97. ↑  魏源. 姚薇元 , 编. . 人民出版社. 1984: 第38頁.
98. ↑  英國國會會議記錄，1840年4月29日 （页面存档备份，存于）。原文為: “the opinion of the law officers of the Crown was taken that, as the matter was not quite clear as to whether Captain Elliot could sentence these persons to imprisonment in England...”
99. ↑  Hanes, William Travis; Sanello, Frank. . Sourcebooks. 2002年8月31日: 第62頁. ISBN 9781402201493。中譯本William Travis Hanes; Frank Sanello. . 三联书店. 2005: 第70頁. ISBN 7108022915.
100. 1 2  關俊雄. . 《澳門研究》. 2020年, (第4期總第97期): 第97–114頁  [2023-09-18]. （原始内容存档于2023-04-03）.
101. 1 2 3 4 5 6 7 8 9 10 11 12 13  陳恭祿.  第1版. 香港: 香港中和出版. 2017-07-13. ISBN 9888466186.
102. ↑  Bruce A. Elleman. . Routledge. 2001: 18–20. ISBN 978-0-415-21474-2.
103. ↑  Glenn Melancon. . Ashgate. 2003: 126.
104. ↑  Chen, Li. . Columbia University Press. 2016-01-12: 228. ISBN 9780231540216 （英语）.
105. ↑  《英國藍皮書》，《鴉片戰爭》第2冊，第634頁
106. ↑  严中平辑译：《英国鸦片贩子策划战争的幕后活动》，《近代史资料》1958年第4期第64页
107. ↑  《英國資產階級紡織利益集團與兩次鴉片戰爭史料》，《鴉片戰爭史論文專集》，第49頁
108. ↑  1839年11月4日《巴麦尊致海军部》，见《近代史资料》1958年第4期
109. 1 2 3  Morse, Hosea Ballou. . . Longmans, Green, and Company. 1910年5月2日: 626–630.
110. ↑  . api.parliament.uk.   [2023-05-02]. （原始内容存档于2023-05-05）.
111. ↑  有些人(甚至包括歷史學家)都誤以為英國國會在1840年4月9日以9票之差通過動議對華開戰 （页面存档备份，存于）。其實動議由James Graham提出。為準確了解該動議，特從1840年4月7日英國國會會議記錄(Hansard) （页面存档备份，存于）中擇錄原文如下: "The right hon. Baronet concluded with moving that— It appears to this House, on consideration of the papers relating to China, presented to this House, by command of her Majesty, that the interruption in our commercial and friendly intercourse with that country, and the hostilities which have since taken place, are mainly to be attributed to the want of foresight and precaution on the part of her Majesty's present advisers, in respect to our relations with China, and especially to their neglect to furnish the superintendent at Canton with powers and instructions calculated to provide against the growing evils connected with the contraband traffic in opium, and adapted to the novel and difficult situation in which the superintendent was placed."
112. ↑  The Opium War, 1840–1842 , Peter Ward Fay, The University of North Carolina Press, (1975)  p.202
113. ↑  該動議由Earl Stanhope 提出。會議記錄 （页面存档备份，存于）中的原文如下: "That an humble address be presented to her Majesty, to express to her Majesty the deep concern of this House in learning that an interruption has occurred in the friendly relations and commercial intercourse which had so long subsisted with the Chinese empire; and to represent to her Majesty that these calamities have, in the opinion of this House, been occasioned by British subjects having persevered in taking opium to China, in direct and known violation of the laws of that empire; and to request that her Majesty will be graciously pleased to take immediate measures for the prevention of such proceedings, which are so dishonourable to the character, and so detrimental to the interests of her subjects; and to assure her Majesty, that if any additional powers should be found requisite for the purpose, this House will readily concur in granting them to her Majesty."
114. ↑  英國國會會議記錄，1840年5月12日及7月27日 （页面存档备份，存于）
115. ↑  中央研究院近代史研究.  初版. 臺北市: 中央研究院近代史研究所. 2015. ISBN 9860458014.
116. ↑  《籌辦夷務始末》道光朝 卷之八
117. ↑  军事科学院. 《中国近代战争史》 . 军事科学出版社. 1984
118. ↑  曲庆玲. . 军事历史研究. 2012, 26 (1): 61–67  [2012-10-31]. ISSN 1009-3451. CNKI JLSY201201011. NCPSSD 41552581. （原始内容存档于2014-12-22）.
119. ↑  杨金森. . 海洋出版社. 2005-10-01. ISBN 7502764119.
120. 1 2 3 4 5 6 7 8 9 10 11  . 香港: 政府新聞處. 1998  [2006-12-16]. （原始内容存档于2017-05-25）.
121. ↑  .   [2023-11-28]. （原始内容存档于2021-09-23）.
122. ↑  《大清宣宗成皇帝实录》，卷三百三十六
123. ↑  此處引用《籌辦夷務始末（八）》第30頁。此文收於Hosea Ballou Morse. .  第1卷. 上海書店出版社. 2006年: 第680頁但文字小異。英文見Lord Palmerston to the Minister of the Emperor of China。英文原文並無「昭雪」之意，而是中譯時譯者加入。
124. ↑  芍唐居士撰、王之春編：《防海纪略》卷二，1871年
125. ↑  佐佐木正哉. . 东京. 1964: 29.
126. 1 2  宾汉. . 中國史學會  (编). . 《中國近代史資料叢刊》第一種 卷二. 上海: 神州國光社. : 97. 英文原文見 2 title=Narrative of the Expedition to China https://books.google.com/books?id=8TGwqgOCFR0C&pg=PA15 title=Narrative of the Expedition to China 请检查|url=值 (帮助). : 15–22頁. 缺少或|title=为空 (帮助)
127. ↑  《筹办夷物始末》.道光朝.第二册.第817-821页.
128. ↑  林则徐：《家信》
129. ↑  Bernard, William Dallas; Hall, Sir William Hutcheon.  I. Colburn. 1844年4月2日: 127.
130. ↑  宁波文化网. .   [2014-12-24]. （原始内容存档于2014-12-22）.
131. ↑  《廷寄二》.《筹办夷务始末（道光朝）》（二）.第806页
132. ↑  《大清宣宗成皇帝实录》卷一五九
133. ↑  《上谕二》.《筹办夷务始末（道光朝）》（二）
134. 1 2  广东省文史硏究馆 (编). . 中华书局. 1978: 第72页.
135. ↑  宾汉：《英军在华作战记》。英文原文見 2. : 95頁.
136. ↑  胡述兆. . . 台灣: 漢美出版社. 1995-01-01. ISBN 9789579005777 （中文（繁體））.
137. ↑  . 中國文化研究院.   [2014-12-01]. （原始内容存档于2015-09-23） （中文）.
138. ↑  军事科学院《中国近代战争史》编写组. .  第1卷 重印. 军事科学出版社. 1984年: 第42頁.
139. 1 2 3 4  章瑄文.  (硕士论文). 新竹: 國立清華大學·歷史研究所. 2007年. hdl:11296/39hzc4 –臺灣博碩士論文知識加值系統 （中文（繁體））.
140. 1 2 3  Lambert van der Aalsvoort. 王志宏 , 编. . 由林金源翻译 初版. 臺北市: 經典雜誌. 2002年. ISBN 9868030420.
141. ↑  . The Chinese Repository. Vol. XI. 1842: 第684頁.
142. ↑  . The Chinese Repository. Vol. XII. 1843: 第114頁.
143. ↑  中國第一歷史檔案館 (编).  第5冊. 天津古籍出版社. 1987年: 第262頁
144. ↑  贝青乔. 《咄咄吟》
145. ↑  杨泰亨《光绪慈溪县志》
146. ↑  朗顿·班觉; 朗顿·罗布次仁. . 《中国西藏》. 2004年, (第六期)  [2023-08-21]. （原始内容存档于2023-08-21） –中国西藏网.
147. ↑  中國近代史資料叢刊：《鸦片战争》第3冊，北京：中國史學會，1954年，第194頁
148. ↑  贝青乔.《咄咄吟》
149. ↑  史仲文.  083卷. 中国书籍出版社. ISBN 9787506823616.
150. ↑  羽离子. . 《南通师范学院学报(哲学社会科学版)》. 2001年, (3): 92-94. ISSN 1003-7489. CNKI NTSX200103022. NCPSSD 5455610.
151. ↑  乍浦保卫战170周年记  （页面存档备份，存于） 来源：平湖文摘 2014年7月29日
152. ↑  《清史稿·卷四百九十四·列传·二百八十一》
153. ↑  夏燮：《中西纪事》卷24，海畺殉难记
154. ↑  . Online Collection | National Army Museum. London.   [2021-08-30]. （原始内容存档于2021-07-21）.
155. ↑  中國第一歷史檔案館 (编).  第5冊. 天津古籍出版社. 1987年: 第283-284頁
156. ↑  袁翼：《江南提督陈忠愍公殉节略》
157. ↑  朱士雲. . 齐思学  (编). . 中国近代史资料丛刊. 上海书店. 2000-06-01  [2023-08-31]. ISBN 7806228004. （原始内容存档于2023-08-31）.
158. ↑  《清史稿·卷三百七十二·列传一百五十九·海齡》
159. ↑  柏纳德. . 上海社会科学院历史研究所  (编). . 上海人民出版社. 1958年. OCLC 23817931. 引自William Dallas Bernard. Narrative of the Voyages and Services of the Nemesis, from 1840 to 1843, Volume II，第403頁，載於Google圖書
160. ↑  . 中國近代史資料叢刊. 北京: 中國史學會. 1954年: 第105页.
161. ↑  利洛. . 上海社会科学院历史研究所  (编). . 上海人民出版社. 1964年: 164. 譯自Granville G. Loch: The Closing Events of the Campaign in China: The Operations in the Yang-tze-kiang and Treaty of Nanking，第110頁，載於Google圖書："but when excitement subsides with victory, and the individual circumstances are recalled to mind which led to the result, a heart would be hardly human that could feel unaffected by the retrospection. But the hardest heart of the oldest man who ever lived a life of rapine and slaughter could not have gazed on this scene woe unmoved."
162. ↑  《廷寄》.《筹办夷务始末（道光朝）》（四）.第2133页
163. ↑  《筹办夷务始末》卷58 道光朝
164. ↑  . 中国历史专题网.   [2008-08-31]. （原始内容存档于2008-04-24）.
165. ↑  《南京條約》第三條：「因大英商船遠路涉洋，往往有損壞須修補者，自應給予沿海一處，以便修船及存守所用物料。今大皇帝准將香港一島給予大英帝國主暨嗣後世襲主位者常遠據守主掌，任便立法治理。」
166. ↑  國務院港澳事務辦公室香港社會文化司編著. . 北京: 中共中央黨校出版社. 1997.
167. ↑  揚州所付50萬元照扣，廣州贖城費600萬元不在其內，實際為2700萬元。
168. ↑  . 镇江网.   [2008-10-24]. （原始内容存档于2014-07-14）.
169. 1 2 3  禤浩榮. . 2011: 300. ISBN 9789889949167.
170. ↑  . 世界历史. 2000, (5)  [2024-08-16]. （原始内容存档于2024-08-16）.
171. 1 2 3 4 5 6  仲伟民. . 文史哲. 2009, (5)  [2025-04-05].
172. 1 2 3  雪珥. . 中国新闻网.   [2025-04-05].
173. ↑  王宏斌. . 世界历史. 2010, (3): 78–91+160. ISSN 1002-011X. CNKI HIST201003008. NCPSSD 34316890.
174. ↑  (法）包利威. . 由袁俊生翻译. 中國畫報出版社. 2019. ISBN 9787514616965.
175. 1 2  費正清. . . 中國社會科學出版社. 1985. ISBN 9787500407669. 1838年，林則徐堅持說，用洋藥者至少佔中國人口的1%。（史景迁）經過認真的研究，認爲吸烟人佔總人口10%是19世紀80年代後期的合理數字，也許3%-5%的人烟癮很大。
176. ↑  《马克思恩格斯全集》第12卷，第605页 （页面存档备份，存于）
177. ↑  《刘韵珂致伊耆牛大人书稿》，《鸦片战争》（3），第362页
178. ↑  牟安世《鸦片战争》 上海人民出版社 1980年 第408页；《中国革命和中国共产党》，《毛泽东选集第二卷》第621页
179. ↑  欧阳昱：《见闻琐录》，见李文治：《中国近代农业史资料》第1辑，第554-555页
180. ↑  马克思《中国革命和欧洲革命》，见《马克思恩格斯选集》第二卷，第3页
181. ↑  Brine, Lindesay. . John Murray. 1862年8月30日: 第8页.
182. 1 2  高馬可. . 由林立偉翻译. 中華書局. 2013. ISBN 9789888263202.
183. ↑  徐承恩. . 紅出版. 2014. ISBN 9789888270279.
184. 1 2  陳慈玉. . 中國人民大學出版社. 2013. ISBN 9787300169002.
185. ↑  樂正.  (PDF). 二十一世纪. No. 24 (香港: 香港中文大学). 1994-06  [2021-09-12]. （原始内容存档 (PDF)于2022-06-17）.
186. ↑  . 台北南天書局. : 280.
187. 1 2 3 4  吴小玮. . 华东师范大学学报（教育科学版）: 90–96. 2009-06-30  [2022-05-12]. doi:10.16382/j.cnki.1000-5560.2009.02.002.
188. 1 2 3 4  张建伟. . 中国青年报. 2005-05-25  [2023-04-04]. （原始内容存档于2023-04-04）.
189. 1 2 3  茅海建.  第1版. 北京: 生活・讀書・新知三联书店. 1995: 581. ISBN 7108007576.
190. ↑  朱葉楠. . 人民網.   [2025-04-05].
191. ↑  Harold Newson. . www.marxists.org.   [2025-04-05].
192. ↑  . 鸦片战争博物馆.   [2014年12月14日]. （原始内容存档于2014年12月22日）.
193. ↑  . 东莞旅游网.   [2005-12-12]. （原始内容存档于2007-02-19）.
194. ↑  . 镇海海防口历史纪念馆.   [2014年12月16日]. （原始内容存档于2014年12月16日）.
195. ↑  . 浙江省文物局. 2013-05-14  [2018-02-15]. （原始内容存档于2019-02-16）.
196. ↑  . 镇江史办公室.   [2009-10-13]. （原始内容存档于2013-07-18）.
197. ↑  . 定海旅游网.   [2009-11-14]. （原始内容存档于2013-12-15）.
198. ↑  
 (PDF). 上海市人民政府: 第10頁.   [2018-10-10]. （原始内容存档 (PDF)于2016-03-04）.
199. ↑  黃一農.  (PDF). 清華學報. 2011年3月, 41 (1期): 第96頁  [2018-10-10]. （原始内容存档 (PDF)于2018-06-12）.
200. ↑  約翰·陶德. . 臺灣: 台灣書房. 2007-11-13: 第4頁. ISBN 9789866764158 （中文（臺灣））.
201. ↑  李乾朗、俞怡萍. . 臺灣: 遠流出版社. 1999-10-26: 第225頁. ISBN 9573238381 （中文（臺灣））.
202. ↑  李鎭岩. . 臺灣: 晨星出版社. 2001-09-30: 第33頁. ISBN 9789574550456 （中文（臺灣））.
203. ↑  Peter Duckers. . Bloomsbury Publishing. 2011-10-20: 42頁. ISBN 978-0-7478-1177-0.
204. ↑  Colin Narbeth. . James Clarke. 2002年: 67頁. ISBN 978-0-7188-9009-4.

## 研究書目
- Frederic E. Wakeman, Jr.（魏斐德）著，王小荷 譯：《大門口的陌生人：1839-1861年間華南的社會動亂》（北京：中國社會科學出版社，1988年）。
- 张馨保. . 徐梅芬譯. 福州: 福建人民出版社. 1989年  [2018-10-10]. ISBN 978-7-211-00657-1. （原始内容存档于2019-03-05）.
- Julia Lovell. . Overlook Press. 10 November 2015  [2018-12-24]. ISBN 978-1-4683-1173-0. （原始内容存档于2019-03-05）.